# Architecture acadienne
Vous lisez un « bon article » labellisé en 2009.

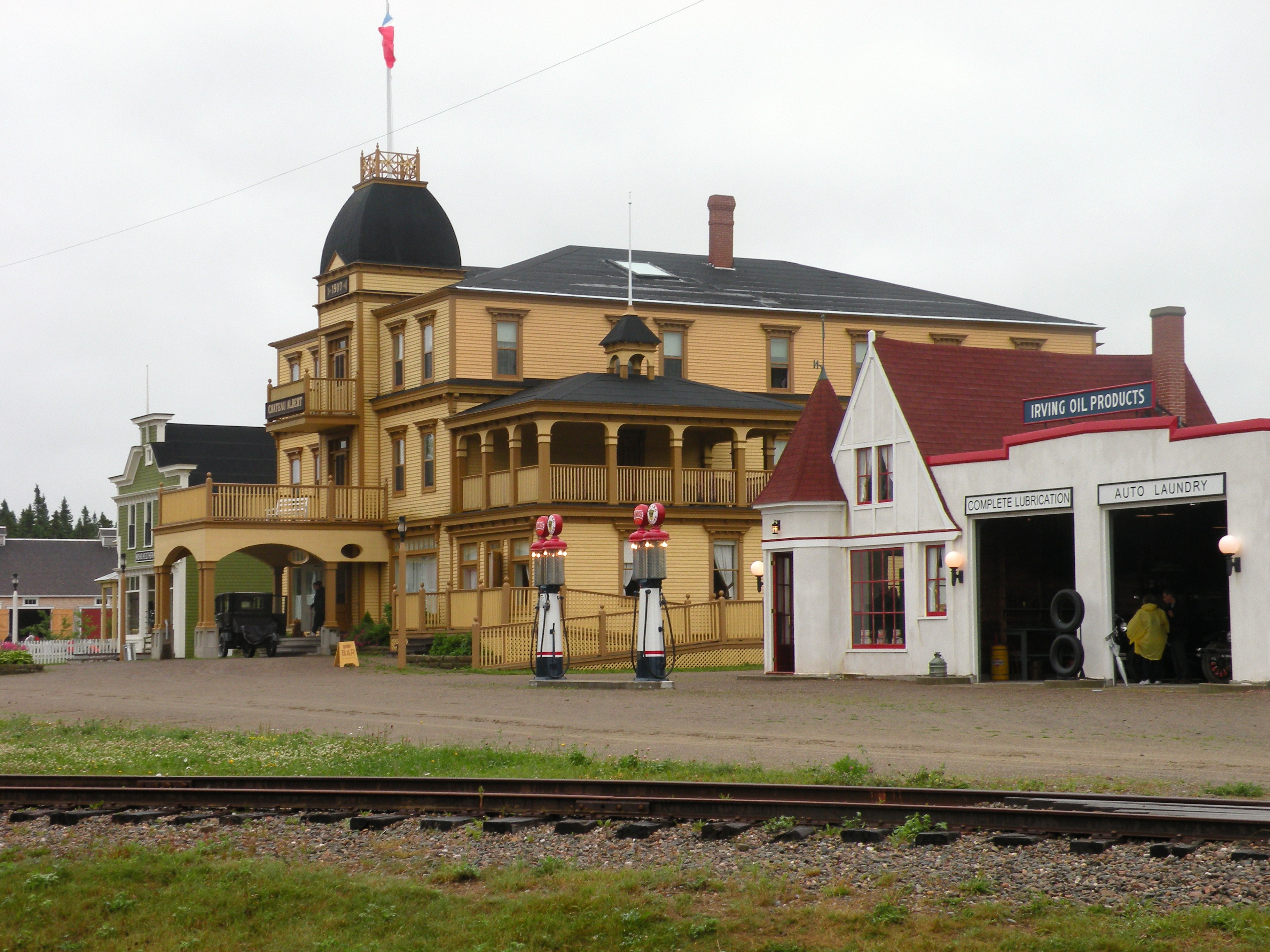
Le château Albert, dessiné par Nazaire Dugas en 1906 et la station-service Irving Oil, conçue par Samuel Roy en 1939.

On appelle architecture acadienne, parfois architecture cadienne, un style d'architecture traditionnelle utilisé par les Acadiens et les Cadiens, surtout en Acadie et, par extension, l'architecture en général faite en Acadie.
Fondée en 1604, l'Acadie voit se développer une architecture d'inspiration française, mais adaptée aux conditions climatiques et aux matériaux locaux. Plus tard, des techniques de construction amérindiennes sont utilisées, surtout pour améliorer l'isolation des maisons. Durant la déportation des Acadiens, entre 1755 et 1763, la plupart des constructions acadiennes sont démolies. Durant plusieurs décennies, les maisons sont de piètre qualité et construites à la hâte. Malgré l'amélioration des conditions de vie, l'architecture est restée simple jusqu'au milieu du XIXe siècle, où disparaissent les traces d'influence française alors que l'influence américaine et anglaise commence à se faire sentir tandis que les premiers architectes acadiens commencent leur carrière.
Les exemples les plus anciens d'architecture acadienne encore intacte datent du début du XIXe siècle. De plus en plus de municipalités préservent leur patrimoine et plusieurs édifices ont été restaurés ou reconstruits dans sept villages historiques. Toutefois, aucune étude exhaustive n'a encore été faite au sujet de l'architecture acadienne et il est difficile de définir un style typique acadien. Certaines recherches sont tout de même faites sur des édifices existants ou lors de fouilles archéologiques et, depuis quelques années, plusieurs édifices sont construits en tenant compte de ces découvertes.

## Architecture coloniale (1604-1755)

### Premiers établissements

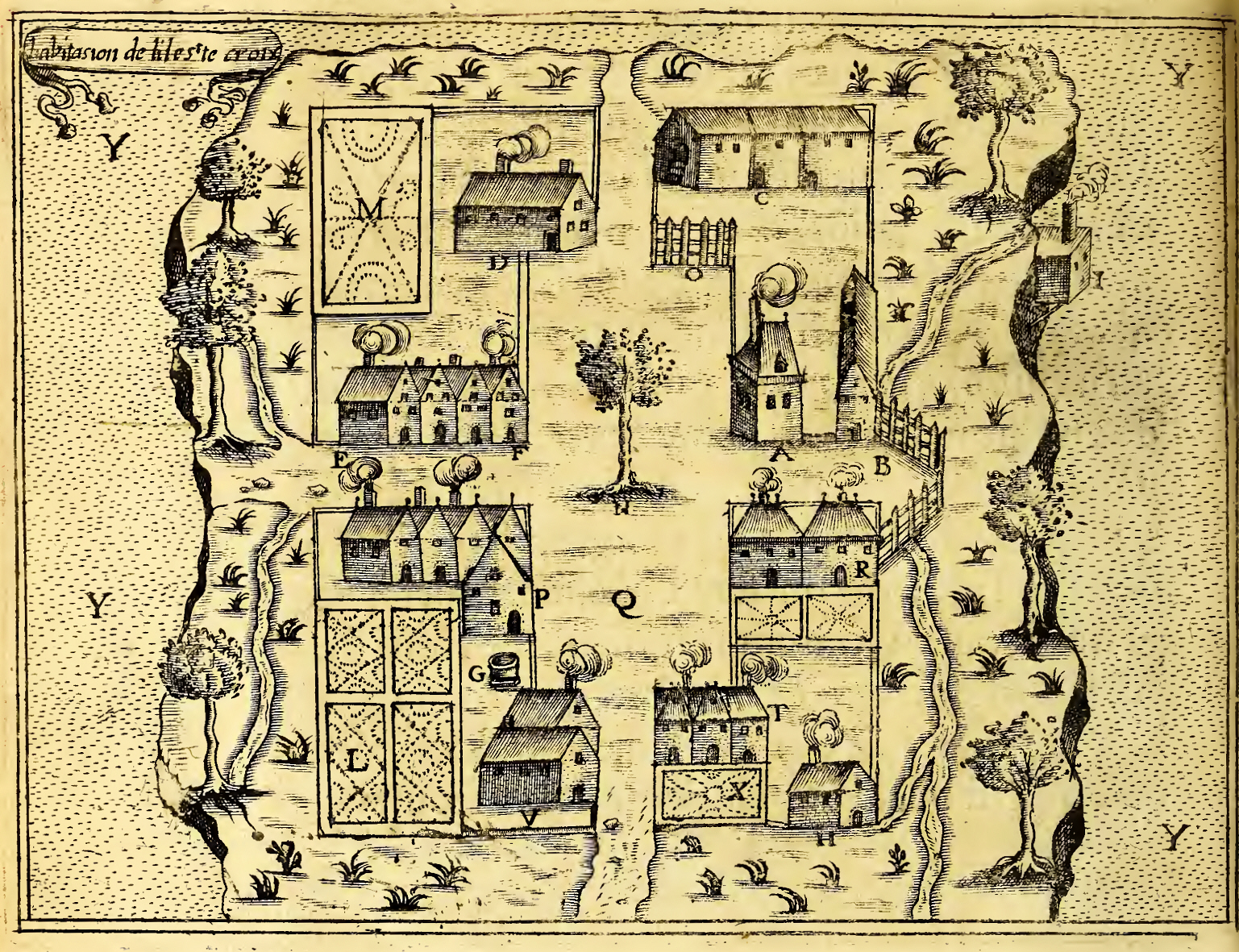
L'habitation de l'île Sainte-Croix.

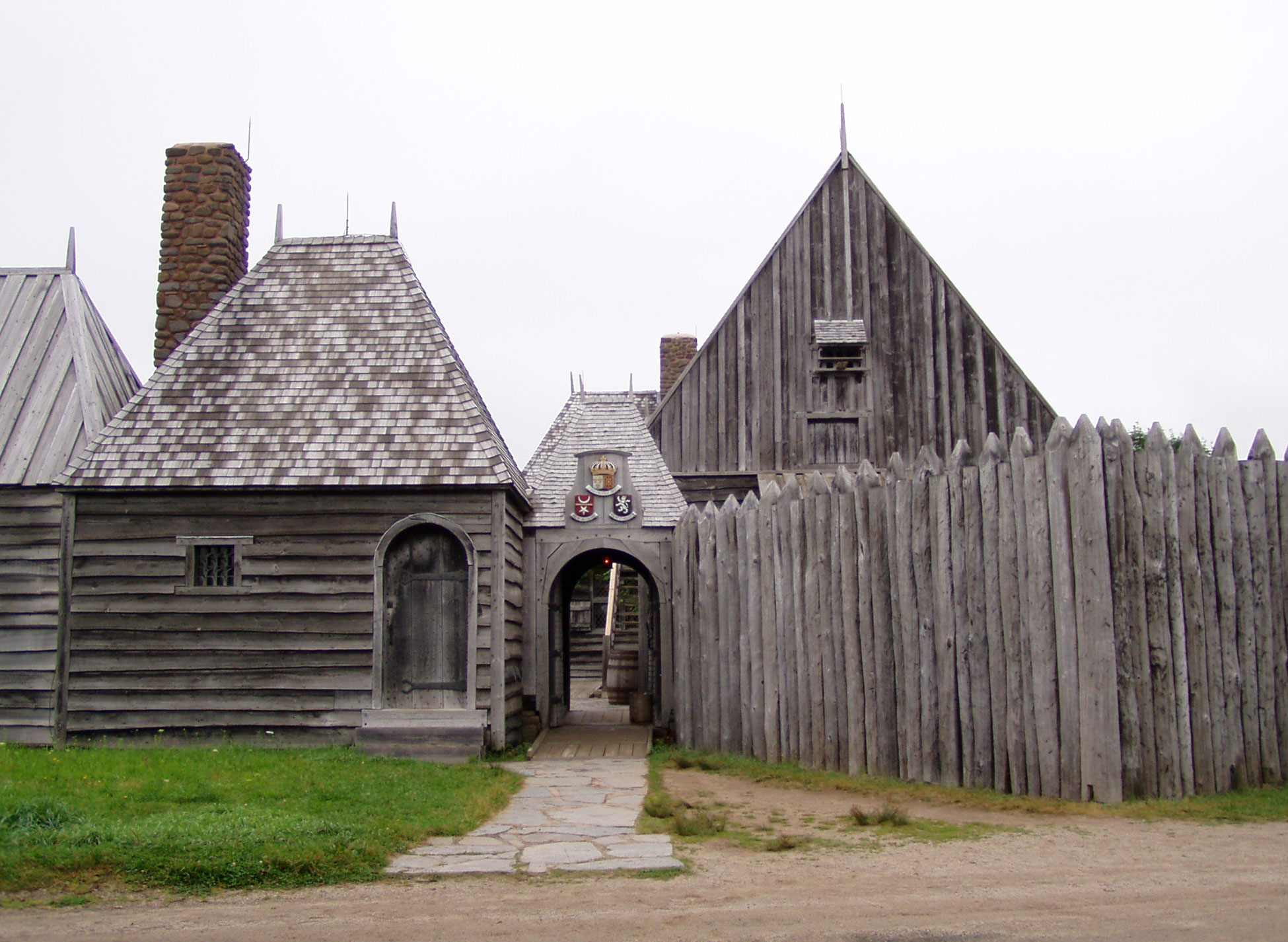
L'Habitation de Port-Royal.

Les premiers colons européens s'établissent en Acadie en 1604, durant l'expédition de Pierre Dugua de Mons. L'habitation de l'île Sainte-Croix est alors fondée et une douzaine de maisons sont construites et agencées de telle façon que l'impression donnée est celle d'un fort. Les édifices sont d'inspiration française, avec leur toit à quatre versants aigus. En 1605, par suite d'un hiver difficile, les maisons sont démolies afin d'en récupérer les matériaux qui sont transportés pour établir l'Habitation de Port-Royal, où tout est reconstruit sur le même modèle.

### Maisons et fermes
L'Acadie renaît en 1632 par l'arrivée d'Isaac de Razilly, accompagné de Menou de Charnizay et Nicolas Denys ainsi que 300 hommes d'élite et de trois capucins, partis d'Auray (Bretagne) France. L'architecture qu'ils développent a des influences françaises, reprenant notamment le style des maisons à colombage. Les matériaux disponibles sur place étaient utilisés, surtout le bois et parfois la pierre pour les fondations, alors que la brique était rare. Vers la fin du XVIIe siècle, les Acadiens adoptèrent des techniques amérindiennes pour isoler leurs maisons. L'une d'elles était la méthode des poteaux en terre, qui consistait à planter des poteaux dans le sol et à les attacher avec de petites branches, ce qui rendait les murs plus solides et permettait de former des poches d'airs qui aidaient à l'isolation. À l'intérieur, les murs étaient enduits de boue ou d'argile pour boucher les trous tandis que de petites planches fixées à l'extérieur parachevaient l'isolation. Les cheminées étaient faites de la même façon que les murs, sauf qu'elles étaient enduites de boue et d'argile pour éviter les incendies. La queue d'aronde fut introduite plus tard. Les abris rudimentaires étaient fabriqués selon deux types d'assemblage.
Il y a quatre types de maisons construites en Acadie à l'époque. La première est la maison à ossature de bois. Cette méthode de construction est en fait la toute première à avoir été utilisée, dans l'Habitation Sainte-Croix. Un autre type de maison très populaire est de type pièce sur pièce, c'est-à-dire construite avec des troncs d'arbre équarris empilés les uns sur les autres. Cette méthode permet de construire des maisons peu dispendieuses assez rapidement. Elle est surtout utilisée par les nouvelles familles ou dans les régions éloignées ne disposant pas de scierie. En 1688, à Port-Royal, toutes les maisons étaient construites de cette façon et couvertes d'un toit de chaume ou de planches. Un troisième type de maison est construite en torchis. Elle consiste en une charpente dont les espaces sont remplis de bousillage ou de bauge, fait de terre et de paille, le tout retenu en place par des poteaux appelés palissons ou palots, installés horizontalement entre les poteaux de la charpente. Cette technique de construction est originaire de Haute-Normandie et a probablement été importée par Abraham Dugas, parti de Toulouse en 1640. Ses descendants ont en effet répandu la technique dans diverses régions de l'Acadie jusqu'au XIXe siècle. Au tournant du XVIIIe siècle, ces maisons sont seulement lambrissées à l'intérieur, ce qui laisse le bousillage et la charpente exposée du côté extérieur. Quelques autres sont par contre recouvertes de terre glaise blanche à l'extérieur, ce qui est une invention locale. Le quatrième type de maisons est fait de madriers. Les spécialistes pensaient que la pierre était rarement utilisée, mais une étude non publiée confirme que les maisons faites de pierres et de bois étaient très fréquentes et consistaient en une adaptation des maisons à colombage françaises. En 1704, Port-Royal compte une seule maison de briques, celle des Récollets, qui de toute façon est d'inspiration française.

### Églises

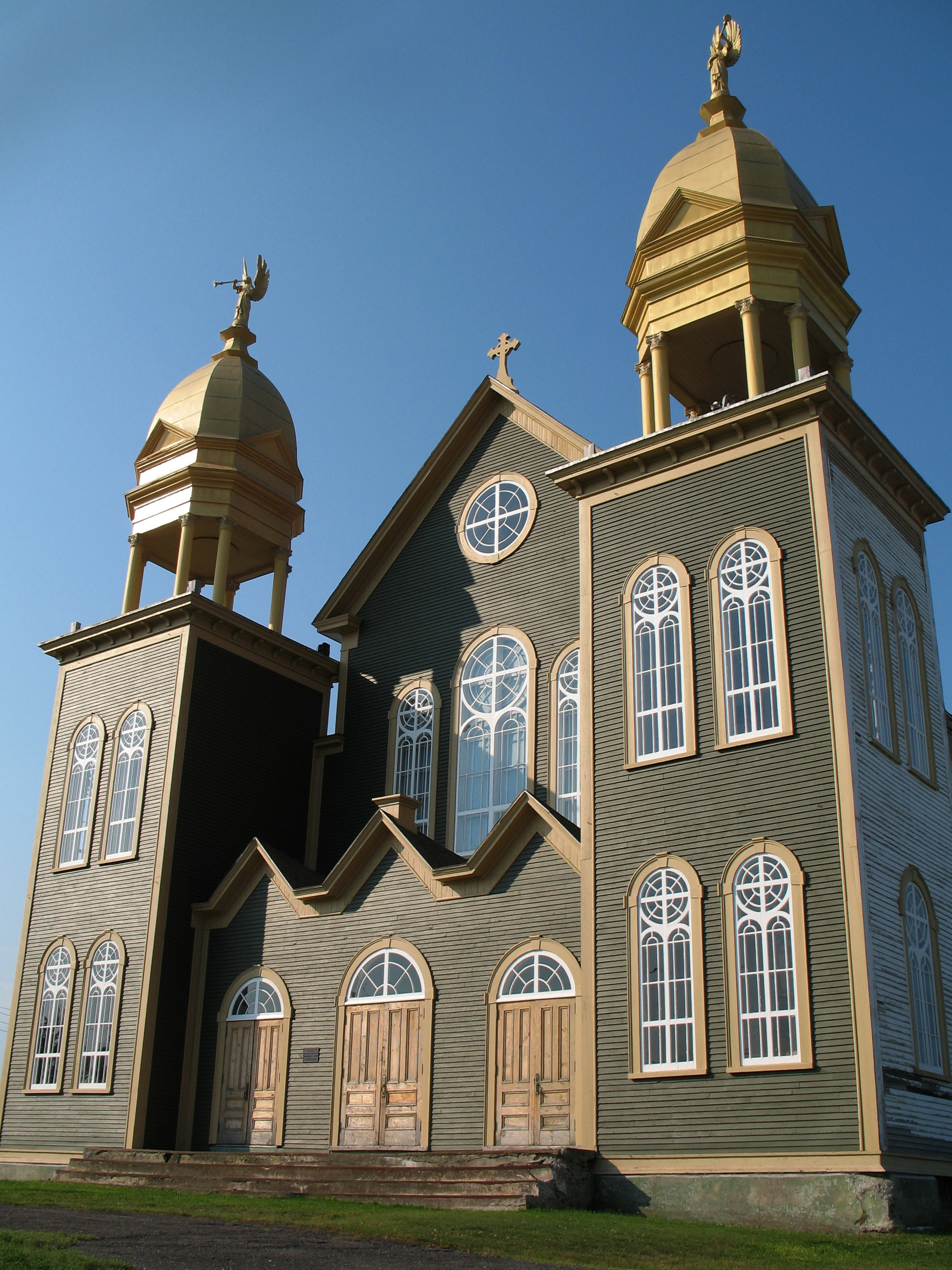
Le musée Culturel du Mont-Carmel site acadien à Grand Isle dans l'État du Maine.

Les premières églises acadiennes ressemblent souvent à des maisons et parfois à des granges, aussi bien dans leur construction que dans leur style. Elles sont peu confortables et n'ont même pas de cloche, les paroissiens étant plutôt appelés à l'aide d'un tambour ou d'un coquillage. À Port-Royal, l'église a du papier en guise de vitre. La situation change vers 1689 lorsque le seigneur Richard Denys construit son fort à Burnt Church, composé d'une palissade de bois entourant plusieurs bâtiments en pierre, dont l'église. Vers 1690, l'église Saint-Charles-des-Mines est construite à Grand-Pré, qui a alors dépassé Port-Royal en nombre d'habitants. Selon des fouilles récentes, le presbytère de l'église était le seul bâtiment dans toute l'Acadie avec un toit en tuiles d'argile, témoignant de l'importance du lieu. L'église Saint-Joseph-des-Mines était également connue pour sa beauté, avec un intérieur décoré de moulures de bois.

## Architecture domestique

### Habitat précaire (1755-1784)

#### Provinces maritimes

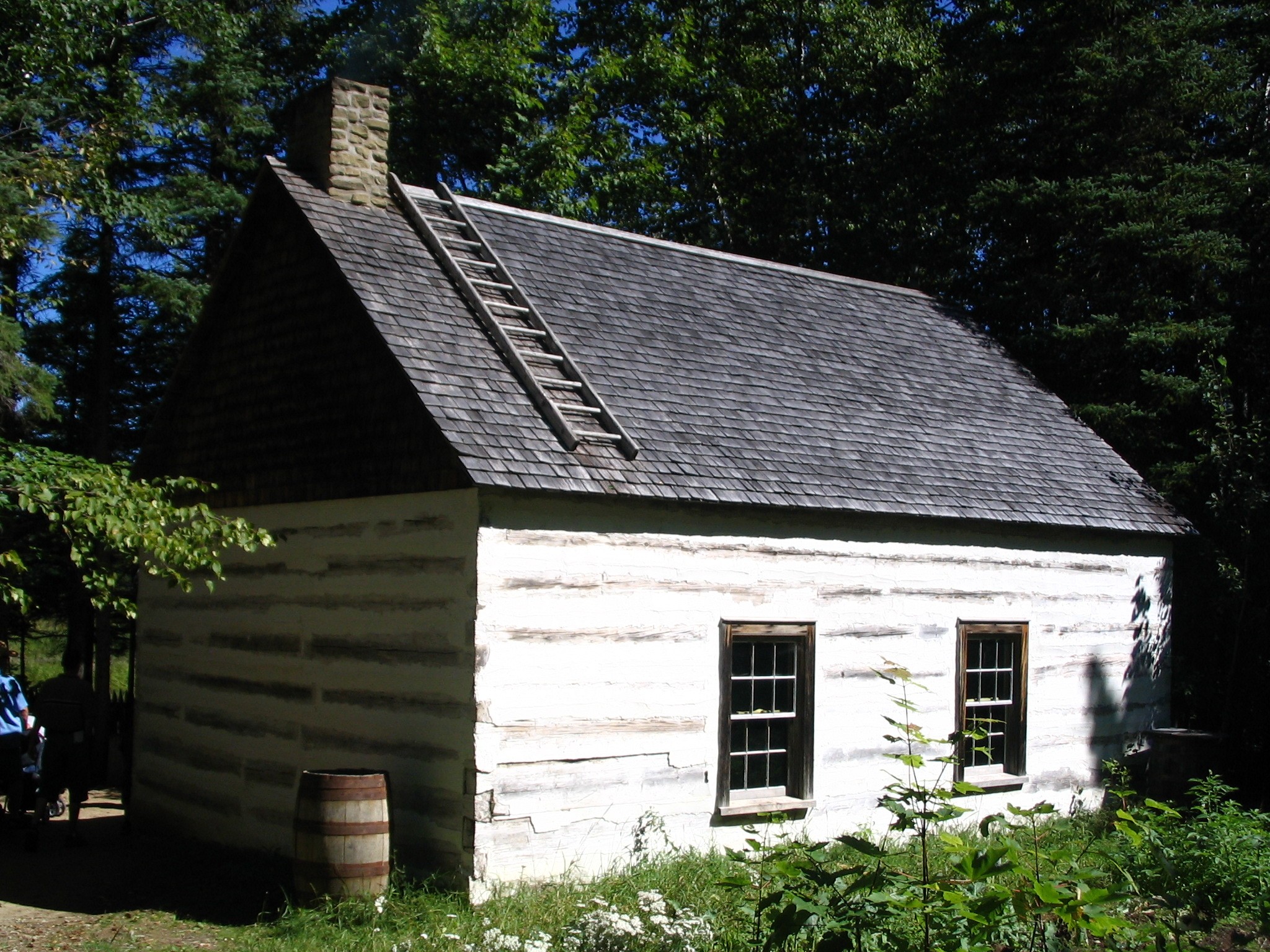
La Maison Martin, construite en 1770 par Jean-Balthazar Martin près de Sainte-Anne-des-Pays-Bas et déplacée au Village historique acadien de la Rivière-du-Nord (VHA).

La Déportation des Acadiens commence en juin 1755 lorsque le fort Beauséjour tombe aux mains des Britanniques. Durant les années suivantes, de nombreux villages sont détruits, mettant fin au style de vie prospère basé sur l'autosuffisance. Jusqu'en 1784, les Acadiens sont sans cesse pourchassés par les Britanniques et doivent ensuite vivre sans titre de propriété.
Les abris et maisons de cette période sont construits à la hâte. En 1761, Gamaliel Smethurst écrit qu'après une attaque sur leur village, les Acadiens de Nipisiguit construisent des abris en deux ou trois jours. Ces maisons sont petites, rectangulaires, presque carrées et comptent une seule pièce avec trois ou quatre ouvertures, incluant la porte, chauffée par une maçoune, un foyer de pierres. Le type de maison le plus populaire est construit pièce sur pièce avec du bois équarri et joint en utilisant des queues d'aronde, une influence américaine. Dans un autre type de maison, les pièces de bois sont plutôt jointes par des planches cornières et un système de tenons et de mortaises. Le plancher est fait en bois équarri, parfois en rollons, c'est-à-dire en bois rond, ou même en terre battue. La toiture est couverte de bardeaux et les murs sont plus tard revêtus à clins. La cheminée peut être en pierre des champs, en torchis ou même en pierres plates, percées puis liées avec du mortier. La cheminée est d'habitude installée au milieu de la maison, mais lorsqu'elle est installée sur l'un des murs pignons, on y annexe parfois un four à pain du côté extérieur. Les maisons sont mal isolées, avec de la terre glaise, de la mousse et de la bouse de vache. Un grenier, accessible par une échelle ou parfois un poteau encoché, sert de remise pour le foin et les outils et parfois de chambre pour les garçons. Il arrive également que le premier étage soit condamné pour l'hiver, les habitants profitant de la chaleur du grenier.
Deux traits caractérisent les maisons acadiennes à partir de cette époque, le premier, est la tête de mur dans la façade, qui mesure d'un mètre à un mètre et demi de haut entre les fenêtres du rez-de-chaussée et la corniche, le deuxième, est la toiture à deux versants, souvent en pente douce.
Les principaux outils utilisés durant la construction sont le godendard – grande scie que l’on manie à deux –, l'égoïne, la hache, la hache à équarrir, le couteau à deux manches et le canif. Les clous ne sont pas utilisés, sauf parfois pour les bardeaux. Les gournables, des chevilles de chêne, sont utilisées à la place pour joindre les pièces ; même les charnières sont fabriquées en bois.
Le mobilier est strictement fonctionnel, est généralement bas et n'a aucune décoration. La plupart du temps fabriqué par l'usager, il est généralement fait de pin, pour sa maniabilité et son abondance. Des encoches sont faites sur le banc du châssis, le cadre des fenêtres, pour servir de cadran solaire. Le foyer sert à la fois pour le chauffage et la cuisine et souvent pour l'éclairage, qui peut aussi se faire au moyen de boîtes de fer-blanc ou de bols remplis d'huile de morue ou de sureau.

#### Îles de la Madeleine
Les îles de la Madeleine, faisant aujourd'hui partie du Québec, ont été colonisées par vagues successives, surtout par des Acadiens entre 1755 et 1792. Comme ailleurs, les premières maisons sont précaires et construites à la hâte dans l'idée de les remplacer plus tard par des maisons plus confortables, sauf qu'elles ont servi plus longtemps que prévu et les maisons ont conservé un caractère rustique pendant un siècle. Les premières maisons sont construites pièce sur pièce en bois rond, plus tard remplacé par des madriers, calfeutrées avec de la mousse et de la terre grasse (argile). Les maisons ont les coins en queue d'aronde, mais certaines, appelées maisons à coin, ont les madriers joints avec des chevilles de bois. Plus tard, les maisons sont construites en madriers fendus en deux et installés verticalement. Ceux-ci sont embouvetés, c'est-à-dire qu'une rainure est pratiquée avec un bouvet sur toute la longueur des deux côtés du madrier et qu'une latte est installée dans l'une des rainures, permettant ainsi de joindre les madriers ensemble. Les maisons sont généralement carrées et font en moyenne six mètres de côté, mais pas plus de dix mètres. Par contre, on y ajoute souvent un appentis, une pièce construite sur le modèle de la maison, mais en plus petite. L'appentis est utilisé comme cuisine, salle à manger et salle de séjour. Une échelle donne accès au grenier, où sont remisés les graines et les agrès. Un tambour à toit plat est souvent construit à l'entrée de l'appentis, servant à la fois de remise et de protection contre vent hivernal.

#### Louisiane
Environ 3 000 Acadiens sont déportés en Louisiane. En quelques années, ils adoptent une partie de la culture des Créoles louisianais et deviennent le groupe le plus important puis d'autres immigrants s'assimilant à eux. Ils sont maintenant connus sous le nom de Cadiens. Certains  établissent des ranchs, ou vacheries, alors que la plupart restent de petits fermiers. Ils construisent des abris temporaires, étayés par des poteaux plantés dans le sol (techniques du « poteau sur sole » ou du « poteau en terre ») avec un toit recouvert de feuilles de palmier. La seconde génération de maisons est généralement de type pieux debout, c'est-à-dire avec des planches de cyprès installées verticalement dans une tranchée, alors que le toit est d'inspiration française et couvert d'écorce. Le plancher est toujours constitué de terre battue.

### Rétablissement (1784-1840)

#### Provinces maritimes

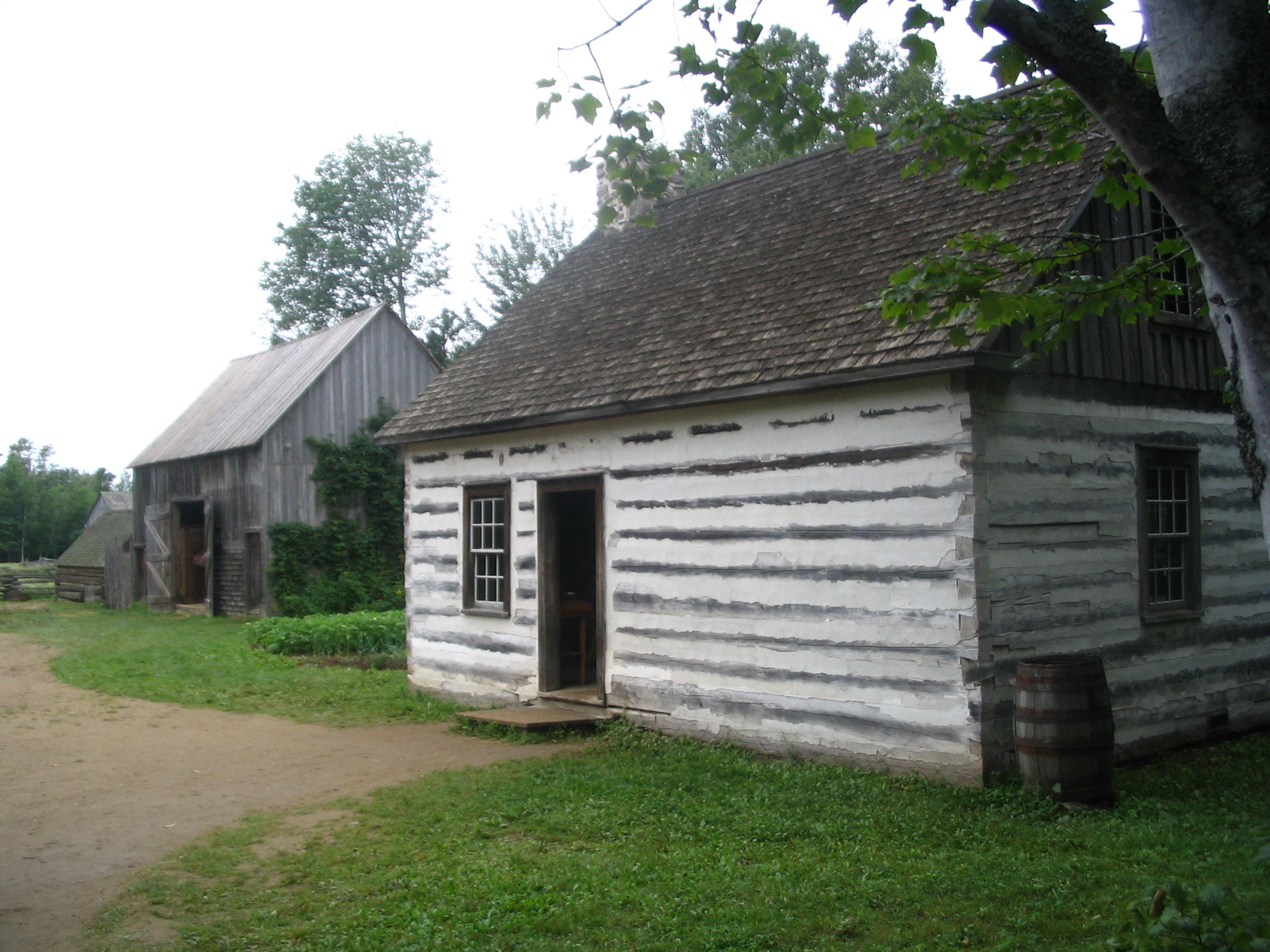
La ferme Mazerolle, construite en 1852, mais caractéristique des conditions de vie de l'époque. Elle a été construite au Village-des-Mazerolle et déplacée au VHA.

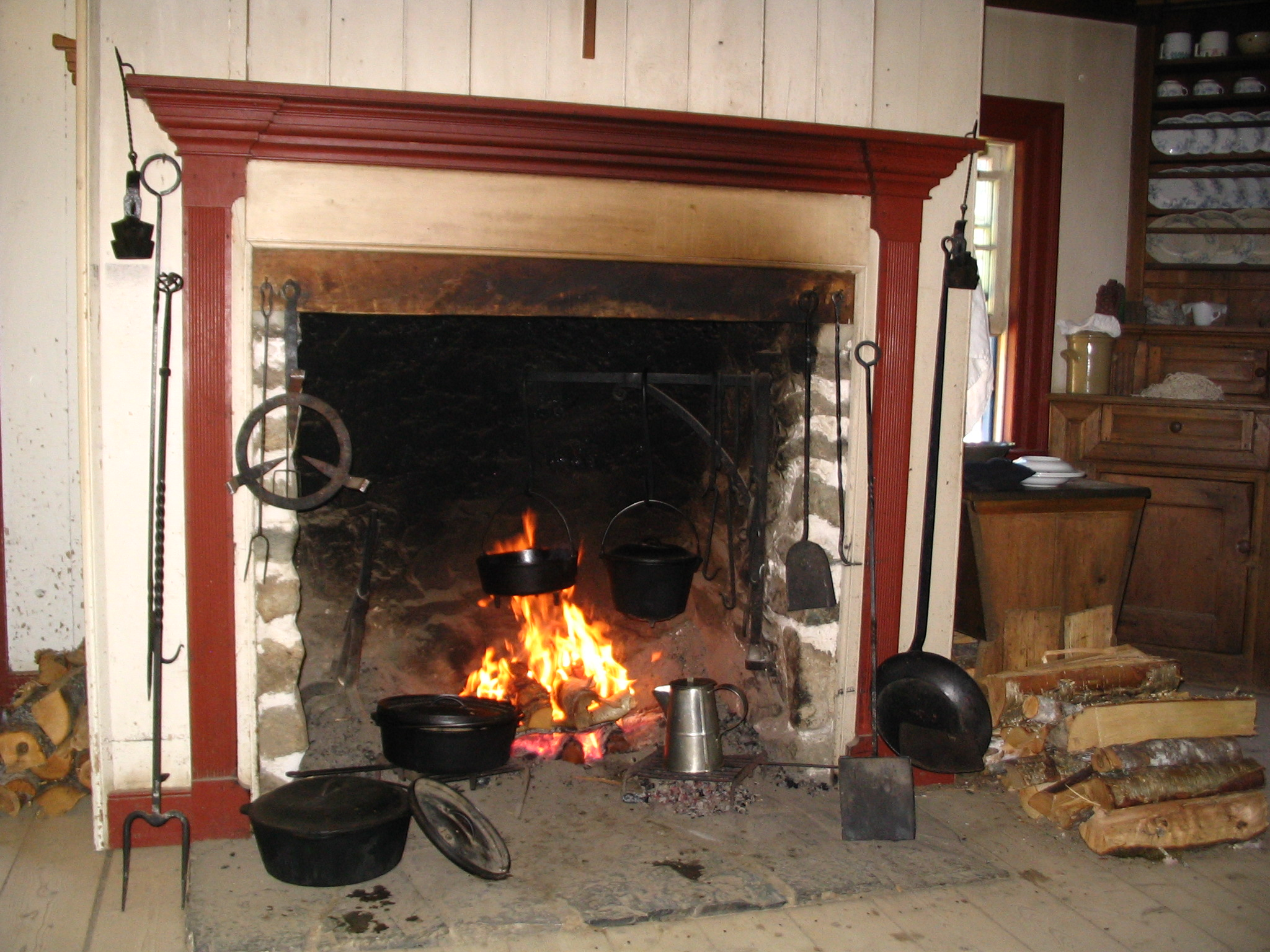
Intérieur de la ferme Cyr, construite en 1831 à Saint-Basile et déplacée au VHA. Notez l'armoire de coin à droite.

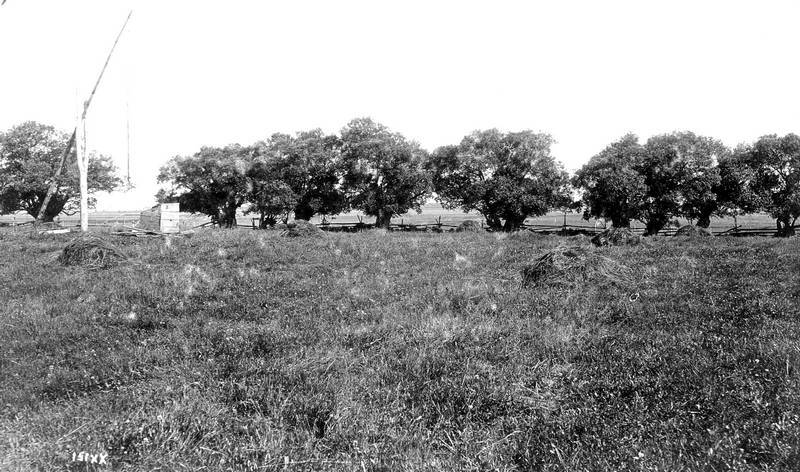
Les saules de Grand-Pré, au début du XXe siècle.

À la création de la province du Nouveau-Brunswick en 1784, les familles acadiennes se voient octroyer le titre de leurs terres. La population augmente et de nombreux villages ainsi que le commerce se développent,. L'apparence des maisons change peu et elles restent beaucoup moins confortables que celles des Canadiens anglais. Les maisons sont toujours basses et certaines ont encore un plancher en terre battue. Même si elles comptent toujours une seule pièce, elles sont plus grandes, devant obligatoirement mesurer au moins 20 pieds par 16 pieds au Nouveau-Brunswick. La plus grande innovation du XIXe siècle réside dans les nouveaux outils et méthodes de fabrication utilisés. Des scieries sont construites, rendant l'usage de planches plus fréquent et permettant de construire plus de maisons permanentes. Vers 1840, les clous tendent à remplacer complètement les chevilles et épines de bois utilisées dans la construction. L'économie se tourne vers la pêche et l'exploitation forestière au lieu de l'agriculture. Les bâtiments de ferme sont alors améliorés pour pouvoir permettre une production plus efficace. Les chandelles de fabrication domestique commencent à être utilisées pour l'éclairage et les chandelles en suif sont introduites vers 1820. Chez les familles les plus aisées, le chauffage s'effectue au moyen d'un petit poêle carré qui s'ajoute à la maçoune, encore utilisée pour la cuisson, mais qui tend à disparaître vers 1825<. Cette amélioration importante permet de construire des maisons avec plus de fenêtres et au moins une séparation, créant ainsi de nouvelles pièces. Dans le cas d'une maison barrée en deux, la pièce la plus grande est généralement occupée par la cuisine et l'autre est une chambre où dorment tous les membres de la famille. Les murs extérieurs sont revêtus de bardeaux, mais quelques maisons sont encore lambrissées en clins. Les maisons possèdent un toit à pente raide, souvent couvert de chaume. Une gravure de 1817 montre plutôt des toits galbés au niveau des sablières et des hangars rectangulaires à toit en pente très douce.
Le mobilier se fait plus varié, mais reste de conception simple. Les vaisseliers font leur apparition, les chaises remplacent les bancs et certains meubles sont fabriqués spécifiquement pour les enfants. L'armoire de coin est le meuble construit avec le plus de soin et représente le désir d'avoir une maison plus confortable. Ce meuble est la plupart du temps encastré dans le mur et ses moulures s'harmonisent souvent à celles de la maison. Les fenêtres sont à guillotine et comptent généralement douze petits carreaux vitrés mesurant chacun 15 centimètres de côté. Les rideaux sont faits de journaux dont le bas est découpé pour imiter une frange, pratique qui dure jusqu'en 1930>. La tapisserie est également faite de journaux.

#### Madawaska
Le Madawaska est colonisé à partir de 1785 par des Acadiens, mais aussi des Canadiens français et des Canadiens anglais. Ses habitants sont généralement appelés Brayons. Les Brayons construisent des maisons semblables à ce qu'il se fait alors dans les autres régions acadiennes, c'est-à-dire des maisons de petite dimension, comptant une seule pièce et pas plus de deux fenêtres, faites pièce sur pièce (localement appelé pièces) avec des troncs équarris et chauffées d'une seule cheminée faite de pierres liées d'un genre de mortier à base d'argile. Trois méthodes sont utilisées pour attacher les pièces de bois. La plus populaire est la technique dite en coulisse, autrement dit au moyen de tenons et de mortaises, la seconde est en tête de chien, ou demi-queue d'aronde. La troisième technique, dite « empilé et goupillé », consiste à scier les troncs aux coins de la maison et de les empiler alternativement l'une par-dessus l'autre, de percer deux trous verticaux dans les troncs et de les attacher ensemble avec de longues goupilles de bois. Seules quelques maisons connues sont construites de cette façon. Dès leur arrivée, les colons adoptent des techniques de construction malécites, en particulier l'usage du mâchecoui pour l'isolation, et ce autant pour les maisons que pour les églises ou les scieries. Par contre, dès que leur établissement devient plus important, les Acadiens cessent de recouvrir leurs édifices de bouleau et l'influence des Malécites dans l'architecture disparaît vers 1800.

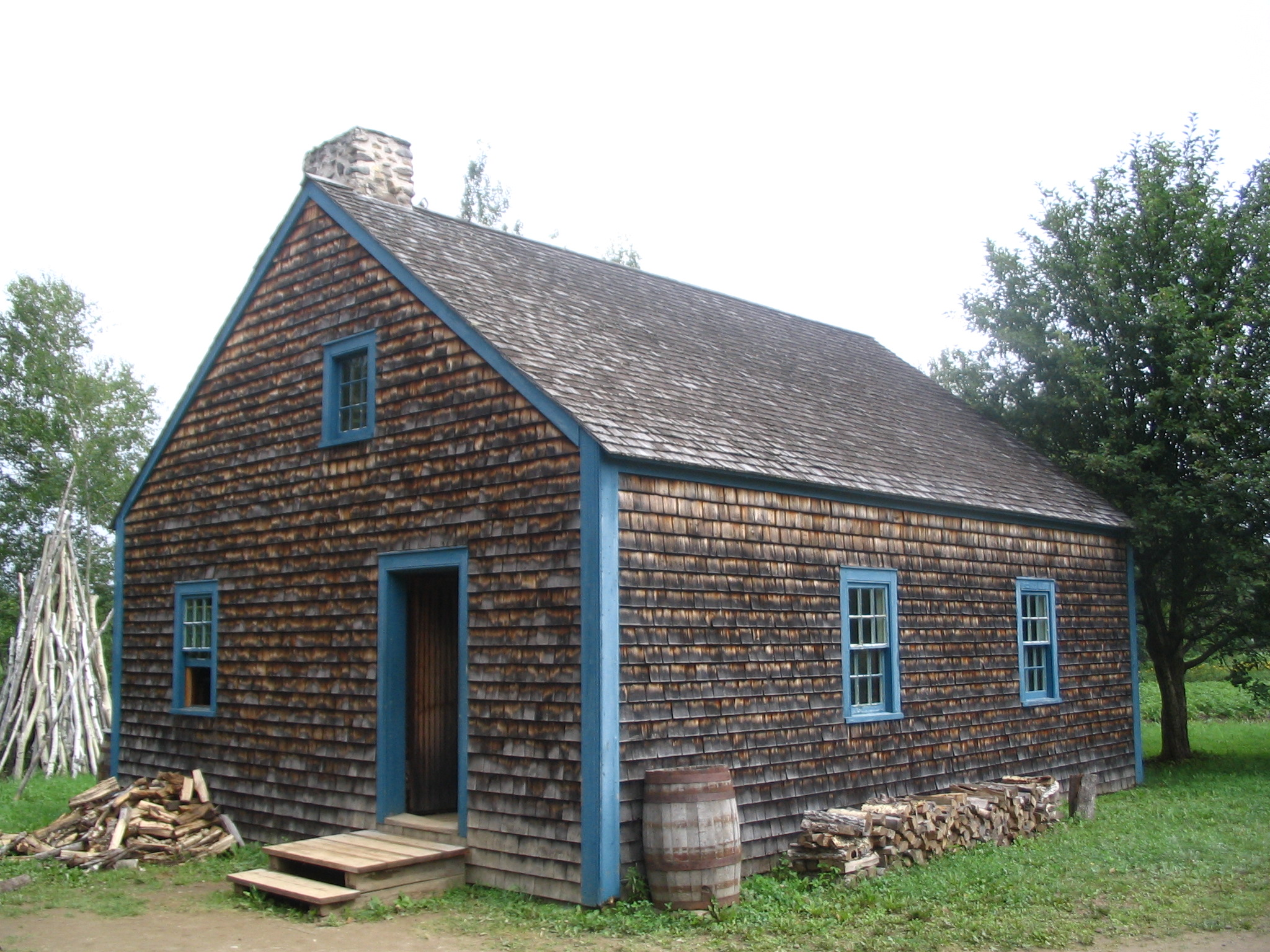
Le logis de la ferme Cyr.

La situation économique du Madawaska étant très bonne au début du XIXe siècle, la construction des maisons s'améliore. En 1815, l'arpenteur J. Bouchette note en effet que la plupart des maisons sont bien construites et en 1831, les recenseurs américains J.G. Deane et E. Kavanagh notent que certaines maisons comptent jusqu'à deux pièces, mais rarement plus, que la plupart sont lambrissées, et certaines peintes. Les maisons sont construites au bord du fleuve Saint-Jean jusqu'au milieu du XIXe siècle, où certaines sont déplacées plus en hauteur, au bord de la route. Les propriétaires en profitent alors pour agrandir leur maison ou pour leur ajouter un étage ou deux, le tout en utilisant les techniques de construction originales. Au milieu du siècle, les maisons ont typiquement un plan géorgien, soit avec deux pièces de profondeur, un couloir central, une cheminée centrale, de un à un étage et demi, rarement deux, et un toit à pignon simple. L'extérieur ressemble aux grandes maisons de la Nouvelle-Angleterre avec les arêtes peintes en blanc ainsi que des pilastres et des corniches de style néo-grec. Les plafonds sont souvent à caissons et les moulures intérieures rappellent souvent le style extérieur de la maison. Les familles les plus aisées recouvrent souvent leur maison de planches debout à l'extérieur et parfois aussi à l'intérieur, permettant une meilleure isolation.

#### Louisiane
Vers 1790, après avoir expérimenté différents types de maisons faites de torchis, les Cadiens adoptent trois styles de maisons différentes. Le premier, la maison créole acadienne, est populaire dans la région de La Nouvelle-Orléans et de l'embouchure du fleuve Mississippi ; selon Milton B. Newton, ce style serait la réplique d'habitations françaises aux Caraïbes<. Celle-ci possède généralement deux salles de séjour. Une cheminée centrale faite de glaise et de bois s'ouvre sur les deux pièces. La plupart du temps, chacune des pièces dispose de sa propre porte extérieure et deux ou trois chambrettes s'alignent dans le fond de la maison. Ces chambrettes peuvent servir de bureau, d'entrepôt, de logement des domestiques ou de chambre pour la famille, en particulier pour les enfants. Un type de maison plus rare n'a qu'une seule pièce, avec la cheminée appuyée à l'un des pignons. Un troisième type de maison, plus fréquent, est la maison acadienne proprement dite. Toujours selon Milton B. Newton, la maison acadienne louisianaise est semblable à la maison créole acadienne, excepté qu'elle n'a pas de porche et que la garçonnière est accessible par un escalier intérieur. Une maison acadienne bourgeoise typique est celle du Acadian House Museum à Saint-Martinville. Elle garde le plan général tout en ayant un étage de plus. Si les résidents ont besoin de plus d'espace, une annexe d'une ou deux pièces est alors construite à l'arrière ou sur l'un des côtés. Cet ajout prend la forme soit d'un appentis constitué par la prolongation du toit arrière de la maison et le toit est alors galbé au-dessus de la rallonge tout en conservant une pente droite sur le côté opposé, soit celle que représente le corps principal de la maison. Une véranda courant sur toute la façade est pratiquée dans le corps même du logis. Les bardeaux de cèdre utilisés pour la toiture sont imprégnés de brai. Comme en France, les portes d'entrée n'ont pas de seuil, le plancher dépassant à l'extérieur pour constituer celui du perron. La garçonnière, ou grenier, est accessible par un escalier extérieur installé sous la véranda. La façade de la maison est recouverte de planches verticales blanchies tandis que les autres murs sont lambrissés à clins, mais non peints.
Au moins trois différences existent entre les maisons créoles et cadiennes, symbolique des tensions entre ces nouveaux arrivants et l'aristocratie en place. Une des raisons pour l'adoption du toit à pignons, moins populaire parmi les Créoles, est presque certainement le fait que presque toutes les maisons en Acadie avaient des toits à pignons. Ainsi, pour les émigrés, le toit à pignon représente et perpétue une partie de l'héritage perdu. En Acadie, le grenier était employé comme chambre pour les garçons et cette pratique continue en Louisiane, alors que les Créoles ne vivent pas dans le grenier, considéré comme trop chaud. En fait, il n'y a souvent pas d'escalier menant au grenier. Pour aménager le grenier en pièce habitable, les Cadiens aménagent de larges fenêtres dans chaque pignon, qui peuvent être ouvertes durant les chaudes nuits d'été. Ils conservent l'usage d'un toit à forte pente pour donner plus d'espace. Les cheminées de torchis sont remplacées par des cheminées de briques dès que ce matériau devient disponible commercialement au milieu du XIXe siècle.
Au début du XIXe siècle, la maison d'une pièce ou deux avec galerie sur la façade et un toit à pignon est devenue le standard chez les Cadiens. Ces maisons sont construites à la main. Des poteaux de bois équarris sont montés sur des solives massives en cyprès. La toiture est soutenue par une charpente simple, comparativement à celle complexe d'origine normande utilisée par les Créoles.   La maison est séparée du sol humide par des blocs de cyprès de deux pieds de haut, plus tard remplacés par des piliers de brique.
Avec l'accroissement du niveau de vie au XIXe siècle, les maisons sont agrandies et décorées dans le style néogrec ou Second Empire. Souvent, l'ancienne maison devient tout simplement une dépendance en arrière de la nouvelle construction installée en avant. Après la Guerre de Sécession, de nouvelles maisons sont construites en planches de cyprès, souvent récupérées des déchets des scieries. Un style de décoration populaire entre les années 1880 et 1930 est la fausse galerie, consistant en un toit dépassant de la façade et étayé par des consoles. Un autre élément caractéristique est la façade munie de plusieurs portes, permettant de mieux aérer la maison durant l'été.

#### France

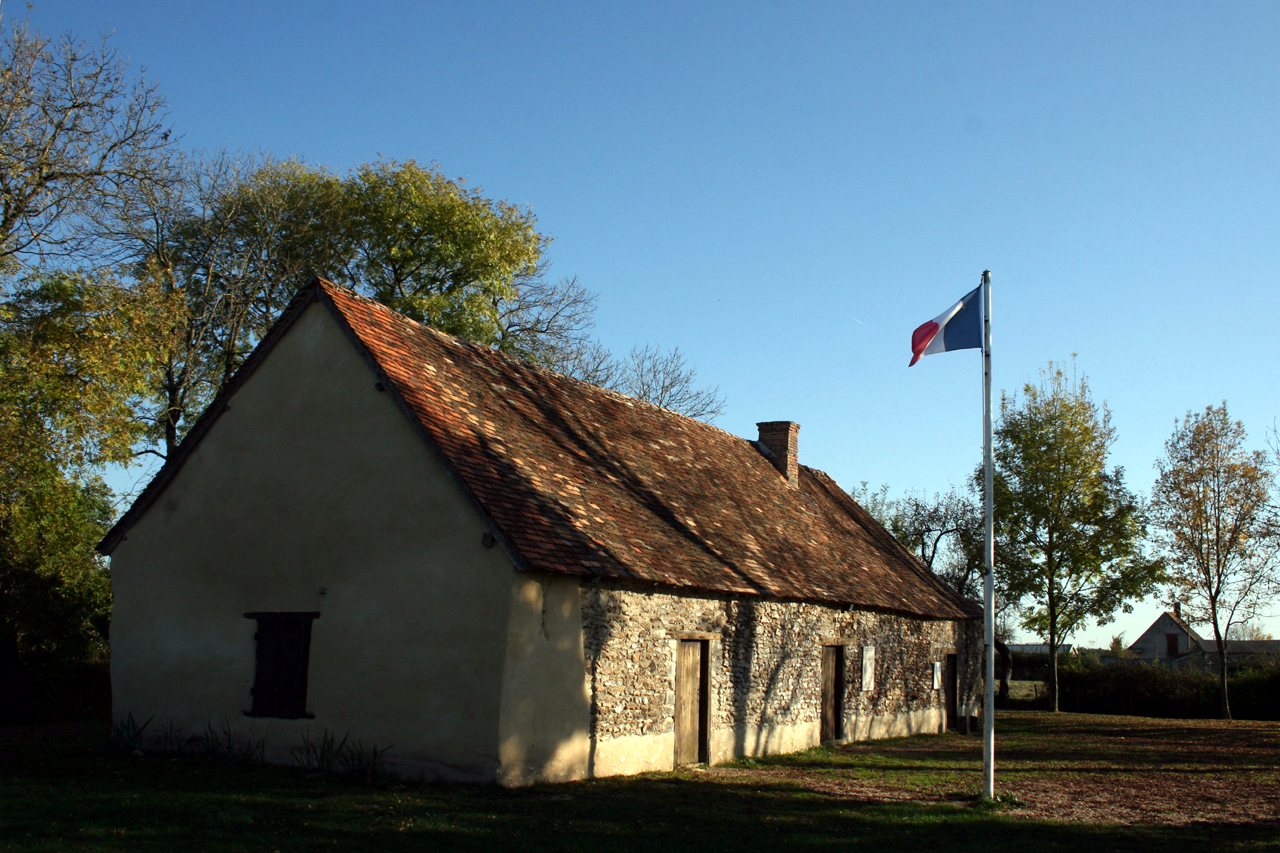
Maison de la « ligne acadienne », à Archigny.

Après la Déportation, quelques Acadiens se sont établis de façon permanente en France, notamment en Bretagne à Belle-Ile en Mer et en Poitou. En 1773 les acadiens arrivent à Châtellerault et sur la Ligne Acadienne du Poitou (à Cenan, Saint-Pierre de Maillé, Archigny et Bonneuil-Matours) où le marquis Louis-Nicolas de Pérusse des Cars avec l'aide du Gouvernement les installe sur ses terres. En tout, 58 fermes sont construites au bord de longues routes droites et larges. Inspirées des constructions paysannes locales, elles ne sont pas spécifiquement acadiennes. Construites selon le même plan rationnel, où l'habitation et les dépendances sont reliées ensemble dans le même long édifice (ou longère), elles possèdent tout de même quelques différences d'organisation. Il existe deux sortes de maisons, l'une à une seule pièce mesurant 22 mètres de long et l'autre à deux pièces longues de 28 mètres. Elle compte une cheminée et est prévue pour une famille de 10 personnes. À cause de la pénurie de pierres dans le sol, le marquis de Pérusse eut l'idée d'utiliser la terre caractéristique du plateau d'Archigny-La Puye, appelée le bornais. Extraite sur place, elle est tassée entre deux coffrages et mélangée avec de l'eau et des brins de brande pour former un mur de pisé ou bousillis. Plusieurs maisons furent rénovées ou agrandies au milieu du XIXe siècle et 38 existent toujours.

### Renaissance acadienne (1840-1880)

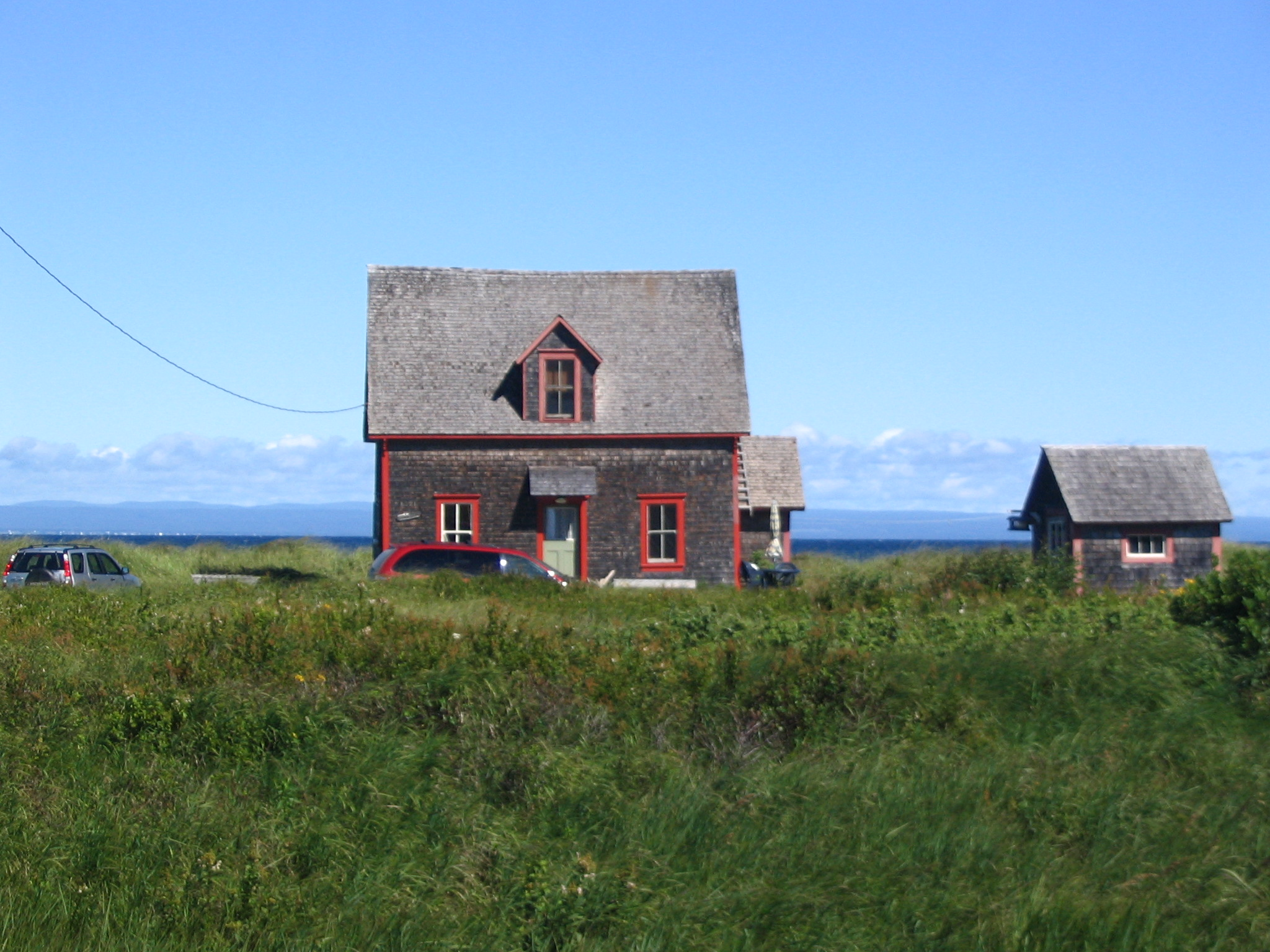
Une maison d'un style néogothique simple à Anse-Bleue.

La renaissance acadienne s'étale entre 1840 et 1880 et est marquée par l'ouverture du Collège Saint-Joseph, l'élection d'Amand Landry et la fondation du journal Le Moniteur acadien.
À partir de cette époque, la méthode de construction et l'apparence des maisons ne sont plus dictées par la disponibilité des matériaux et des outils, mais par le style de vie du propriétaire. Les maisons deviennent plus spacieuses et les constructions pièces sur pièces disparaissent, à part dans certains villages isolés. La méthode de construction la plus populaire est l'ossature de bois, recouverte de planches et ayant en général une fondation de pierres. Ce type de construction permet d'avoir des maisons encore plus grandes et chaque pièce est maintenant construite pour un usage précis. En particulier, vers 1860, la grande cuisine est séparée en deux, formant une cuisine en arrière de la maison et un petit salon qui donne sur l'entrée principale, cette nouvelle pièce étant empruntée des Canadiens anglais. Les murs intérieurs sont de plus en plus enduits de plâtre pour les rendre plus beaux et pour en faciliter l'entretien. Plusieurs types de portes sont maintenant utilisés. Dès lors, la porte de la cuisine est la plupart du temps placée vis-à-vis la porte d'entrée. L'escalier, en général situé dans la cuisine, devient plus élaboré. Les escaliers restent caractérisés par deux premières marches, qui mènent à un palier, où une porte ferme l'accès au reste des marches. La trappe menant à la cave est toujours située dans la cuisine, près de l'escalier. Vers 1850, le poêle carré est remplacé par le poêle à deux ponts, dit poêle français, ou par le poêle Star, plus dispendieux. Ils servent à la fois pour la cuisson et le chauffage. La plupart des maisons en comptent deux, l'un dans la cuisine et l'autre à l'étage. Certaines maisons commencent alors à être éclairées par des lampes à paraffine.

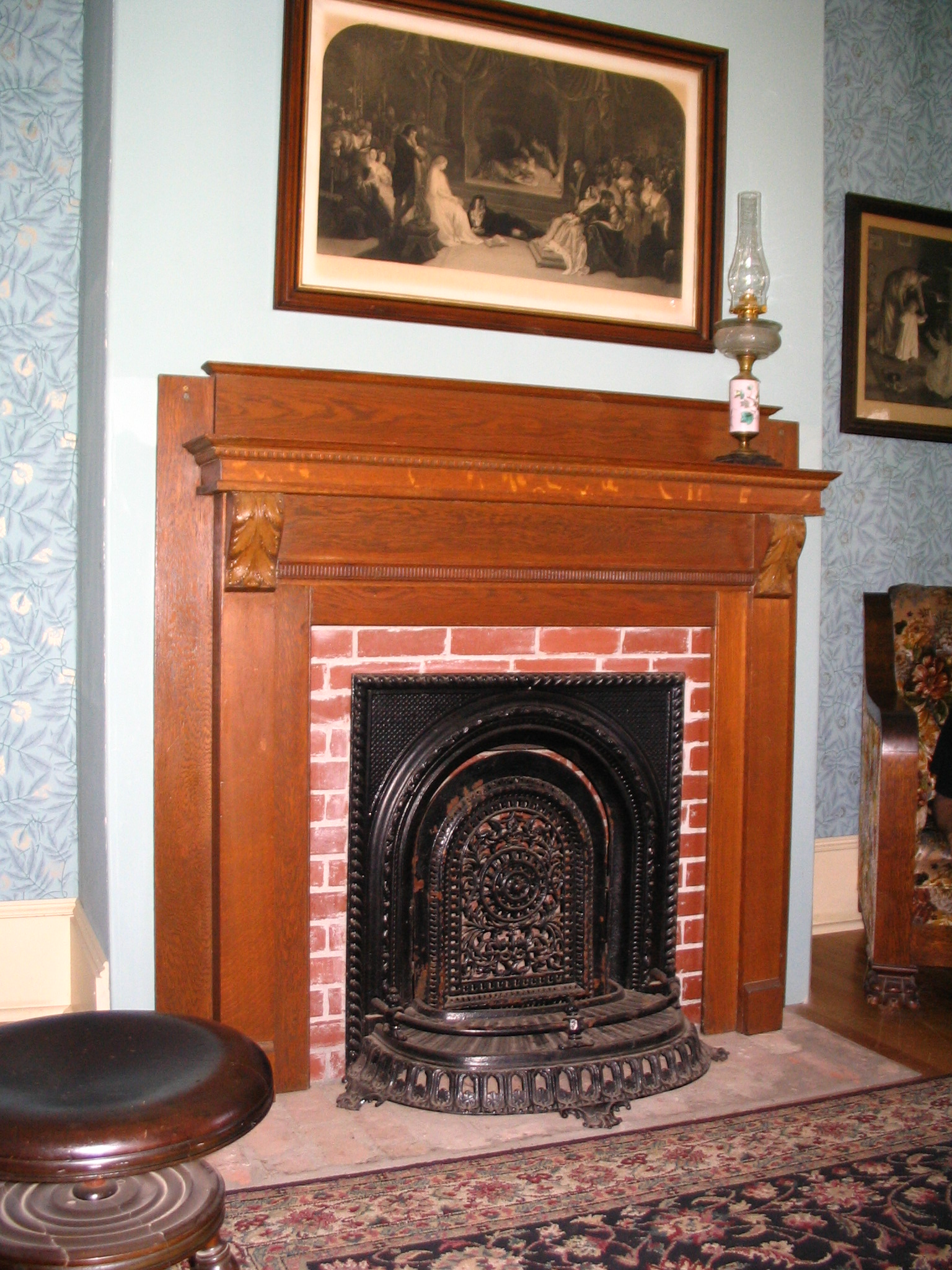
Salon de la maison O. Turgeon, au VHA.

Les maisons acadiennes sont à la fois différentes des maisons américaines, mais semblables aux maisons anglaises des Maritimes, bien qu'il y ait quelques différences mineures au niveau de la charpente. Cela pourrait être dû à une adaptation des techniques de construction anglaises, mais cette explication semble peu probable à cause de l'isolement de nombreux villages vers la fin du XVIIIe siècle. Par ailleurs, les Acadiens étaient considérés comme d'excellents charpentiers et auraient formé une main-d'œuvre bon marché dans la construction des maisons anglophones. Quoi qu'il en soit, les Acadiens au XIXe siècle considèrent l'architecture canadienne-anglaise ou américaine comme un signe extérieur de prospérité et adoptent les décorations propres à celles-ci, mais de façon plus modeste. Les maisons existantes sont allongées et on y ajoute des galeries. Dans la première moitié du siècle, plusieurs maisons de style néogrec sont construites. Elles sont généralement très simples, ne sont pas aussi décorées qu'aux États-Unis, mais en conservent le plan d'ensemble. Quelques rares exemples plus complets existent, tels que l'ancien presbytère de Baie-Egmont. Dans la seconde moitié du siècle, l'aspect néogrec de certaines maisons est complété par l'ajout d'un lambris à planches à clins, de pilastres et de corniches, alors que les fenêtres à petits carreaux sont remplacées par des fenêtres à quatre carreaux. D'autres maisons sont quant à elles rénovées dans un style néogothique, revêtues de planches en clins et ayant des cadres et des planches cornières plus décoratives. L'élément fondamental de ce style est la lucarne, consistant souvent en une continuation du mur de façade, qui est traditionnellement sur le côté long de la maison. La lucarne est d'habitude vis-à-vis l'entrée principale, mais les constructions plus élaborées en ont souvent deux, installées de chaque côté de la porte. De nouveaux meubles sont introduits, les sofas sont rembourrés et les murs sont décorés de portraits.
Malgré l'amélioration de la qualité de vie, l'économie d'espace est de mise. Par exemple, une armoire est aménagée en dessous de l'escalier et le grenier, maintenant plus grand, devient une pièce habitable.

### 1880-1960
La dernière maison de style acadien en Louisiane est construite en 1911. Les Cadiens construisent dès lors des bungalows de brique sur fondations de béton, ou souvent des maisons mobiles, semblables aux maisons des autres Américains.
Selon Pascal Poirier, les maisons des provinces maritimes de la fin du XIXe siècle sont construites avec un toit à pente douce. Les petites maisons à une seule pièce et à toit aigu tendent à disparaître durant les années 1920, subsistant dans seulement quelques villages pauvres. Elles consistaient en la dernière trace d'influence française dans l'architecture. L'architecture traditionnelle ne disparaît pas pour autant, par exemple avec l'utilisation continue de bardeaux de cèdre et de galeries, mais les maisons sont maintenant fortement influencées par les styles à la mode aux États-Unis et sont marquées par leur éclectisme. Une décoration fréquente à l'époque est les corbeaux installés sous la corniche. Des maisons de style colonial américain sont construites vers la fin du siècle, caractérisées par leur toit en croupe, leur grande superficie, leur fenestration symétrique et leur plan carré à deux étages. La maison du docteur Bourgeois, construite par l'architecte acadien René-Arthur Fréchet à Tracadie en 1938, avec le style Foursquare, populaire durant la première moitié du XXe siècle, en particulier dans cette ville. Au tournant du XXe siècle, deux éléments fréquents sont le plan en « L » et le toit en pente raide à une lucarne. Le style Queen Anne est le plus populaire chez les familles aisées à l'époque. La maison qu'Olivier-Maximin Melanson fait construire à Shédiac en 1898 en est caractéristique par son toit tronqué, sa véranda sur deux côtés, sa tour octogonale et ses baies en saillie. Le style néogothique reste par contre le plus populaire jusqu'au début du XXe siècle. Le Château d'Acadie, construit en 1939 à Tracadie-Sheila, est un exemple unique de style Château, avec sa forme irrégulière, ses murs de pierres, son toit en croupe avec le pignon croisé fortement incliné et ses lucarnes qui traversent la ligne du toit. Avec l'usage important de l'automobile dans la plupart des communautés à partir des années 1940, la porte principale devient rarement utilisée, parfois même purement décorative.
La Confédération canadienne nuit à la condition économique des Acadiens des provinces maritimes. Pour en contrer les effets et libérer la population du joug des compagnies de pêche, le clergé fonde de nouveaux villages agricoles à partir de 1875. Le même type d'architecture utilisée 100 ans plus tôt est repris. Pour contrer les effets de la Grande Dépression, des villages tels qu'Allardville sont fondés, où les colons se déplacent à pied avec leurs outils et construisirent en premier lieu un abri de branches, avant de construire des maisons simples faites en planches.

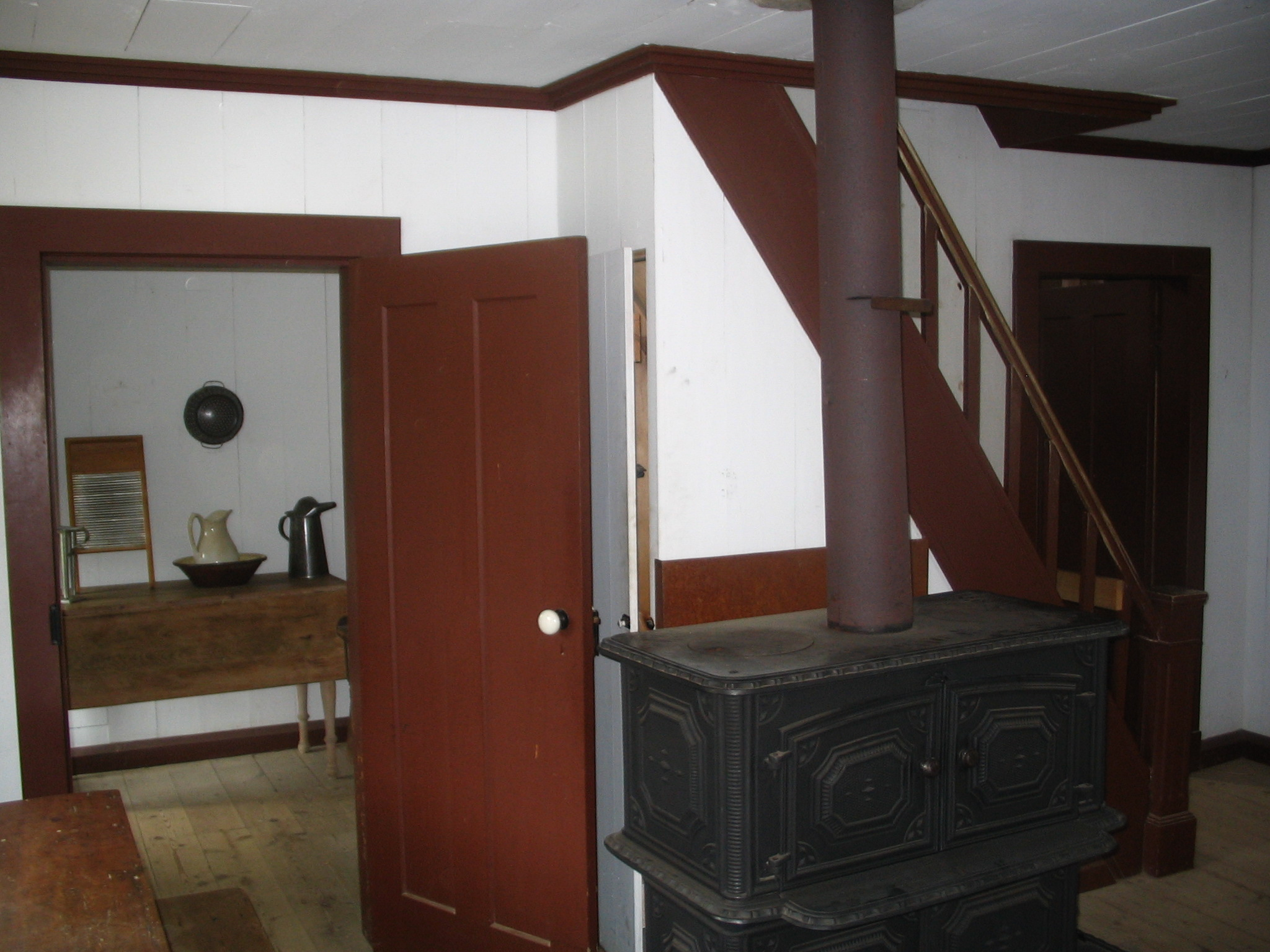
Intérieur de la maison Thériault, construite en 1890 à Bertrand et déplacée au VHA.
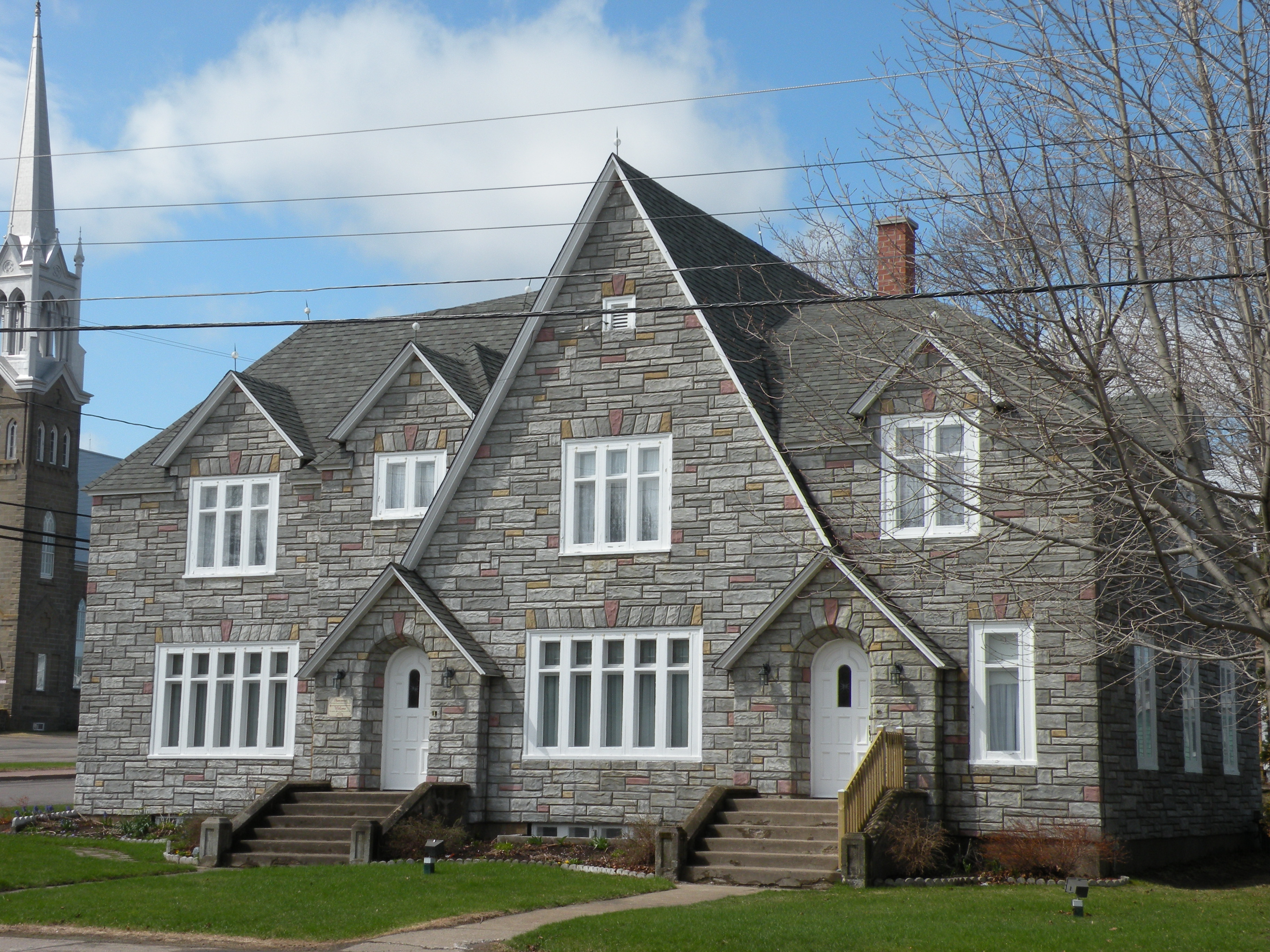
Le Château d'Acadie (1939).

## Architecture religieuse
Après la déportation, les messes se donnent dans des maisons. La première paroisse catholique de la « nouvelle Acadie » est fondée en 1781 à Memramcook et les premières chapelles puis églises apparaissent à la même époque. L'une des premières grandes églises est Saint-Henri de Barachois, actuellement la plus ancienne église en bois du Nouveau-Brunswick. Construite en 1824, elle affiche un mélange de styles gothique, néogothique, néo-Renaissance et d’éléments classiques, caractéristiques de l'architecture des églises à venir.
Avec l'accroissement de la population, les églises commencent à être agrandies ou reconstruites et à se différencier des autres bâtiments, s'inspirant de différents styles, mais puisant leur inspiration dans l'architecture religieuse européenne. Quelques églises ont des éléments néoclassiques, comme celle d’Arichat ou l'église Sainte-Marie de Pointe-de-l'Église. D’autres sont de style byzantin, comme celle de Saint-Ambroise de Yarmouth, bâtie en 1890, et l'église de l'Immaculée-Conception de Pobomcoup-Est, construite en 1877 et agrandie en 1910. On rencontre aussi des églises de style roman, telle Saint-Michel de Wedgeport, construite en 1867 et agrandie en 1913, ou encore de style néogothique, comme l’église Sainte-Agnès de Quinan, érigée en 1885. Plusieurs églises baroques se caractérisent par leur éclectisme, comme c’est le cas pour l’église Saint-Pierre de Chéticamp et surtout l'église de Saint-Isidore, qui affichent un style baroque à l'intérieur et d'autres styles à l'extérieur. Certaines églises comme Saint-Pierre de Pobomcoup-Ouest et l'église Sainte-Cécile sur l’île de Lamèque affichent plusieurs styles à l'intérieur. Le style bellotiste, qui fut le style dominant des années 1940 à 1960 au Québec, inspira quelques églises acadiennes, dont l'église Saint-Jean-Baptiste de Bouctouche est l'un des meilleurs exemples au pays.
En 1840, après quelques années de crise, les habitants de Memramcook et de Saint-Anselme font construire de nouvelles églises, gigantesques pour l'époque. À son inauguration en 1855, l'église Saint-Thomas de Memramcook attire une foule de 50 000 personnes. Inspirés par cette ferveur, les Micmacs de Beaumont construisent la chapelle Saint-Anne. Plusieurs églises acadiennes se démarquent également des autres lieux de culte par leurs dimensions. L'église Sainte-Marie de Pointe-de-l'Église serait la plus grande église de bois d'Amérique du Nord, Saint-Pierre-de-la-Vernière, aux Îles-de-la-Madeleine, est la plus grande du Québec et Saint-Simon, dans le village du même nom, la plus grande du Nouveau-Brunswick. 
La pauvreté de plusieurs communautés poussa les habitants à développer des techniques ingénieuses. Ainsi, la première église de Saint-Antoine était ornée des mouchoirs de soie des villageoises, et les anciennes églises de Barachois et de Cap-Pelé avaient des bouteilles de vitre au col cassé installées dans les murs pour en améliorer la sonorité. La chapelle de Richibouctou-Village est devenue la sacristie de la nouvelle église, alors que la chapelle de Néguac fut séparée en deux en 1846, la façade devenant la sacristie de la nouvelle église et la partie restante transformée en résidence. L'église Notre-Dame-de-l'Assomption, à Pré-d'en-Haut, fut construite en 1935 dans un style relativement simple, les murs intérieurs étant finis en carton pressé et les bancs provenant de l'église Saint-Thomas de Memramcook.

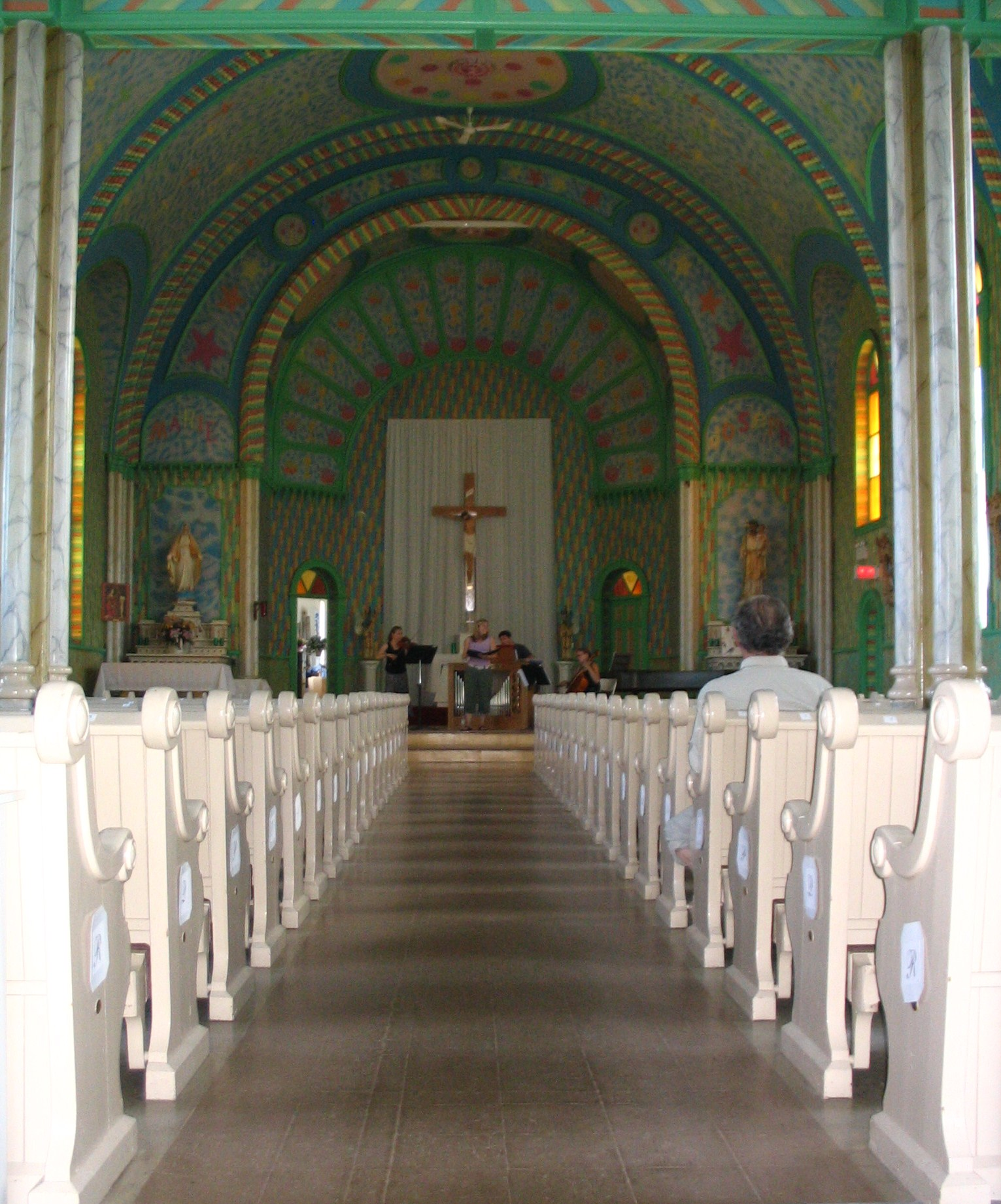
Intérieur de l'église Sainte-Cécile, construite en 1813, mais dont la décoration plus récente lui a valu le surnom d'« église bonbon ».
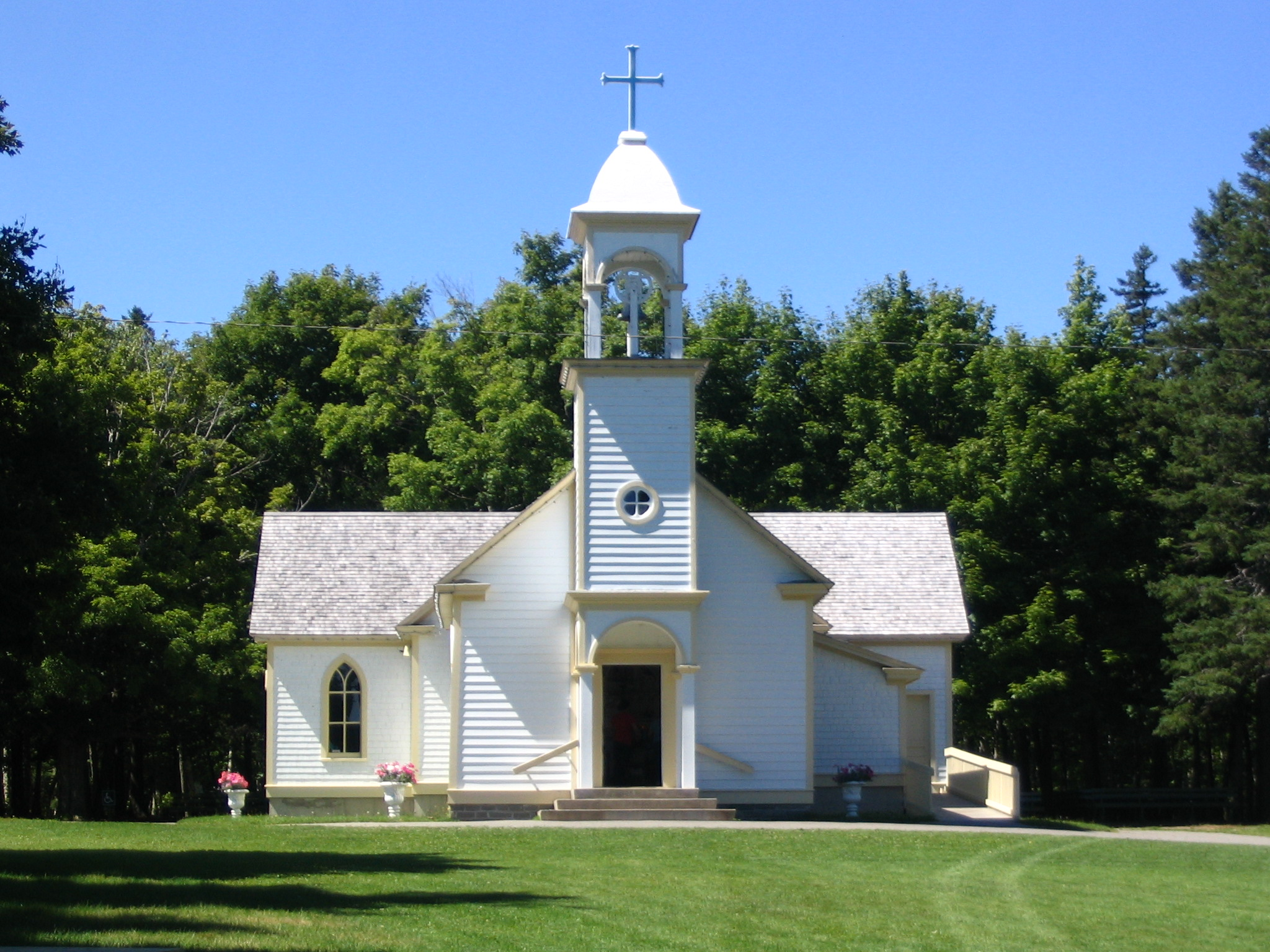
La chapelle Sainte-Anne-du-Bocage de Caraquet (1818).
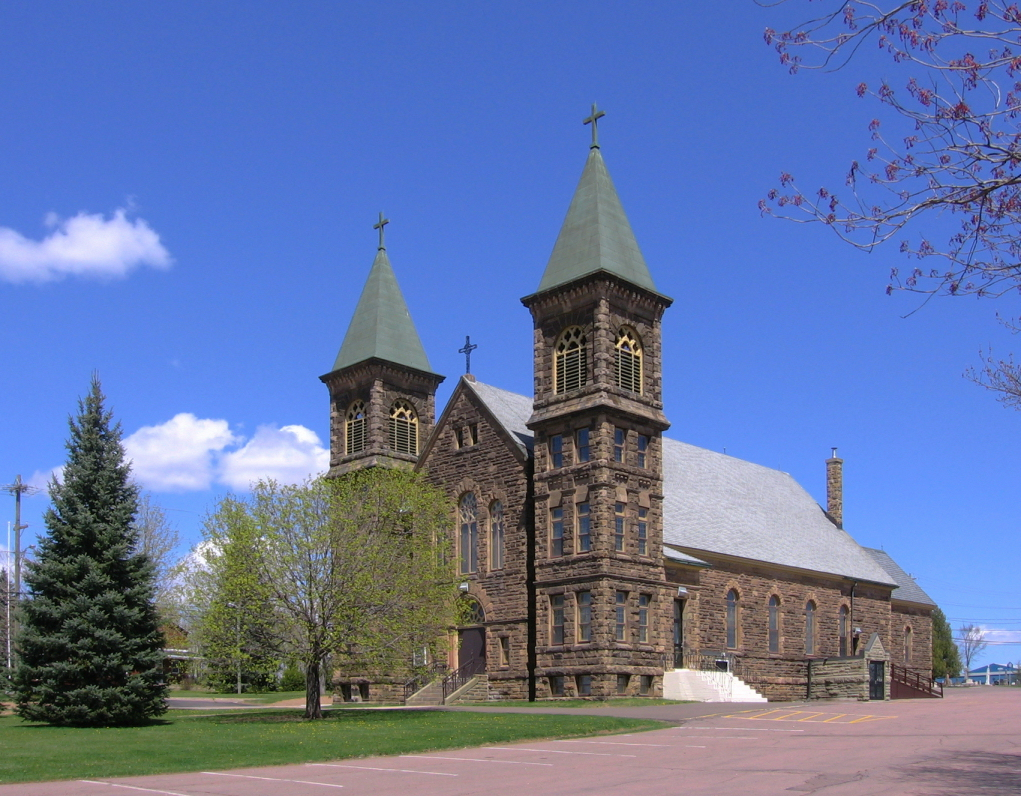
L'église Saint-Anselme de Dieppe (1840).
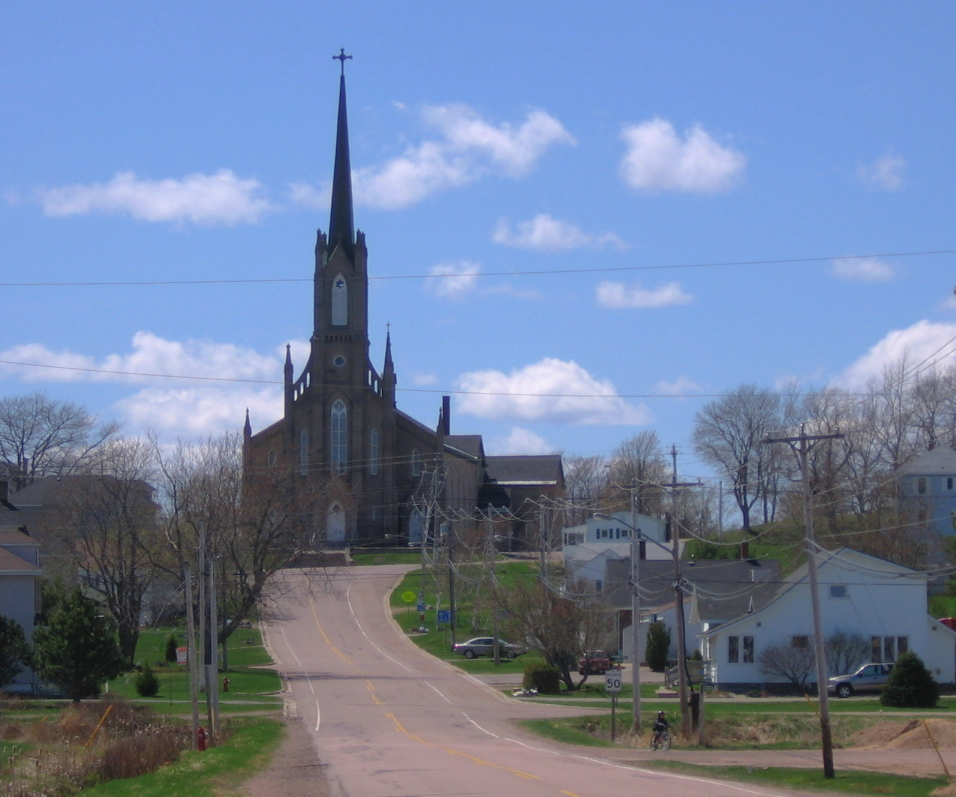
L'église Saint-Thomas de Memramcook (1840-1855).
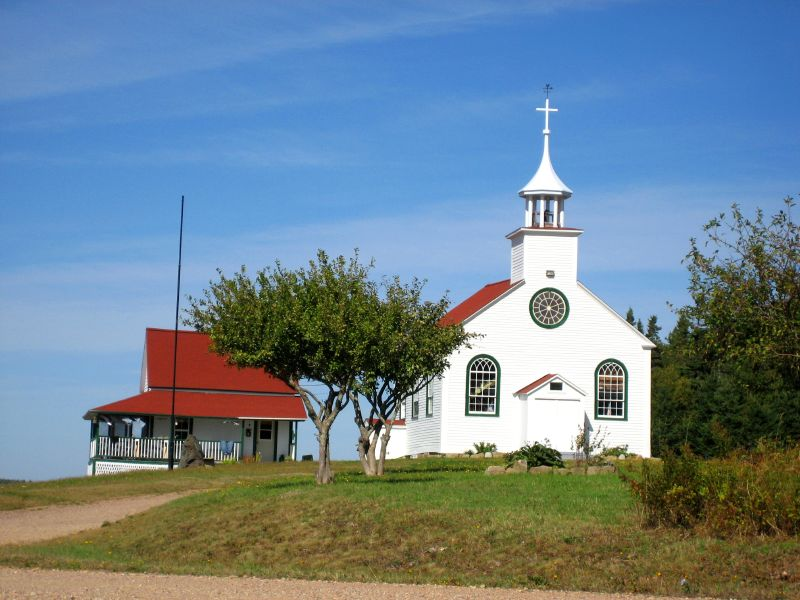
La chapelle Sainte-Anne de Beaumont (1842).
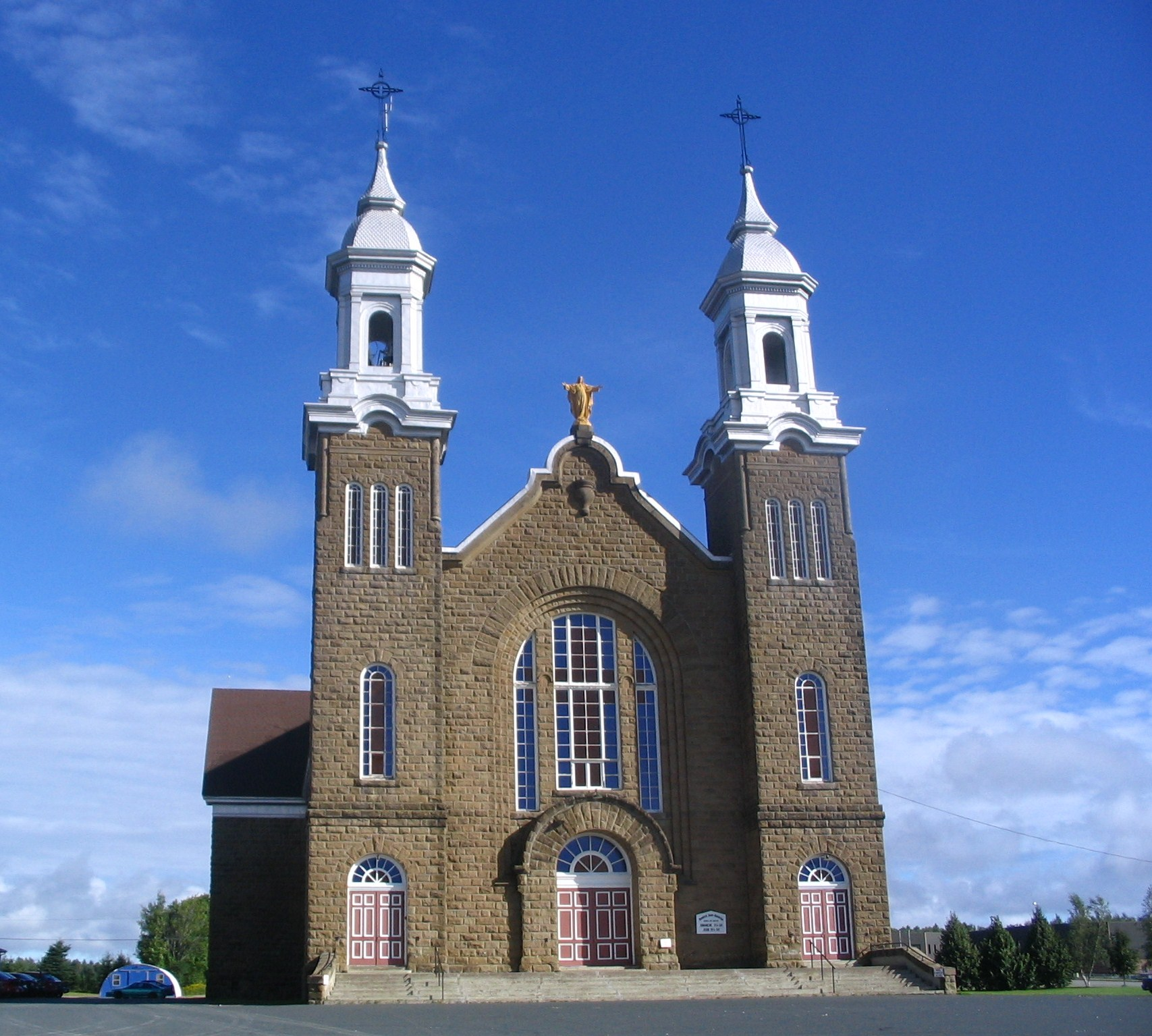
L'église Saint-Augustin de Paquetville.
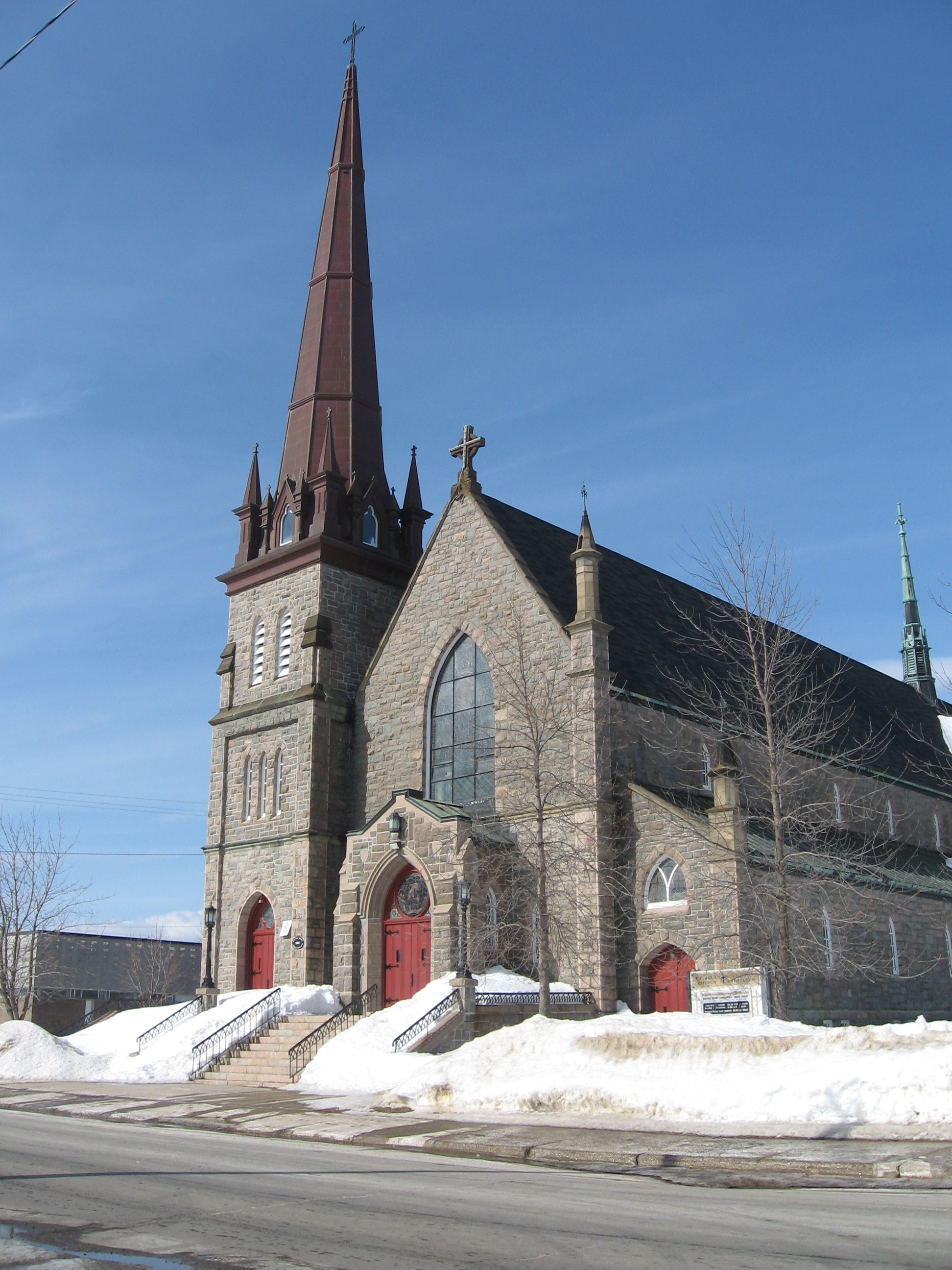
La cathédrale du Sacré-Cœur de Bathurst, construite en (1886).
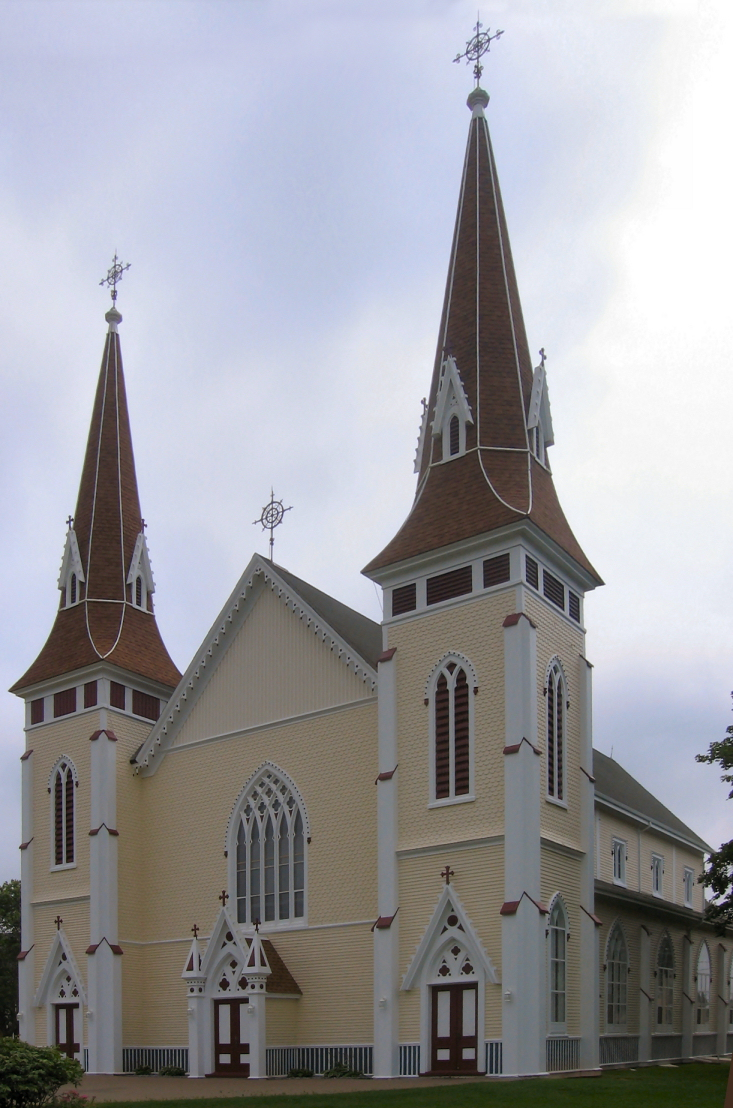
L'église Saint-Jean-Baptiste de Miscouche (1892).
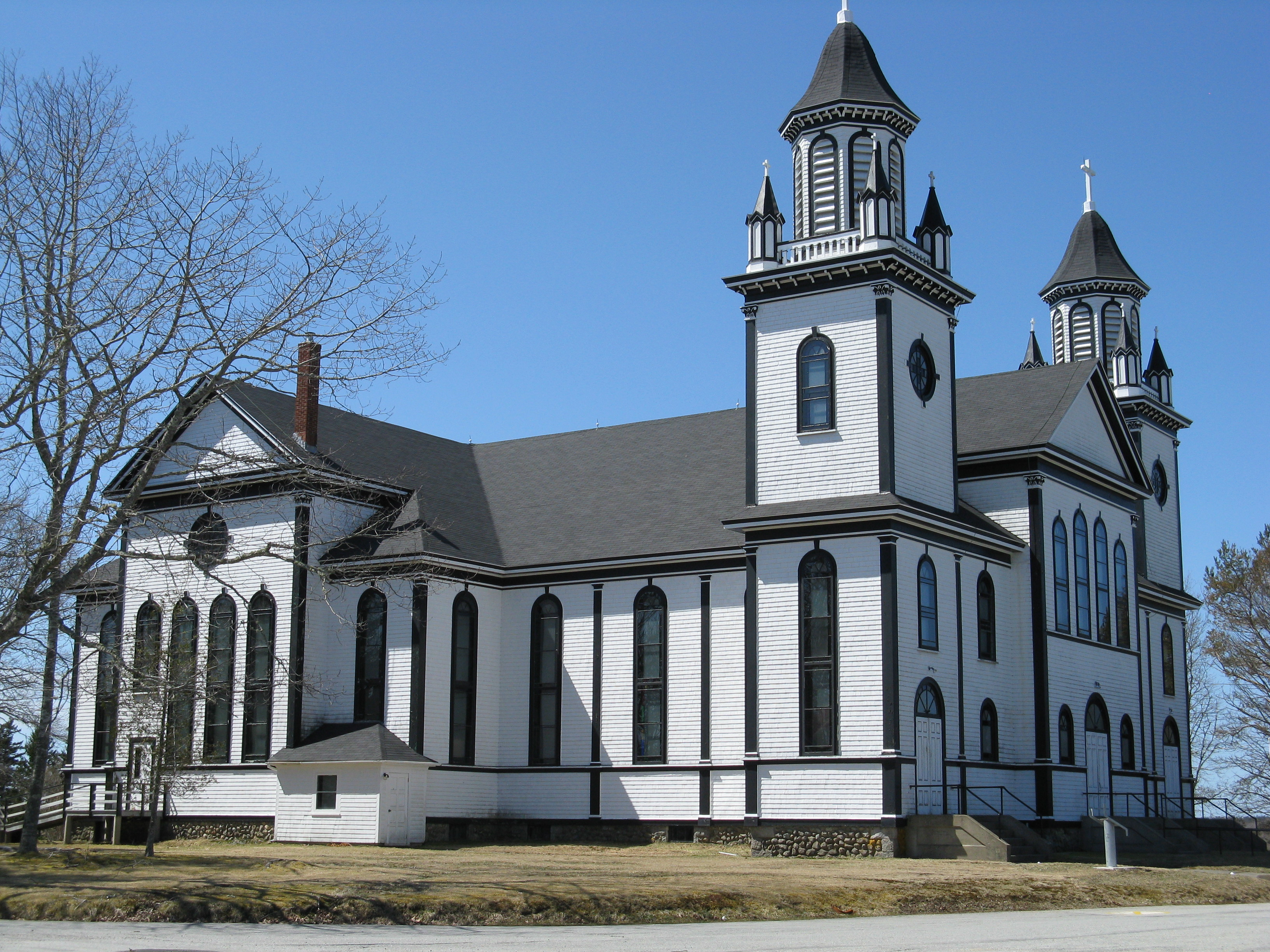
L'église Sainte-Anne du Ruisseau (1901).
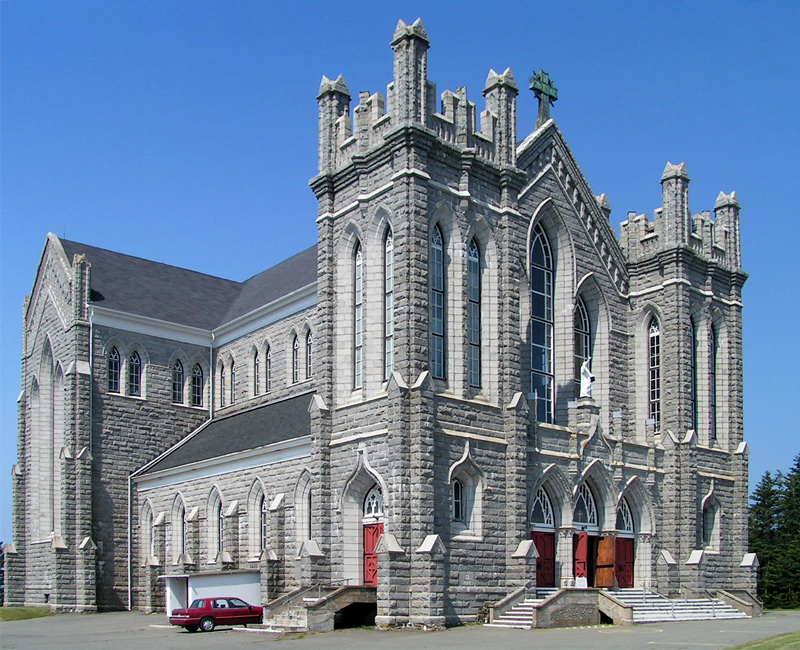
L'église Saint-Bernard.
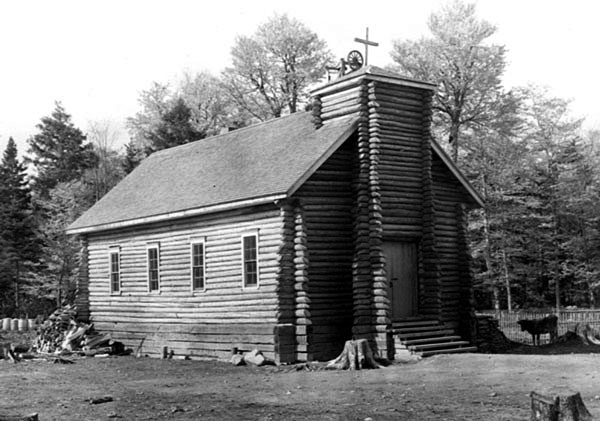
La chapelle Christ-Roi d'Allardville (1936).
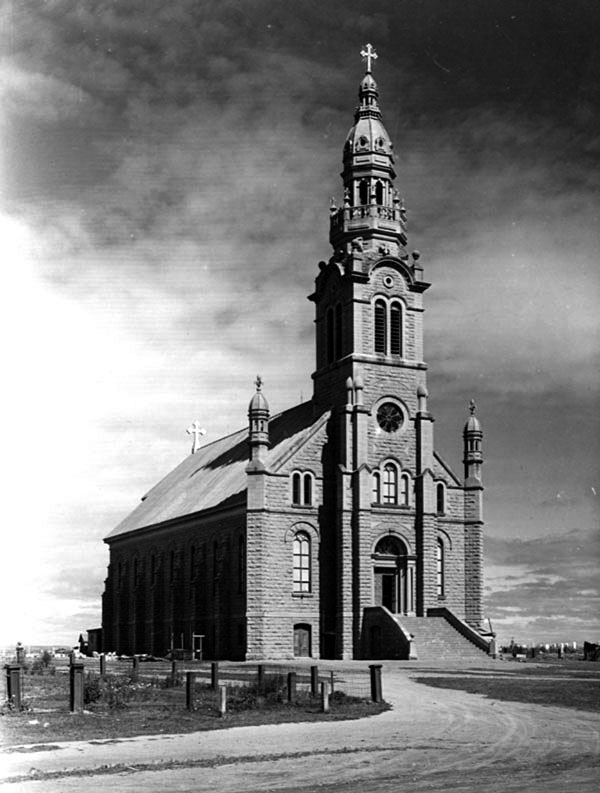
L'église Saint-Simon et Saint-Jude de Grande-Anse (1940).

## Révolution industrielle
Le XIXe siècle voit l'industrialisation de la pêche. Le Banc de pêche de Paspébiac et les installations de la compagnie Robin à Caraquet sont les principaux exemples. Ils comptent de nombreux édifices dont certains sont de style acadien, en bois et au lambris peint en blanc et rouge.
L'ouverture de nombreuses lignes de chemin de fer dans la seconde moitié du XIXe siècle a un impact considérable sur les communautés desservies alors que les centres-villes se développent ou apparaissent près des gares. Auparavant, les Acadiens étaient peu présents dans le commerce, sauf parfois en région rurale. Fidèle Poirier ouvre le premier commerce acadien en milieu urbain à Shédiac en 1903. Cet édifice a la particularité d'avoir un toit plat et d'être construit en briques, matériau introduit dans la ville en 1887 par sa sœur Ombéline, l'une des premières femmes d'affaires acadiennes.
Le chemin de fer Intercolonial, puis le Canadien National, conçoit ses gares dans ses bureaux de Moncton, travail auquel participent certains architectes acadiens, dont Albert Sincennes. Au Nouveau-Brunswick, c'est dans les petites gares que se remarque le plus le style Arts & Crafts; la gare de Shédiac, construite en 1906, en est un exemple type. C'est un édifice en pierres taillées caractérisé par sa volumétrie simple, avec un toit en croupe dont les avant-toits débordent sur chaque côté et sont soutenus par des consoles décoratives en bois.
Peu d'hôtels existent à l'époque, certains auteurs considérant même le terme hôtel inapproprié car ceux-ci étaient d'habitude des maisons transformées en auberge, permettant au propriétaire d'avoir un revenu d'appoint. Selon un guide touristique de 1893, l'Acadie est même un endroit difficile à visiter à cause du faible nombre d'hôtels et de leur qualité souvent médiocre. La situation change à partir de 1886 par la construction du chemin de fer Intercolonial et de lignes secondaires. À part des grandes villes comme Bathurst et Moncton, Caraquet est possiblement l'endroit le plus marqué, où le nombre d'établissements explose jusqu'aux années 1920. Après l'hôtel Rive, l'hôtel Seagull et l'hôtel Paulin, la construction d'hôtels atteint son apogée avec le Château Albert, considéré comme un des chefs-d'œuvre de Nazaire Dugas. Un des établissements les plus luxueux reste l'hôtel Doiron de Bas-Caraquet, détruit dans un incendie en 1961.
Les bâtiments des fermes acadiennes sont variés dans leurs styles, non seulement à cause de la situation géographique et des dimensions de la ferme, mais aussi à cause des préférences et des aptitudes des agriculteurs. Les granges du Madawaska sont semblables à celles des fermiers anglophones de la Nouvelle-Angleterre, avec la porte principale située sur le côté et l'intérieur divisé en trois sections. Par contre, les fermiers acadiens ajoutent souvent des étables distinctives tout le long côté arrière et des cabanes au toit en croupe sur le mur pignon. Malgré la vente d'outils et de machines agricoles de fabrication industrielle à partir du XIXe siècle, cette situation change peu, sauf au Madawaska, où la construction du chemin de fer et le développement de l'industrie de la pomme de terre poussent à allonger les granges existantes et à construire des granges doubles, ces dernières sont probablement d'inspiration québécoise. Elles sont composées de deux structures parallèles ayant un toit à pignon ou un toit mansardé et relié par un toit à deux pentes.
Malgré le développement de nouveaux matériaux usinés, le bois reste le matériau de prédilection. Un rapport datant de 1886 indique que les essences suivantes sont utilisées par les Acadiens dans la charpente des maisons: le pin, le chêne, le prusse, le frêne, le châtaignier et le bouleau.
Les commerces ayant une façade avec parapet de style boomtown sont populaires durant la première moitié du XXe siècle, surtout dans les régions rurales.

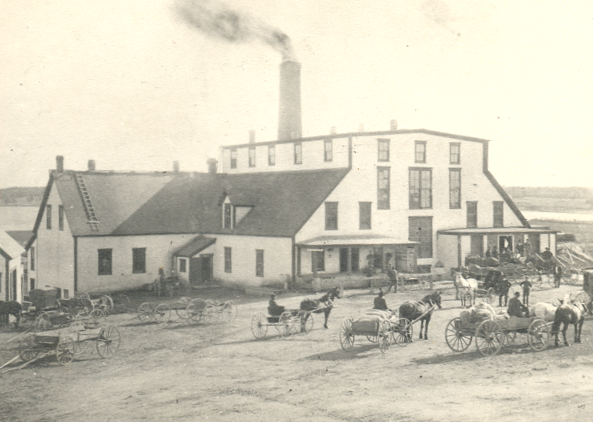
La beurrerie de Bouctouche en 1900.
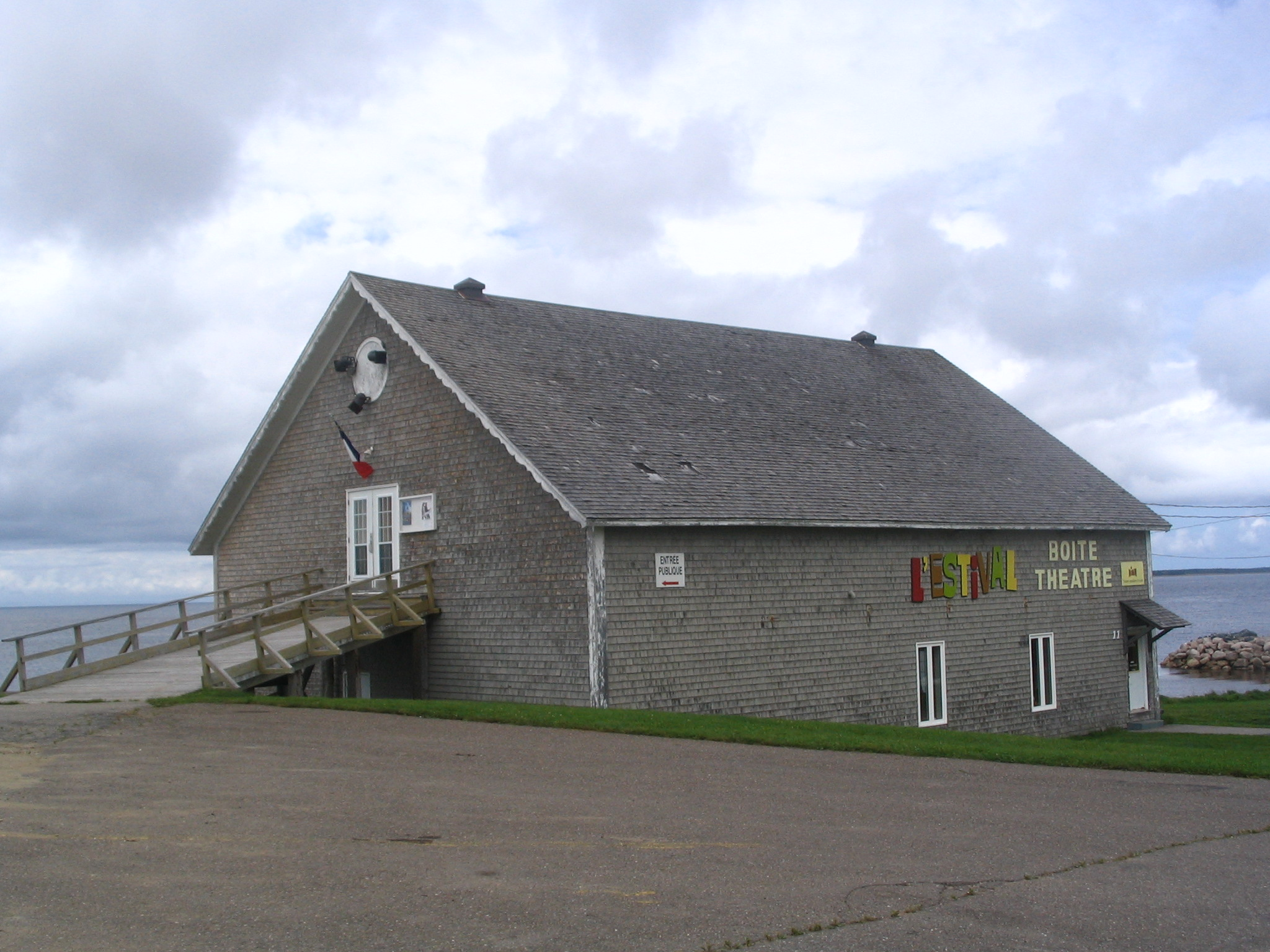
La Boîte-Théâtre, le seul vestige de la compagnie Robin à Caraquet.
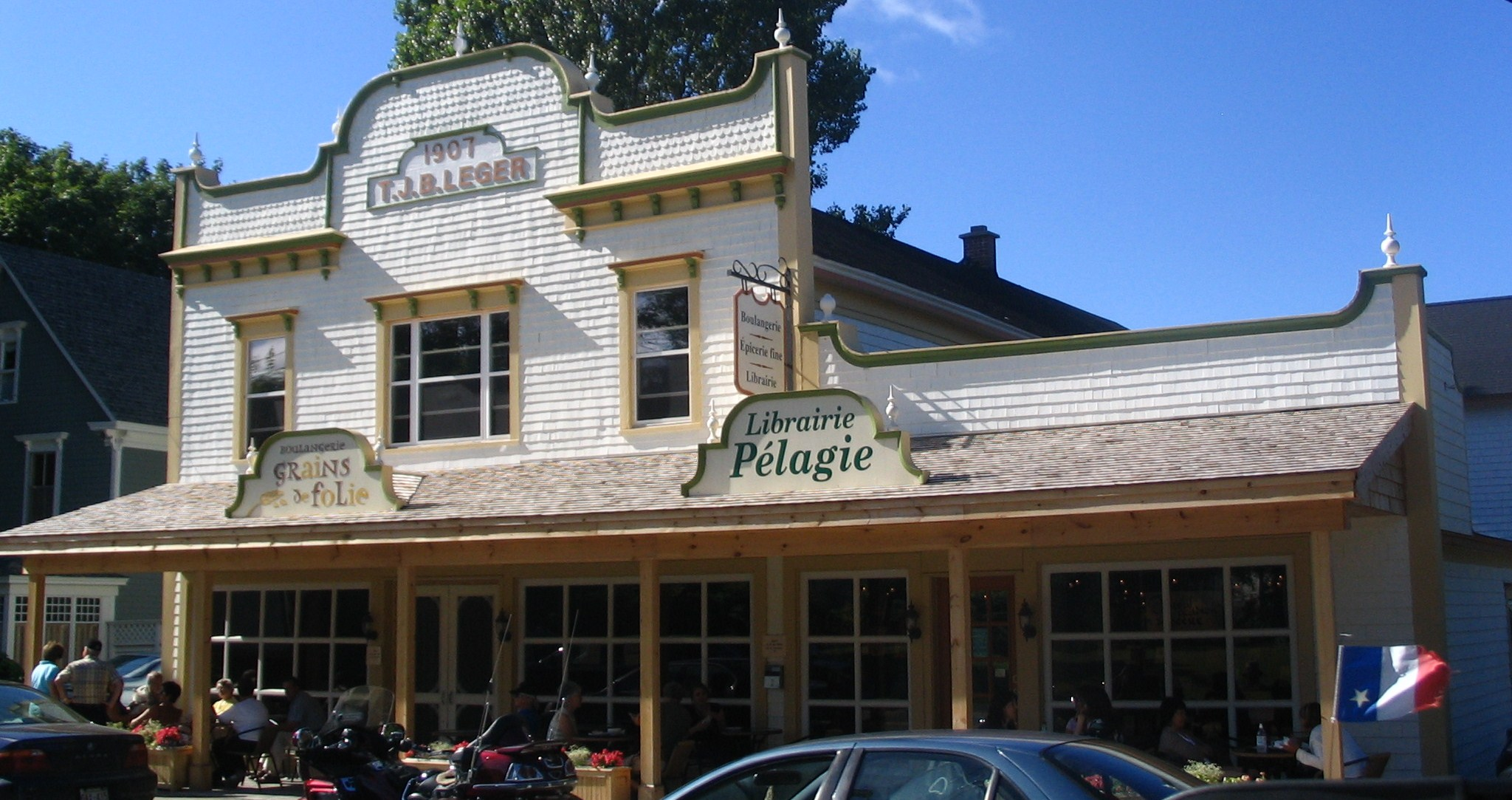
Exemple élaboré de parapet boomtown à Caraquet.
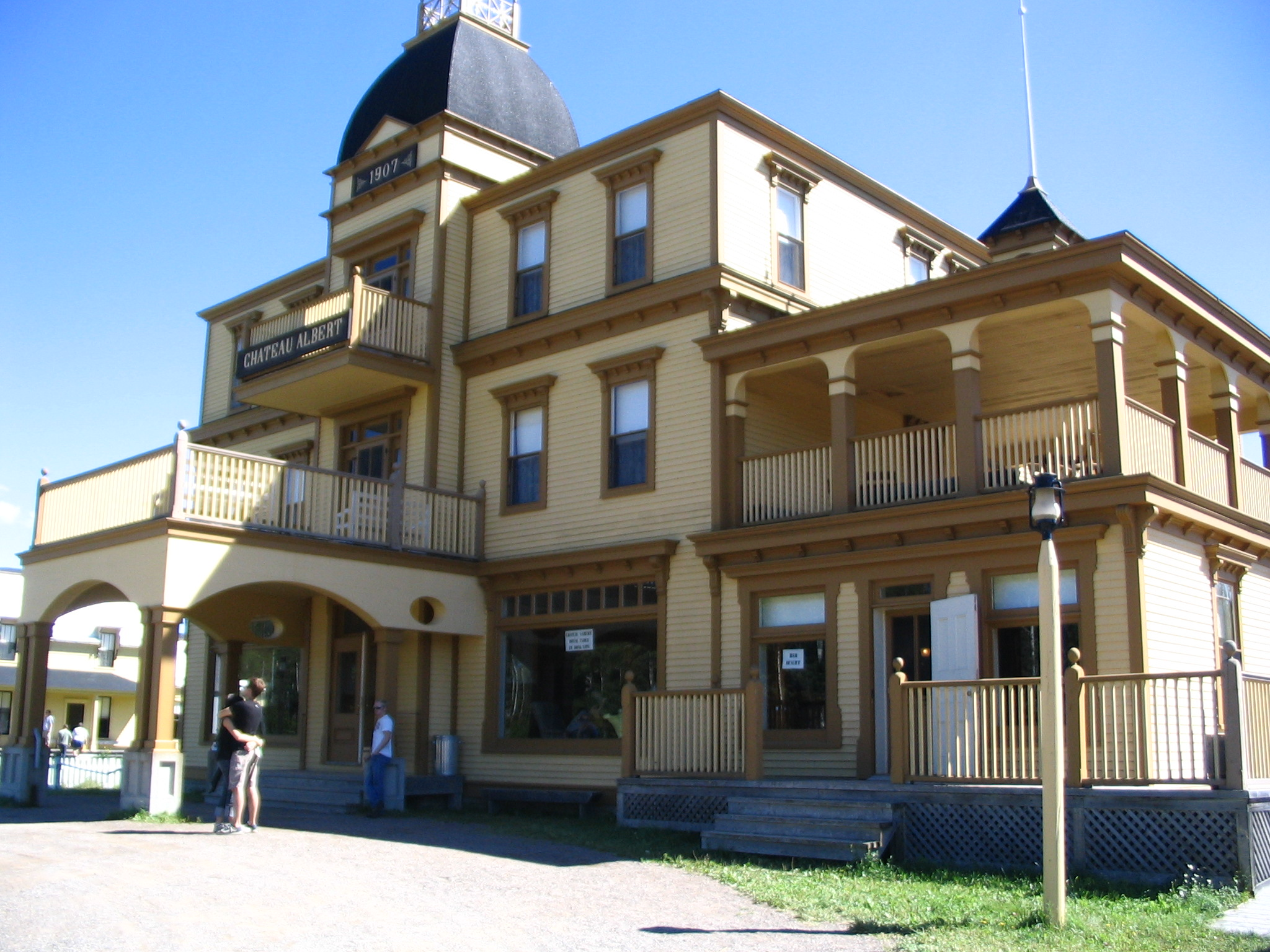
Le Château Albert, au VHA.
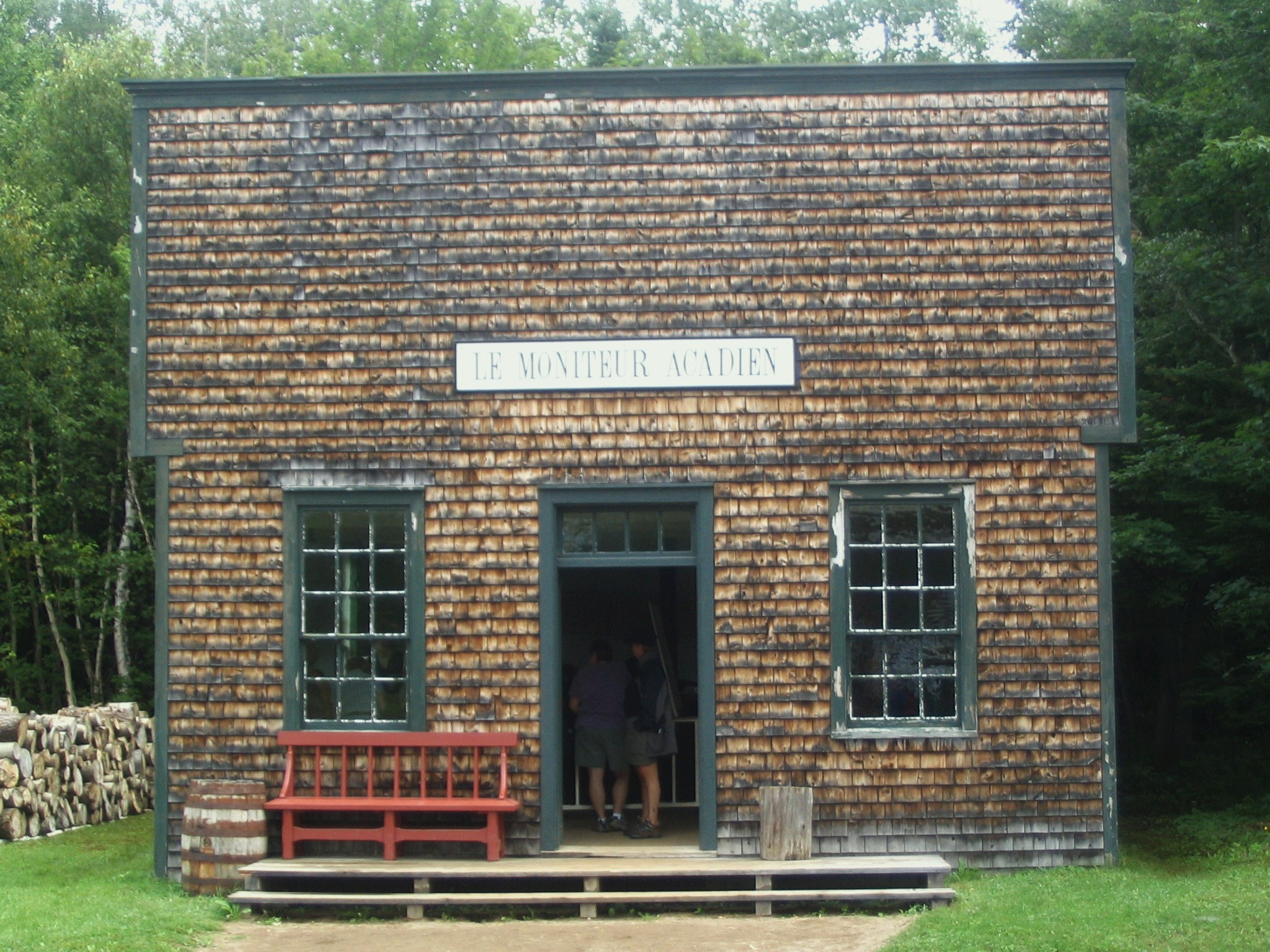
Imprimerie du journal Le Moniteur acadien, au VHA.
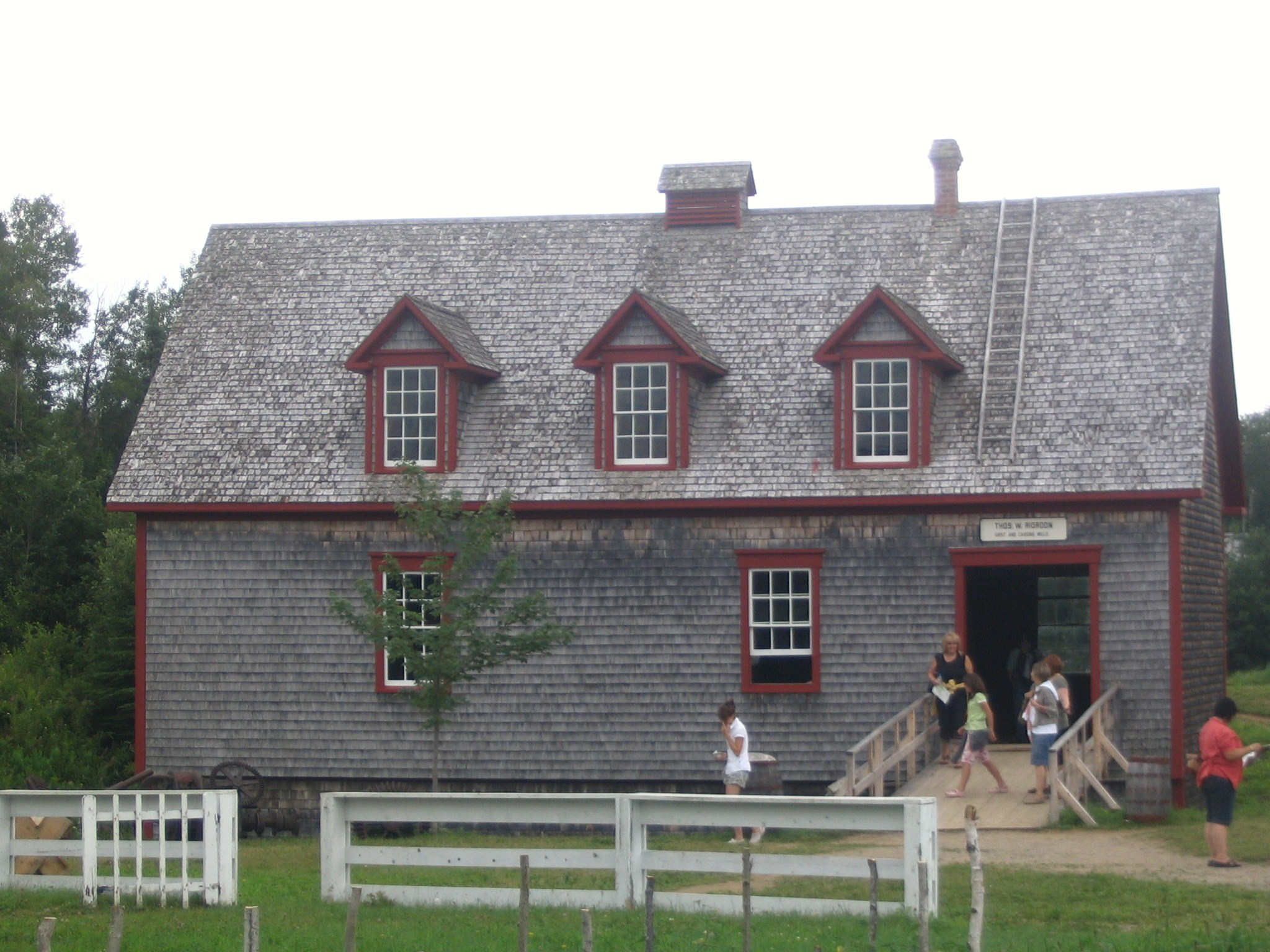
Le moulin Riordon, au VHA.

## Architecture moderne
Vers les années 1960, la société acadienne est transformée en profondeur. La plupart des villages pauvres voient apparaître des maisons plus grandes, alors que les anciennes maisons à une ou deux pièces sont agrandies ou deviennent des remises. On ne voit plus de toilettes extérieures, les derniers villages reçoivent également l'électricité et la plupart des cheminées disparaissent ainsi avec l'arrivée du chauffage électrique<. Les fenêtres à quatre carreaux sont remplacées par des fenêtres usinées en aluminium, alors que les bardeaux et planches de bois sont recouverts de plastique ou de métal.
Cette époque est caractérisée par une architecture moderne. La Place de l'Acadie de Caraquet, construite en 1978 pour abriter les bureaux des UNI Coopération financière, contraste avec son environnement rural par ses grandes lignes horizontales, ses murs de briques brunes et ses verrières. De nombreuses villes et villages sont constitués en municipalité à cette époque, dont les nouveaux hôtels de ville, écoles régionales, hôpitaux et autres édifices publics en sont caractéristiques.
La construction de gratte-ciels à partir des années 1960 à Moncton est un cas d'exception. Les Acadiens y représentent seulement le tiers de la population, mais trois des quatre plus hauts édifices habités abritent des institutions acadiennes. L'Université de Moncton ouvrit ses portes en 1963, comptant entre autres la Résidence Lafrance, haute de 11 étages. Un autre est la Place l'Assomption Vie, construite en 1972, qui est le plus haut édifice de la ville avec ses 81 mètres pour 20 étages. Ceux-ci viennent s'ajouter à la cathédrale Notre-Dame-de-l'Assomption, le quatrième plus haut édifice de la ville avec ses 75 mètres, construite en 1955.
À la suite du Concile Vatican II, de nombreuses églises sont transformées, dans certains cas défigurées. Une exception notoire est l'église Sainte-Anne-de-Kent, conçue dans le style néogothique par Léon Léger en 1886. Elle était surnommée la « chapelle Sixtine du Nouveau-Brunswick » à cause de ses nombreuses œuvres d'art, dont 48 fresques iconographiques d'Édouard Gautreau, un lustre de Murano et des sculptures de Léon Léger. Sa destruction dans un incendie en 2005 fut considérée comme l'une des principales pertes d'œuvre d'art de l'Acadie du Nouveau-Brunswick. L'église fut reconstruite en 2007 dans un style plus moderne, mais incorporant certaines œuvres ayant survécu, un nouvel autel ainsi que des vieux tableaux et bancs provenant d'autres églises. D'autres lieux de culte, tel que l'église Saint-Pierre-aux-Liens de Caraquet, voient des œuvres être réinstallées plus tard. La construction d'églises se poursuit pourtant, elles aussi caractérisées par leur style moderne, dont les principaux exemples sont à Saint-Léonard, ainsi qu'à Lakeburn et à Saint-Louis-de-Kent.

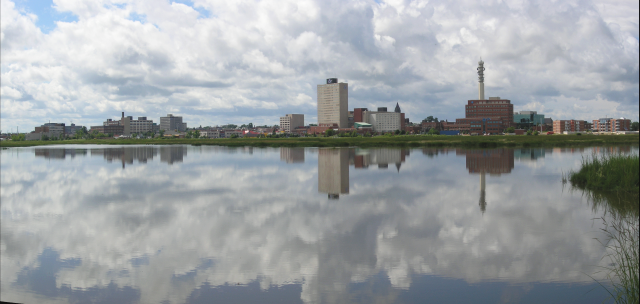
Panorama de Moncton, avec au centre la place de l'Assomption.
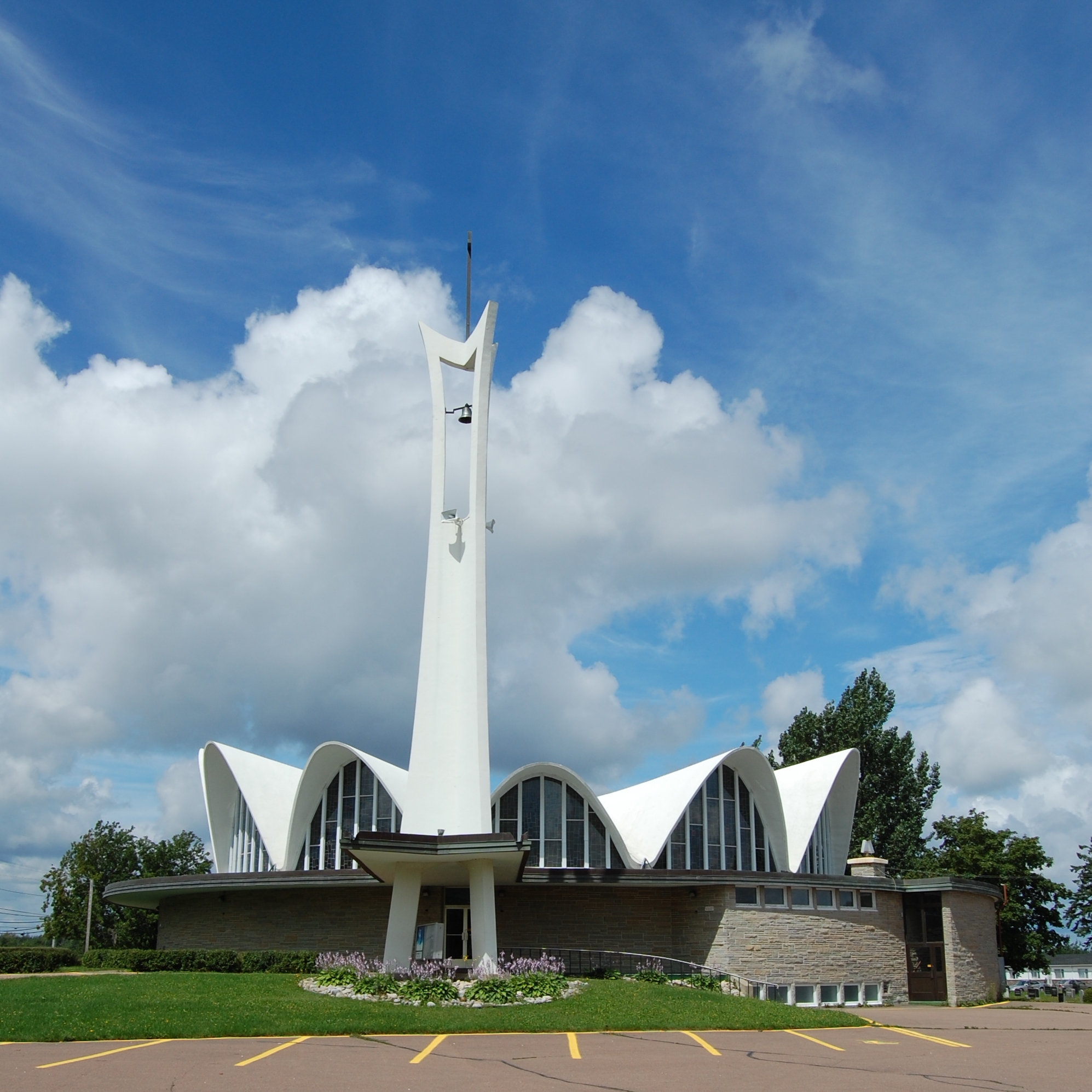
Église Saint-Louis-de-Gonzague de Richibouctou.
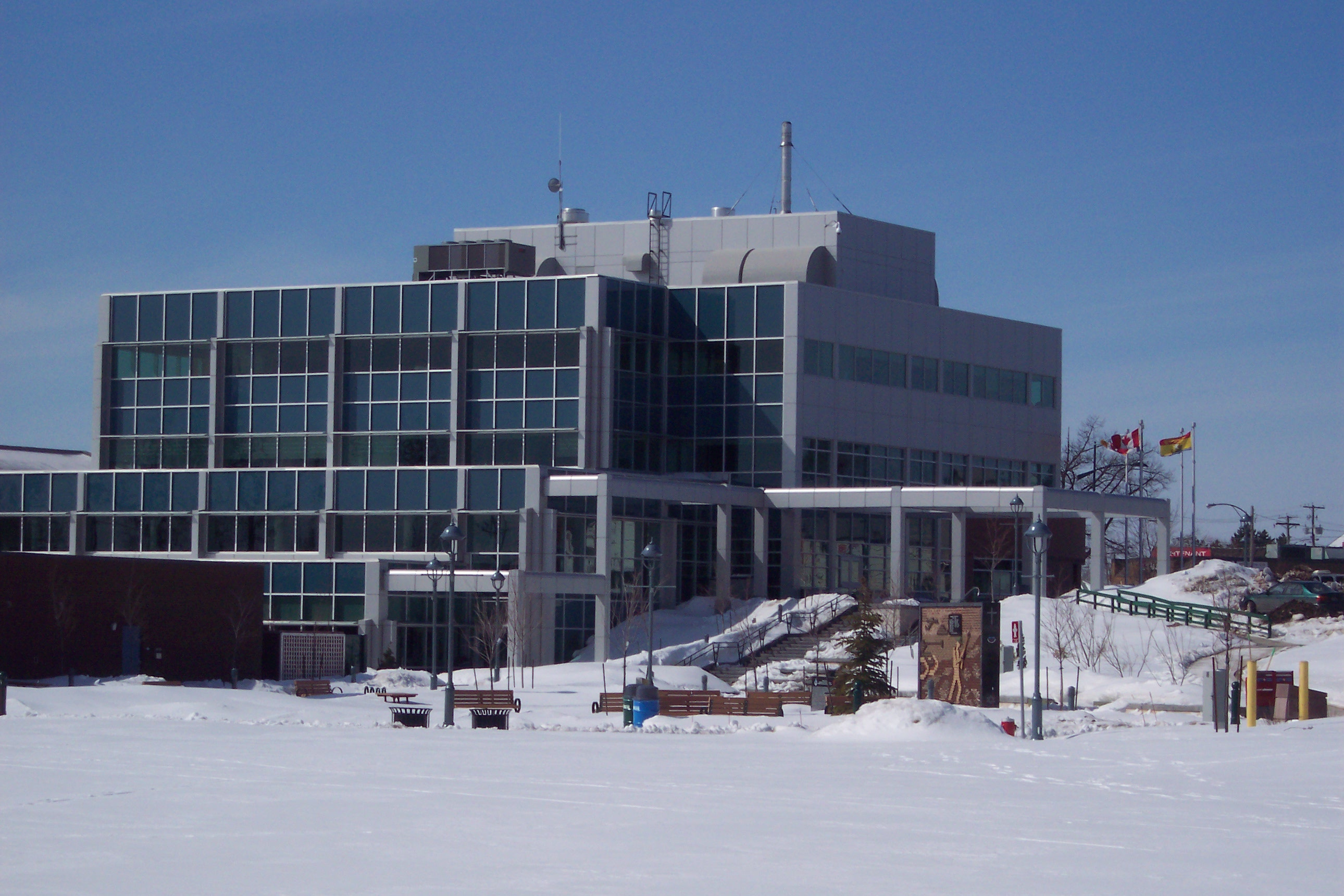
Hôtel de ville de Dieppe.
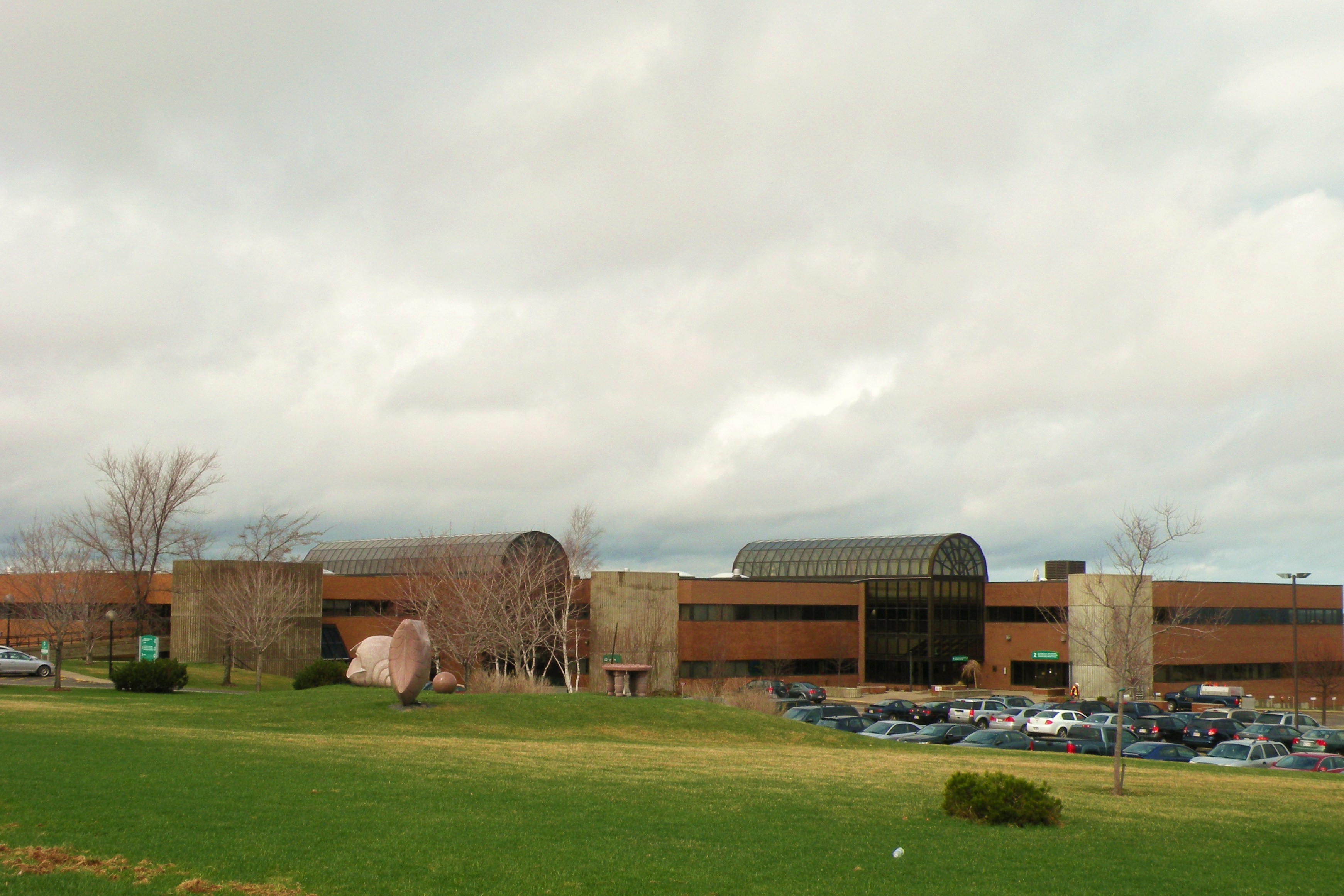
Place de l'Acadie à Caraquet.
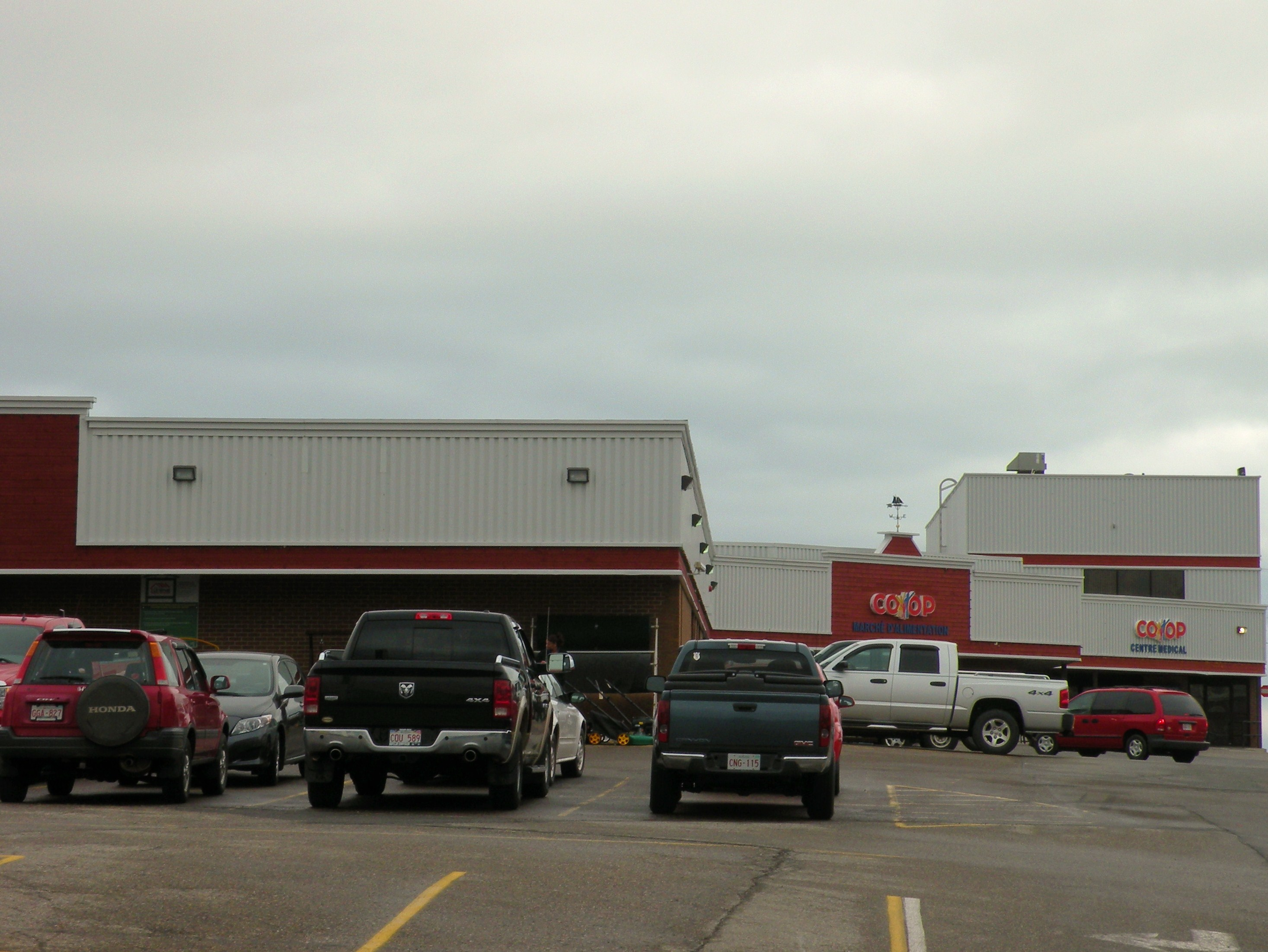
Commerce à Caraquet.

## Retour aux sources

### Étude de l'architecture

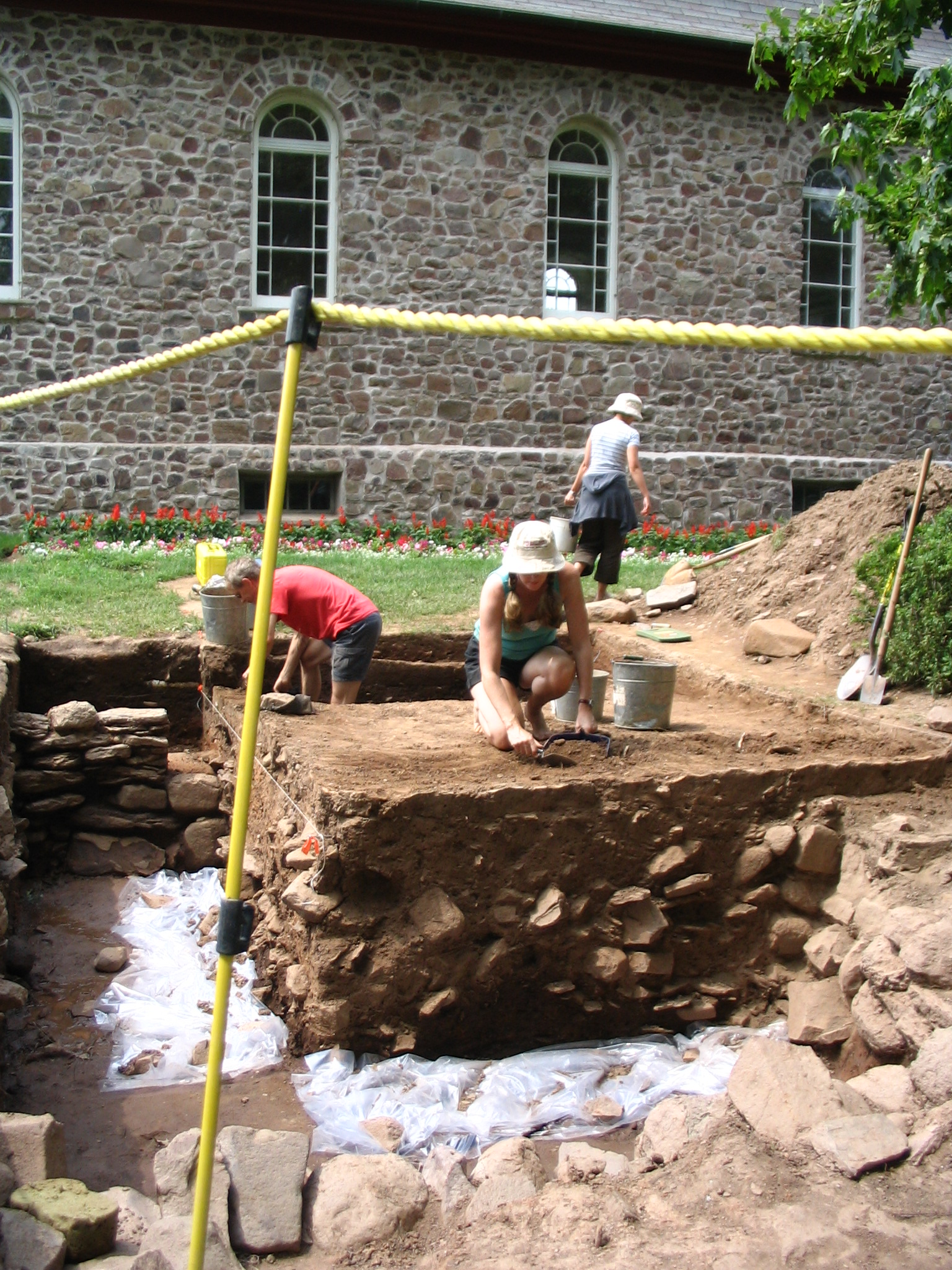
Fouilles archéologiques à Grand-Pré.

La culture matérielle acadienne, incluant son architecture, est une source importante sur l'histoire de l'Acadie. L'étude de l'architecture datant d'avant la déportation se base surtout sur des documents d'époque à cause de l'absence de maisons intactes,. Ces documents contiennent des descriptions vagues et incomplètes ainsi que quelques dessins d'une échelle trop petite. Par ailleurs, les auteurs de l'époque s'intéressaient surtout à la politique et non à la vie quotidienne et à la culture des Acadiens. Par contre, les fouilles archéologiques effectuées à partir des années 1960 apportent un éclairage nouveau sur le sujet. Les deux principaux sites sont l'établissement Melanson et l'établissement Bellisle, tous deux en Nouvelle-Écosse. Des fouilles sont en cours au site historique national de Grand-Pré, dans le but de retrouver les ruines de l'église Saint-Charles-des-Mines afin d'en savoir plus sur la déportation et aussi sur l'architecture de l'époque,.
En 1969, Anselme Chiasson publie un premier article intitulé Les vieilles maisons acadiennes. L'intérêt suscité par le projet du Village historique acadien et le nombre croissant de recherches sur l'architecture québécoise pousse par la suite les Acadiens à réaliser la valeur historique de l'architecture. La première étude importante, intitulée Social and Architectural Aspects of Acadians in New Brunswick, est réalisée en 1971 par J. Rodolphe Bourque pour le compte de l'Administration des ressources historiques du Nouveau-Brunswick (ARH). Cette recherche est poursuivie pour l'élaboration du Village historique acadien par les architectes Ross Anderson (employé de Parcs Canada) et Jacques Boucher (ayant son cabinet à Bathurst), par Jean Pelletier, du Musée historique du Madawaska, ainsi que par une équipe d'historiens. Le groupe de recherche À la découverte de l'habitation acadienne, du Centre d'études acadiennes (CEA), travaille sur le sujet à partir de 1976 et publie deux cahiers. En 1979, Jean-Claude Dupont publie dans Histoire populaire de l'Acadie une analyse intitulée Habitation rurale, où il décrit l'architecture par rapport à son environnement et au folklore. Clarence LeBreton est le pionnier des études sur le terrain au Village Historique Acadien.
La recherche sur l'architecture acadienne reste peu développée et se concentre surtout sur l'architecture domestique. Le CEA avait annoncé une étude exhaustive en 1976, mais le projet fut annulé en 1978, faute de moyens.
Aux États-Unis, la French Heritage Society aide à financer la conservation de l'héritage architectural français depuis 1982, incluant celui des Cadiens.

### Villages historiques

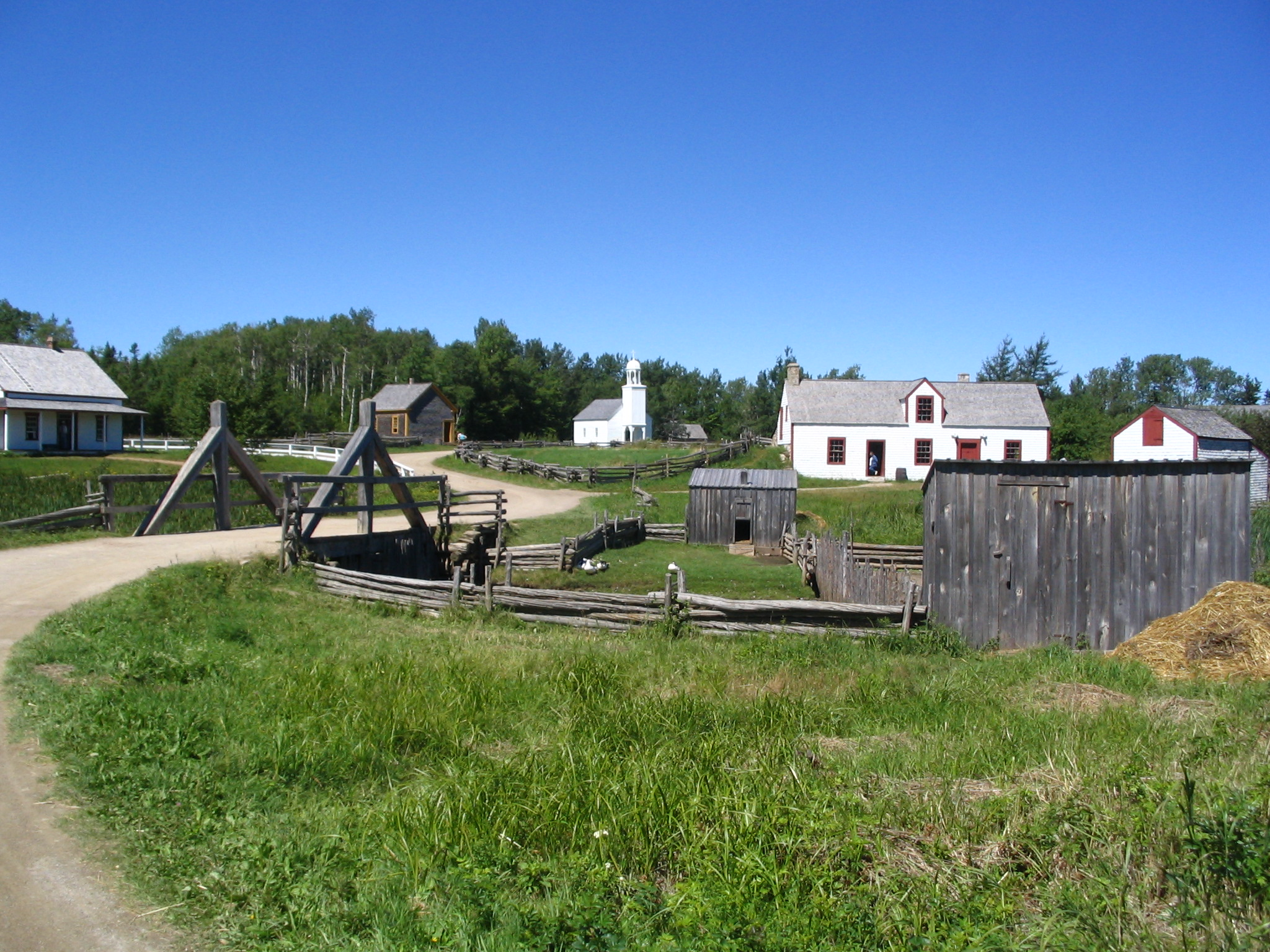
Vue du village historique acadien.

Le Village Historique Acadien de Rivière-du-Nord, au Nouveau-Brunswick, ouvrit ses portes en 1976. En constante expansion, il recrée la vie quotidienne en Acadie de 1770 à 1939 au moyen de 38 édifices historiques et de 9 reproductions. Le Village acadien de Van Buren, au Maine, a ouvert ses portes en 1976. Il comprend entre autres une gare, une église, une forge, une école et un magasin général. En Louisiane, on retrouve Vermilionville et l'Acadian Village, près de Lafayette, ainsi que le Village historique acadien, à Saint-Martinville. Le Village de l'Acadie, situé à Mont-Carmel, à Île-du-Prince-Édouard, est un complexe récréotouristique installé dans une reproduction d'un village acadien. Le Village Historique Acadien de Pobomcoup, en Nouvelle-Écosse, a ouvert ses portes en 1999. Il recrée la société de 1653 à nos jours et comprend quelques maisons, une forge et une usine de transformation du poisson. On prévoit y reconstruire le château seigneurial de Philippe Mius d'Entremont.
Un projet de village historique à Grand-Pré n'a pas porté fruit.

### Remise en cause de l'architecture moderne
La tendance de ces dernières années est plutôt de remettre en valeur l'architecture traditionnelle. L'une des pionnières en cette matière est la ville de Caraquet. La municipalité a mis sur pied un comité de sauvegarde du patrimoine, instauré une liste d'édifices patrimoniaux protégés et publié un guide de sauvegarde. Des dizaines de maisons et de commerces ont ainsi été restaurés et de nouveaux bâtiments sont construits en respectant l'architecture traditionnelle, en particulier tous les édifices récents du port de Caraquet. Quelques autres municipalités ont emboîté le pas, dont Cap-aux-Meules, où le nouveau cinéma s'inspire de l'architecture locale.
La remise en valeur du patrimoine ferroviaire est très récente dans les régions acadiennes. La gare de Saint-Quentin, détruite en 1987, fut reconstruite en 2004 et abrite maintenant un centre d'information touristique. Une nouvelle gare est en construction à Petit-Rocher en 2008, reprenant les plans de l'ancienne résidence du chef de gare datant des années 1940. Le Village Historique Acadien du Nouveau-Brunswick comprendra bientôt une réplique d'une gare.
La culture cadienne, incluant son architecture, est remise en valeur depuis les années 1970. Depuis les années 1990, de nombreuses nouvelles maisons sont construites dans le style traditionnel cadien.
Près de Bouctouche, l'écocentre de la dune de Bouctouche a été construit entre 1996 et 1997 selon les plans d'Élide Albert. Une promenade de bois sur pilotis longue de 1,8 km circule le long des différents écosystèmes de la dune. À l'entrée, un centre d'accueil composé d'une tour d'observation et de petits édifices à pièce unique munis de systèmes d'égouts écologiques. D'inspiration acadienne, l'édifice s'approche par contre plus de lieux semblables en Nouvelle-Angleterre avec ses toits pyramidaux.
Toujours à Bouctouche, le Pays de la Sagouine a été construit entre 1991 et 1999 selon les plans d'Élide Albert et de Dianne Van Dommelen. Ce parc a la particularité de recréer un village acadien fictif, provenant de l'œuvre d'Antonine Maillet La Sagouine. Le village est entièrement construit sur pilotis pour ne pas endommager les marais, alors que les bâtiments et routes ont été construits sur des traces laissées par d'anciens édifices. Les formes simples des édifices et leur charpente de bois, les murs extérieurs lambrissés de planches ou de bardeaux et les fenêtres à meneaux s'inspirent de l'architecture rurale du Nouveau-Brunswick.

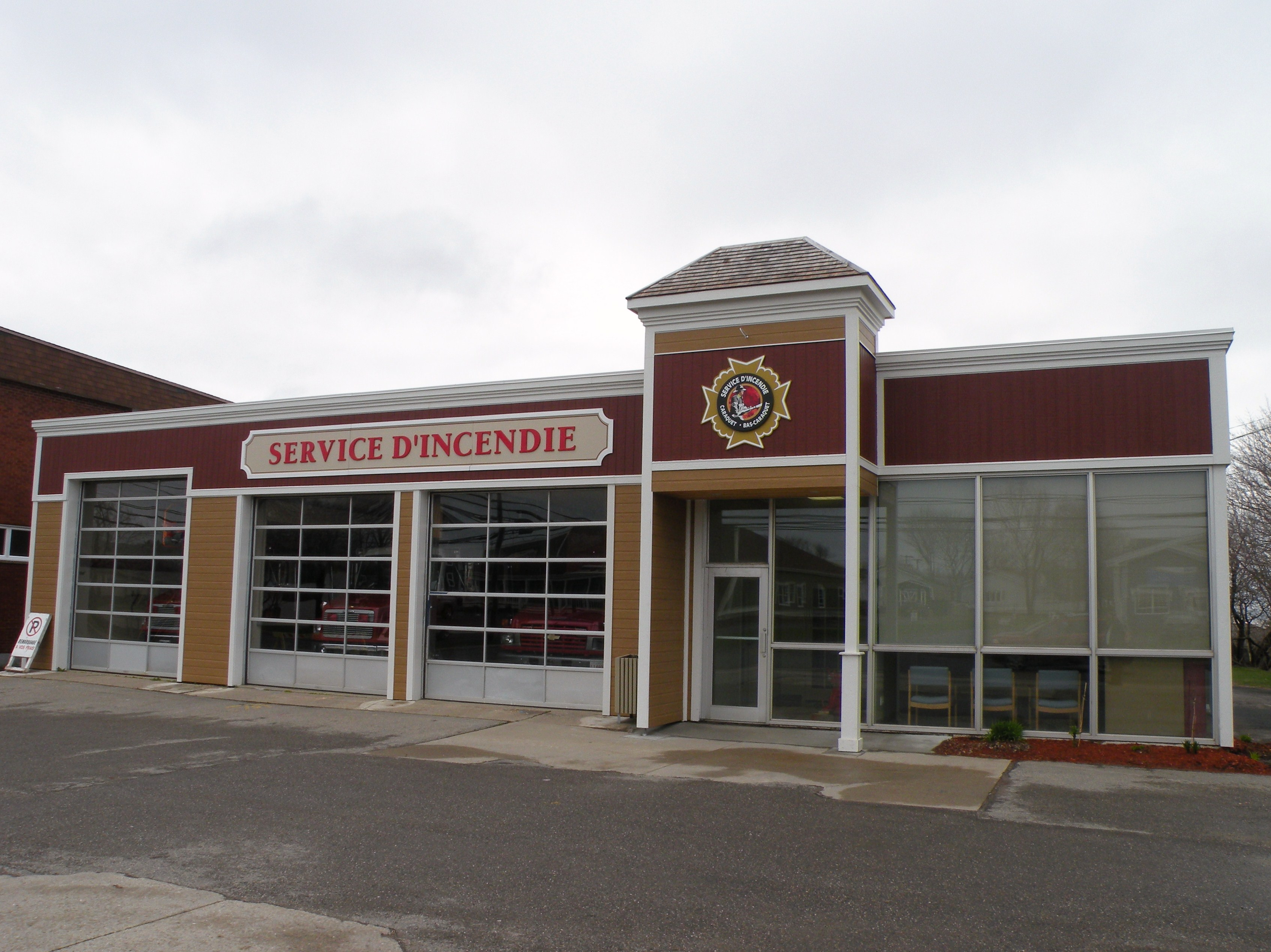
La caserne de pompiers de Caraquet.
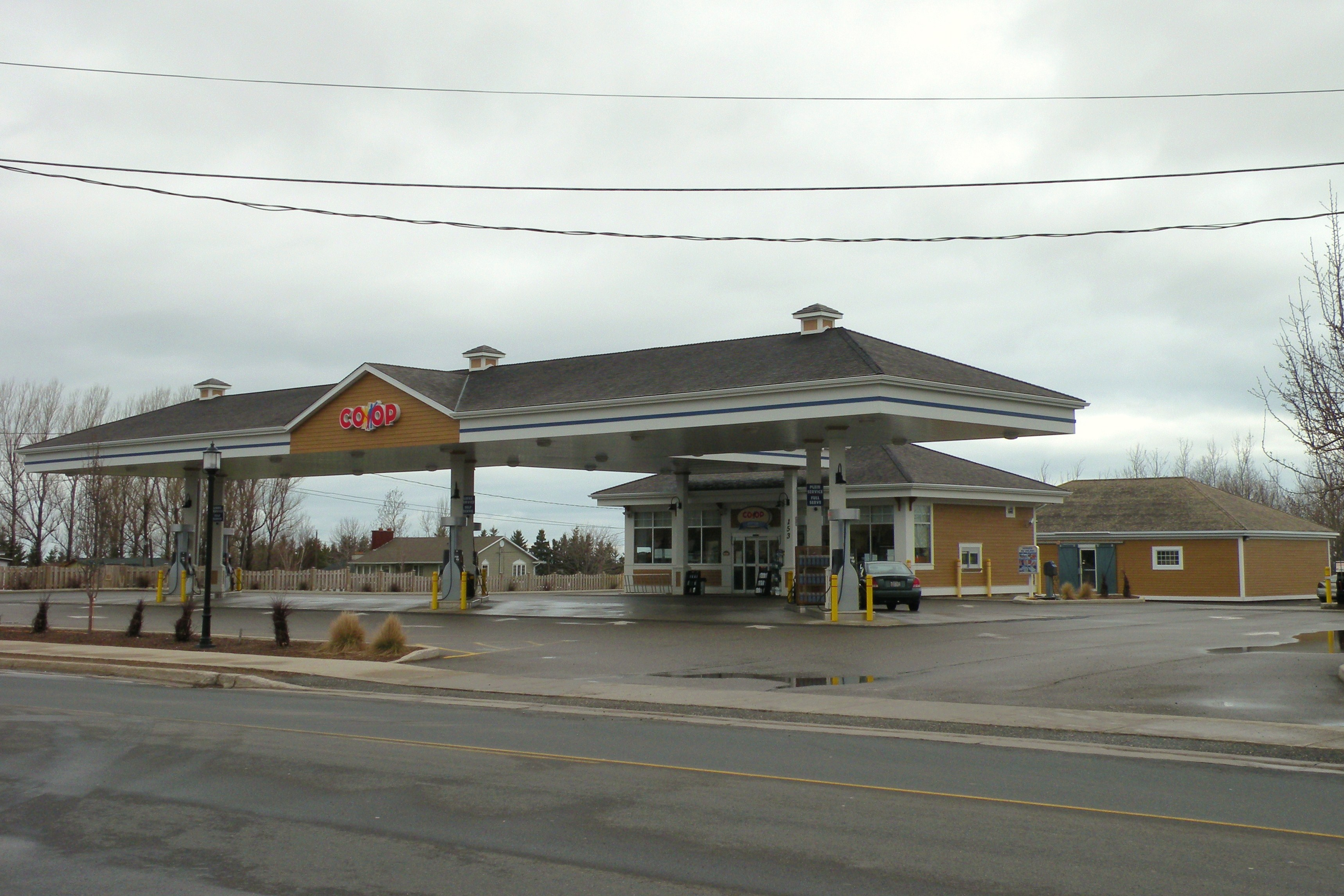
Station-service de la coopérative de Caraquet.
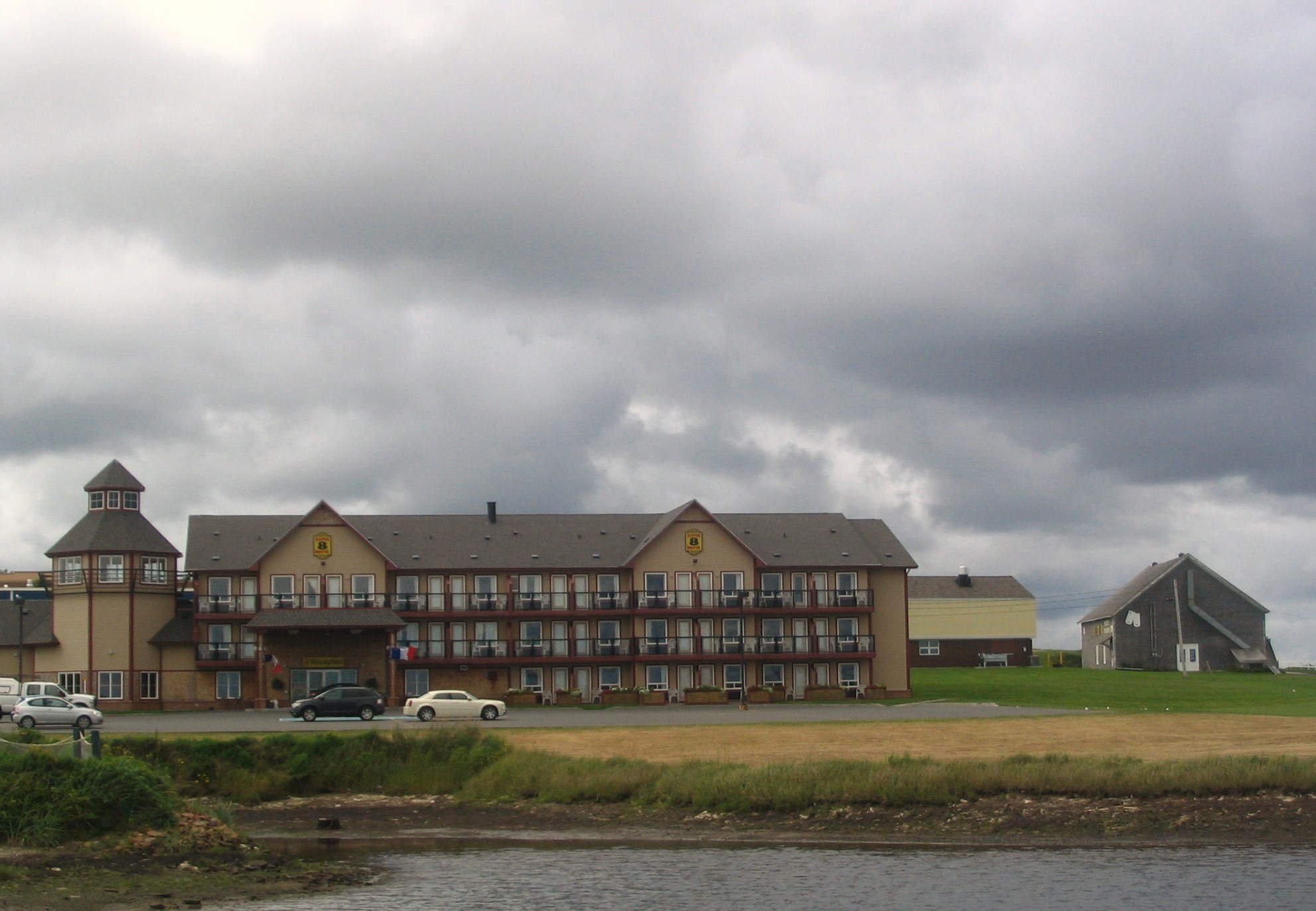
L'hôtel Super 8 de Caraquet.
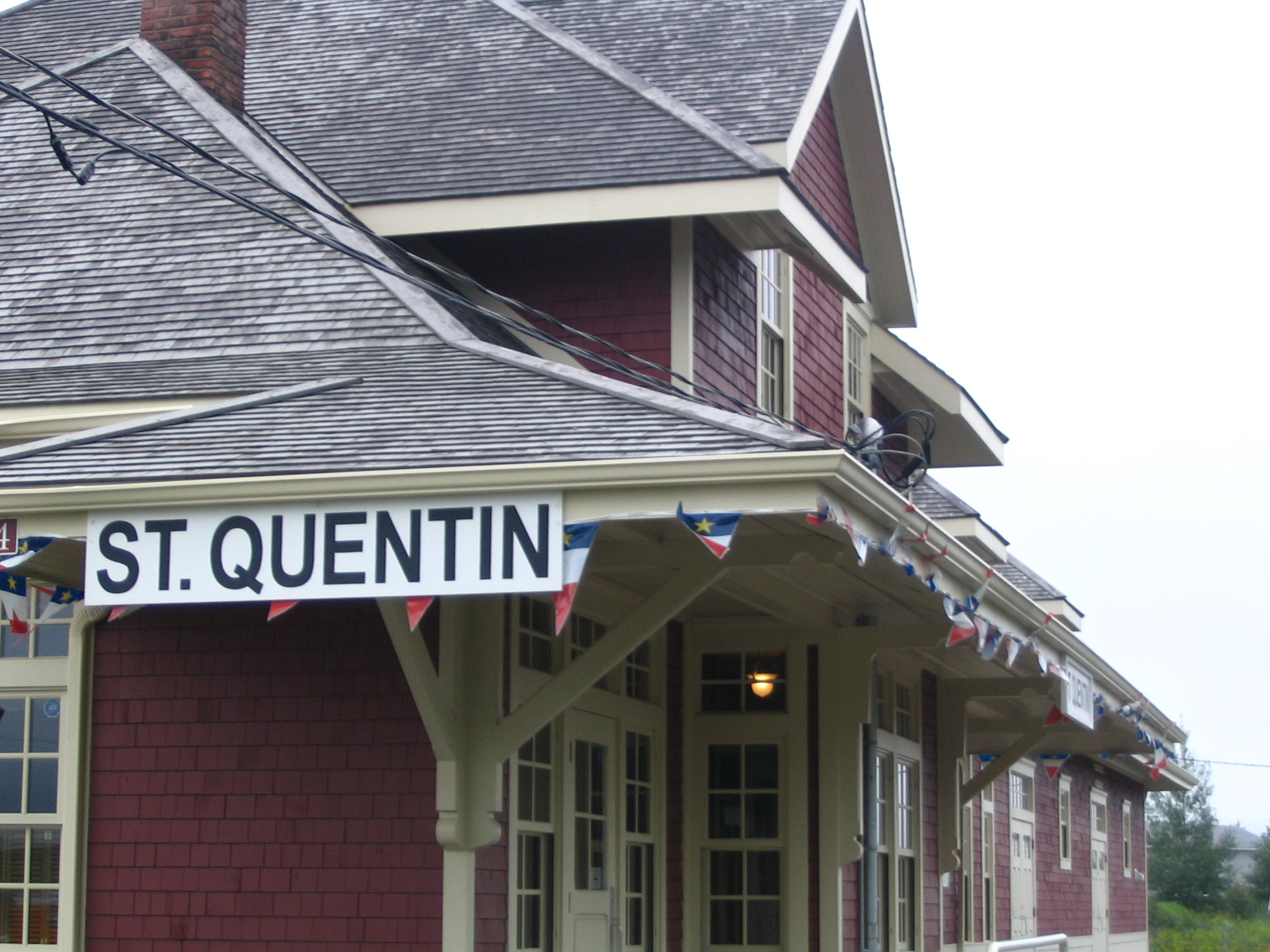
La gare de Saint-Quentin.

## Bâtiments particuliers

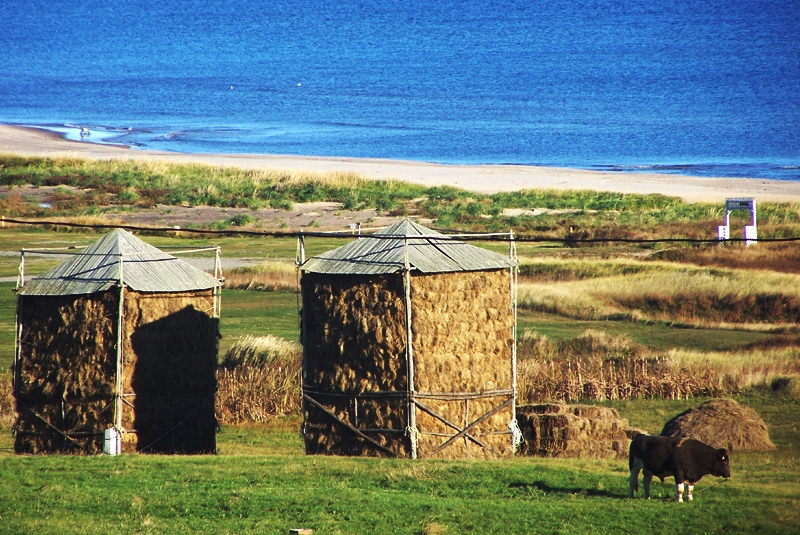
Baraques à foin à Bassin.

Quelques bâtiments sont propres aux régions acadiennes.
Le camp à façade abritée, aussi appelé casque à palette et comparable au chalet suisse, était autrefois très répandu. La façade de ce type d'édifice s'ouvre dans un mur à pignon. La véranda résulte alors du prolongement des fermes sur les sablières. Ce type de construction servait surtout à entreposer le blé d'Inde en Louisiane, d'abris pour les animaux à Saint-Théophile ainsi que de camps de bûcherons au Nouveau-Brunswick et dans la Matapédia et à Bonaventure.
La baraque à foin consiste en une construction carrée mesurant de 4 à 4,5 mètres de largeur servant à entreposer le foin. Elle est construite avec quatre poteaux hauts de 5 mètres soutenant un toit pyramidal. L'extrémité de chaque poteau est munie d'une poulie actionnée par des câbles, permettant de monter le toit à volonté selon la quantité de foin à conserver. Les murs pouvaient être lambrissés pour empêcher les animaux de manger le foin. Il s'en trouvait à Chéticamp, aux Îles de la Madeleine, à l'Île-du-Prince-Édouard jusqu'au début du XXe siècle, mais elles subsistent seulement aux Îles de la Madeleine et chez les anglophones de Terre-Neuve. L'origine de la baraque à foin est inconnue et il en aurait existé en Pennsylvanie, mais elles étaient plus grandes et probablement au toit fixe. Il y en aurait aussi en Roumanie.
Quelques hangars à toit vert subsistent à Terre-Neuve. Ce sont des édifices peu élevés, construits en colombage à bois longs dont les poteaux sont éloignés que d'une quarantaine de centimètres. La toiture est soutenue par des chevrons aussi rapprochés, reposant solidement sur des fermes. La toiture est recouverte de couennes herbées, des mottes de terre recouvertes d'herbe.
L'habitation en suite ou habitation continue se trouve surtout dans la région Chaleur, dans les Caps ou à la Baie-Sainte-Marie. Dans ce type de construction, la maison est reliée à toutes les dépendances, que ce soit au hangar, à l'étable, ou autres, et cela sans égard au style architectural.
La boucanière est un petit édifice fait de planches de cèdre ou d'épinette servant à la préparation du hareng boucané. Son utilisation est complexe, car le feu doit faire beaucoup de fumée et peu de flammes, sans endommager la structure. Vers les années 1910, les boucanières commerciales modernes firent leur apparition dans la région de Cap-Pelé, basées sur les techniques apprises des boucaneurs de Grand Manan, par contre, certaines installations artisanales existent toujours, surtout à Anse-Bleue.

## Influence du milieu

### Mer

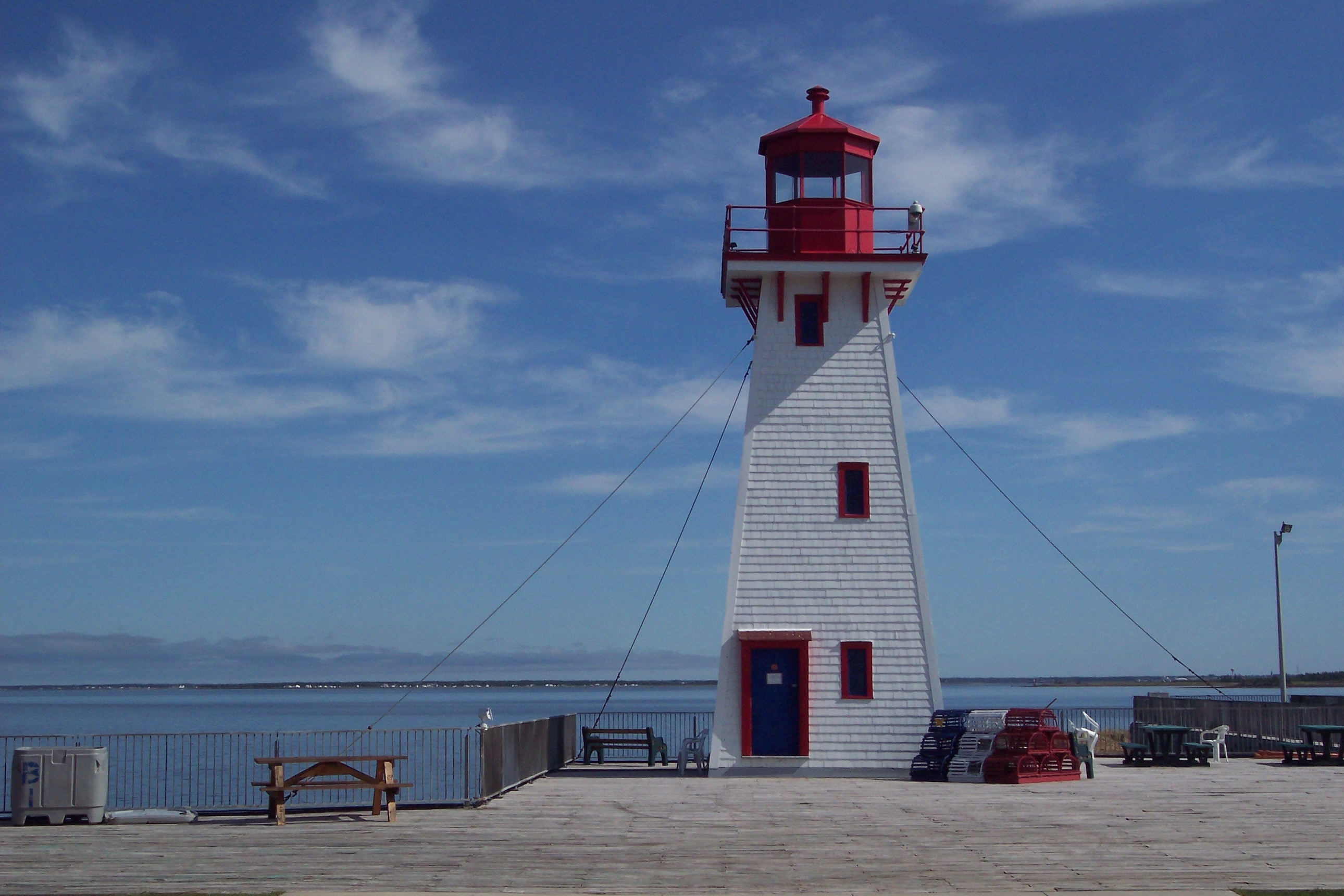
Le phare de l'île du Portage à Shippagan. Certains édifices sont ainsi décorés du drapeau acadien, de Gabriel et Évangéline et autres symboles culturels.

La mer est un élément important de la culture acadienne. Les formes rappelant des phares se retrouvent dans plusieurs édifices et dépendances, tels des abris de puits, les cabanes à oiseaux, les kiosques de jardin et autrefois des latrines. Le clocher de l'église de Kouchibouguac a ainsi la forme d'un phare. Ces dernières années, le phare est également devenu un symbole du tourisme en Acadie. À Caraquet, un phare a été construit au parc Foley et non loin de là, deux édifices du port incorporent des phares dans leur architecture.
Au XVIIIe siècle, des familles établirent leurs maisons de toutes saisons plus loin dans les terres et plusieurs construisirent alors des cabanes de pêche au bord de la mer. Ce mode de vie dura jusqu'au début du XXe siècle et s'observait surtout au Québec entre Natashquan et Blanc-Sablon et dans le nord du Nouveau-Brunswick, où le village de Maisonnette serait nommé ainsi pour cette raison. Les endroits venteux étaient en fait le plus souvent évités pour la fondation d'un village, et les maisons étaient d'habitude protégées sur un côté.
À Chéticamp et aux îles de la Madeleine, les vents peuvent être très forts et le demi-comble est préféré au plein comble ou au comble trois-quarts. En raison du Suête, un redoutable vent du sud-est, les Chéticantins adaptèrent l'architecture en renforçant le côté exposé de la maison avec des pierres, avec une toiture plus basse que le côté opposé et un larmier très court pour ne pas être arraché. Souvent, les charpentes de maisons et de granges sont renforcées de guettes du côté de la mer.
Dans les régions côtières, les vieux filets de pêche servent parfois de bouchures (clôtures). Des brise-vent, des clôtures faites de pieux d'environ 3,6 mètres de haut servant à protéger les maisons et parfois les champs des vents du large. Aux Îles de la Madeleine, les bouchures étaient plutôt faites d'arrachis, c'est-à-dire de branches entremêlées>.
Les naufrages de bateaux chargés de bois étaient fréquents et l'utilisation du matériau récupéré était importante dans la construction, principalement du XVIIIe siècle au XIXe siècle et surtout aux Îles de la Madeleine, où la forêt a rapidement disparu. L'église de L'Étang-du-Nord aurait été bâtie avec du bois d'un navire anglais naufragé.
Les maisons étaient rarement peintes à l'origine et si elles l'étaient, c'était d'habitude en rouge. Plus tard, les établissements acadiens sont souvent devenus distinctifs par leurs bateaux et maisons peintes de couleurs vives. Les pêcheurs utilisaient en effet le restant de peinture de leurs bateaux pour peindre leurs maisons.
Bien que le Madawaska soit éloigné de la mer, certains éléments maritimes peuvent être discernés dans son architecture. Les coudes sont des pièces de bois installées dans le grenier pour en solidifier la structure. Certaines maisons avaient aussi des échelles de bateaux au lieu d'escaliers.
| Matériau              | Ajout                   | Transformation       | Utilisation                                                                               |
| Coquillages           | eau                     | chaux                | chaulage du bois et du mortier, intérieur et extérieur.                                   |
|                       | eau et sable            | mortier              | recouvrement du bois et autres matériaux, calfeutrage                                     |
|                       | boue, poils d'animaux   | mortier              | recouvrement du bois et autres matériaux, calfeutrage                                     |
| Huile de loup-marin   | terre grise             | peinture             | peinture intérieure                                                                       |
|                       | terre rouge, ocre rouge | peinture             | peinture extérieure                                                                       |
| Herbe de marais       |                         |                      | recouvrement du toit, enchaussage des murs extérieurs                                     |
| Jonc de rivage        |                         |                      | recouvrement du toit, enchaussage des murs, calfeutrage des murs.                         |
| Foin de prés endigués |                         |                      | recouvrement du toit, enchaussage des murs, calfeutrage des murs                          |
|                       | boue et eau             | hourdis              | hourdage des murs intérieurs sur claie de bois, maçonnage de cheminées sur claies de bois |
| Mousse de grève       |                         |                      | enchaussage des murs extérieurs                                                           |
| Varech                |                         |                      | enchaussage des murs extérieurs                                                           |
| Boue de rivage        | eau                     | brique cuite au four | cheminées                                                                                 |

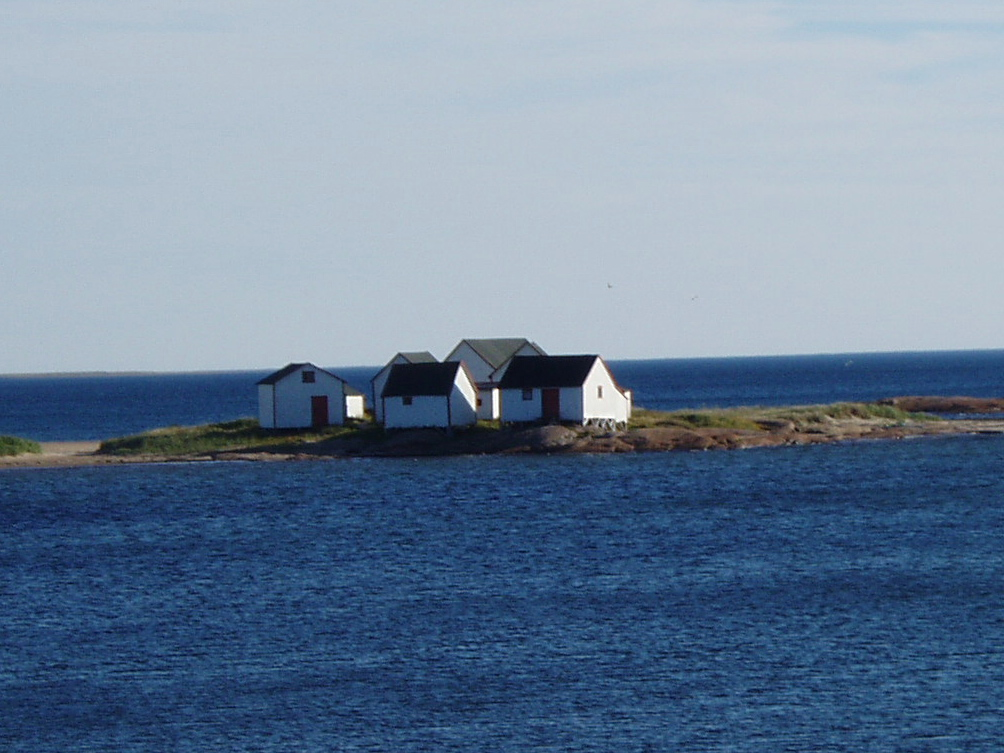
Cabanes de pêcheurs à Natashquan.
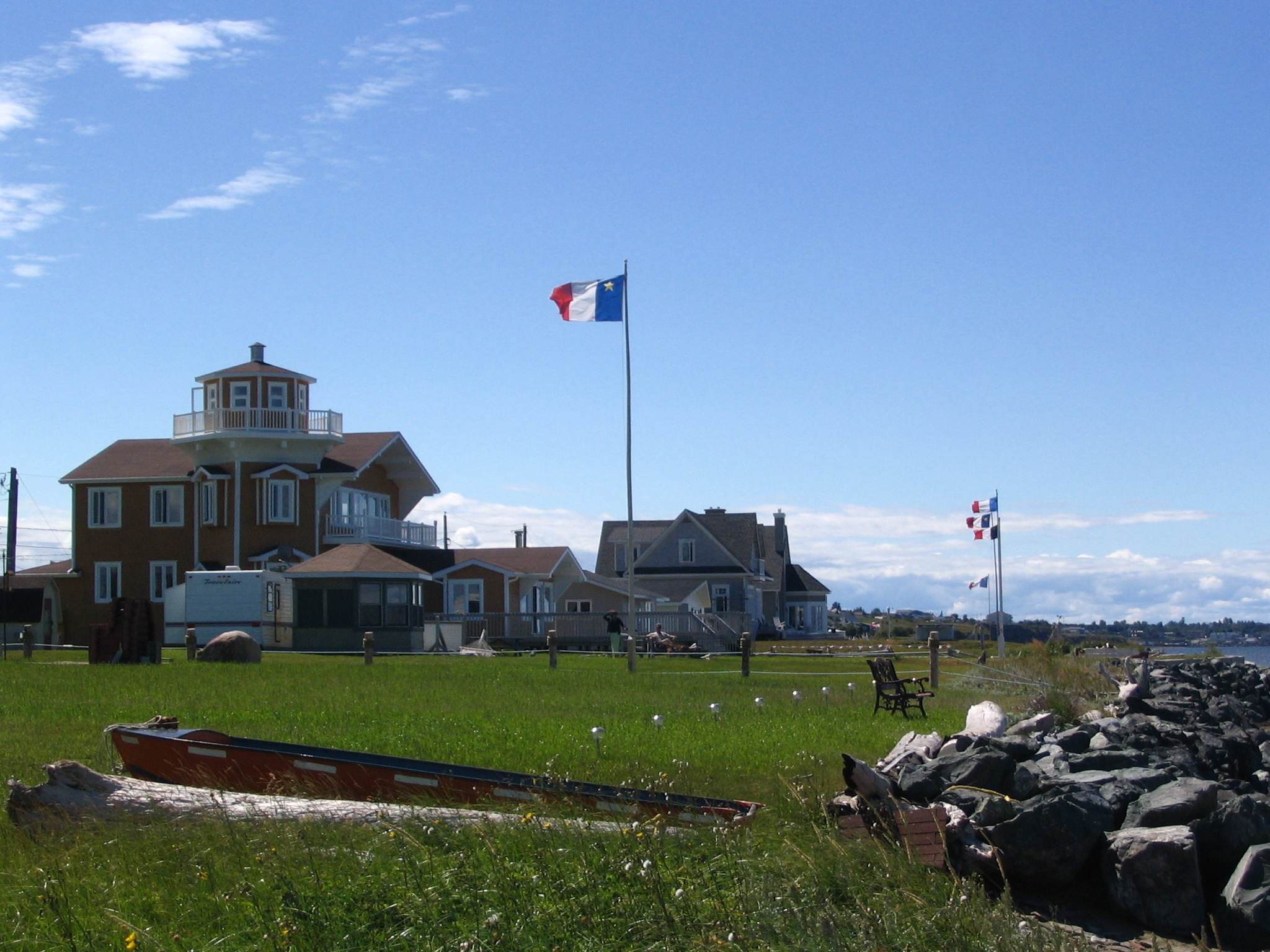
Une maison à façade abritée de Caraquet ressemblant à un phare.
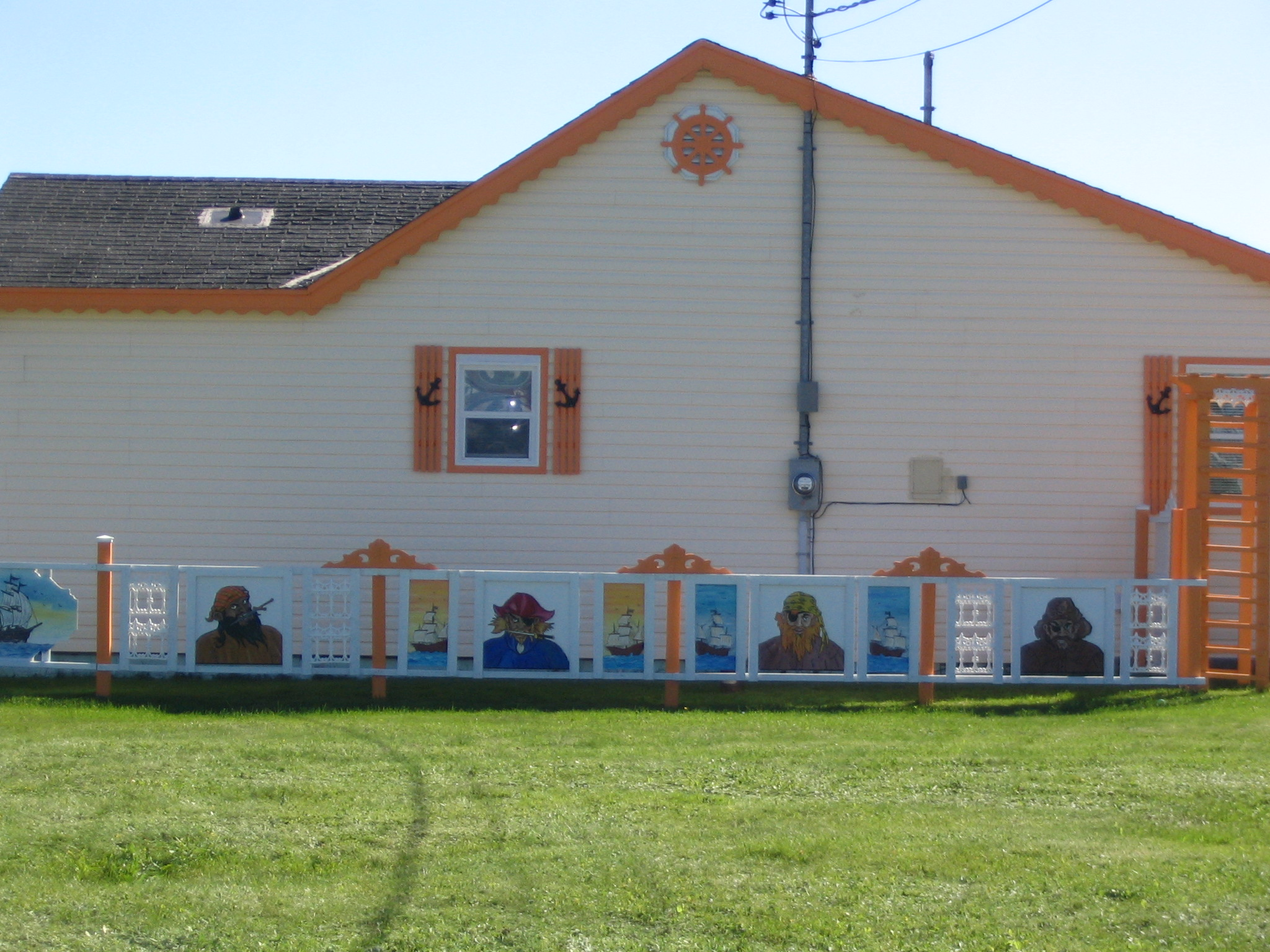
Une maison d'Anse-Bleue décorée avec un thème maritime.
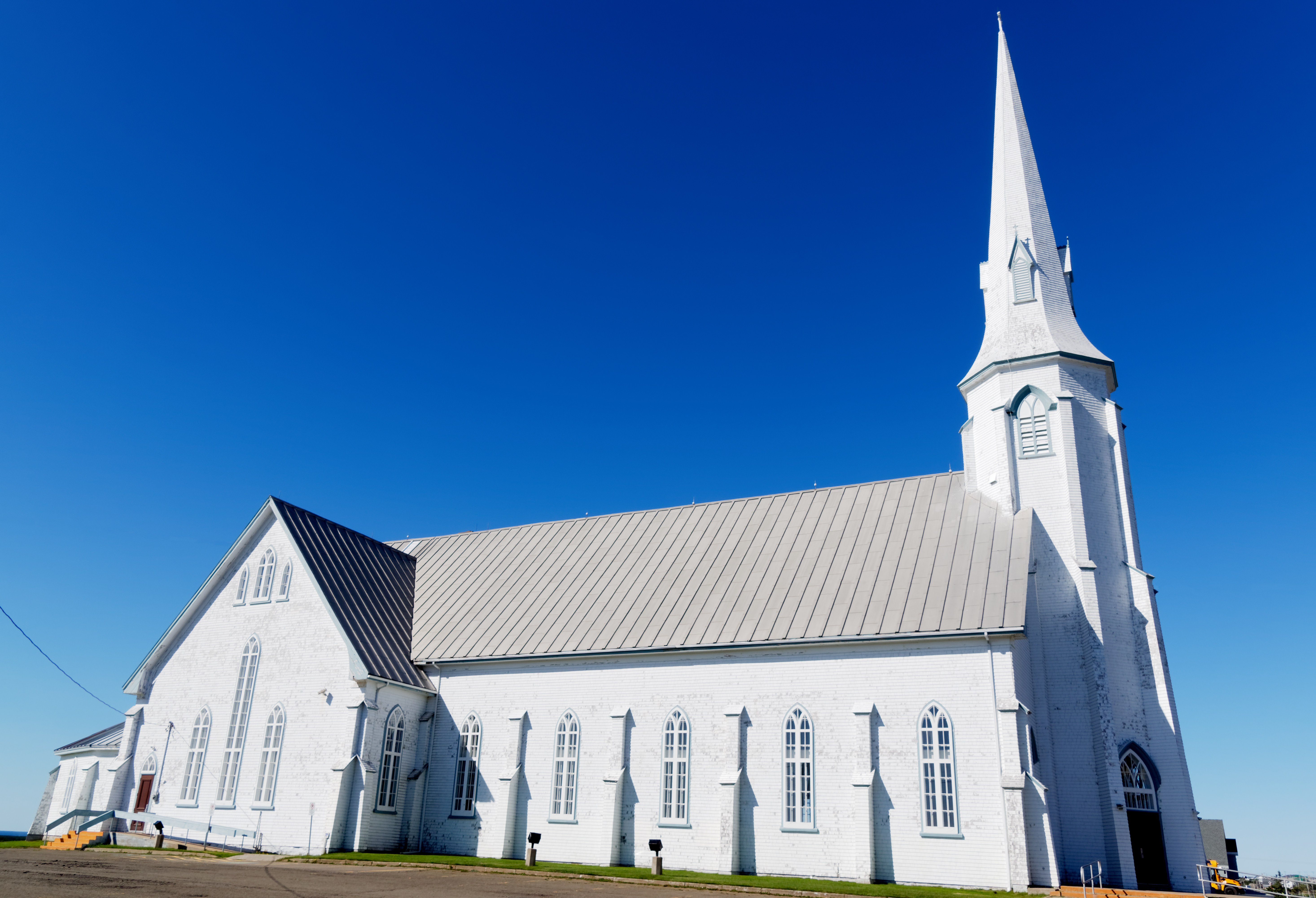
L'église de L'Étang-du-Nord, qui aurait été construite en bois de naufrage.
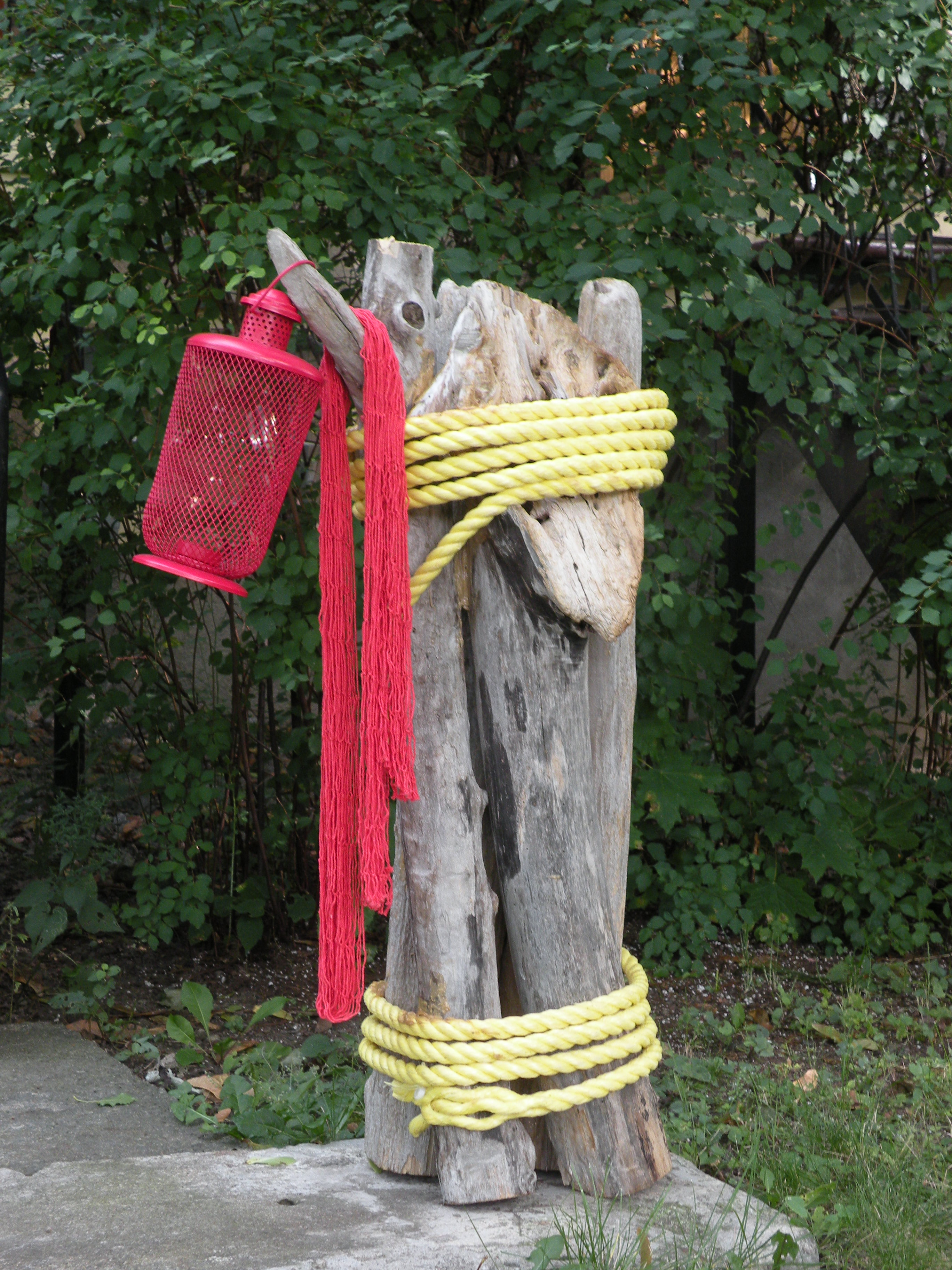
Une décoration à Montréal, fabriquée avec du bois flotté, de la corde, une lanterne et un filet.

### Forêt
Certaines communautés acadiennes éloignées de la mer ont développé des aspects de leur culture différents liés à l'exploitation agricole et forestière. C'est le cas des Brayons du Madawaska. Leur économie traditionnelle est basée sur la culture du lin, qui servait entre autres à calfater les murs, et à l'exploitation forestière, dont la sciure rejetée des scieries avait aussi le même usage. La mousse avait aussi la même utilité. L'écorce de bouleau servait à enchausser les murs extérieurs, une technique empruntée des Malécites.

## Architectes

### Œuvre des architectes anglais et québécois

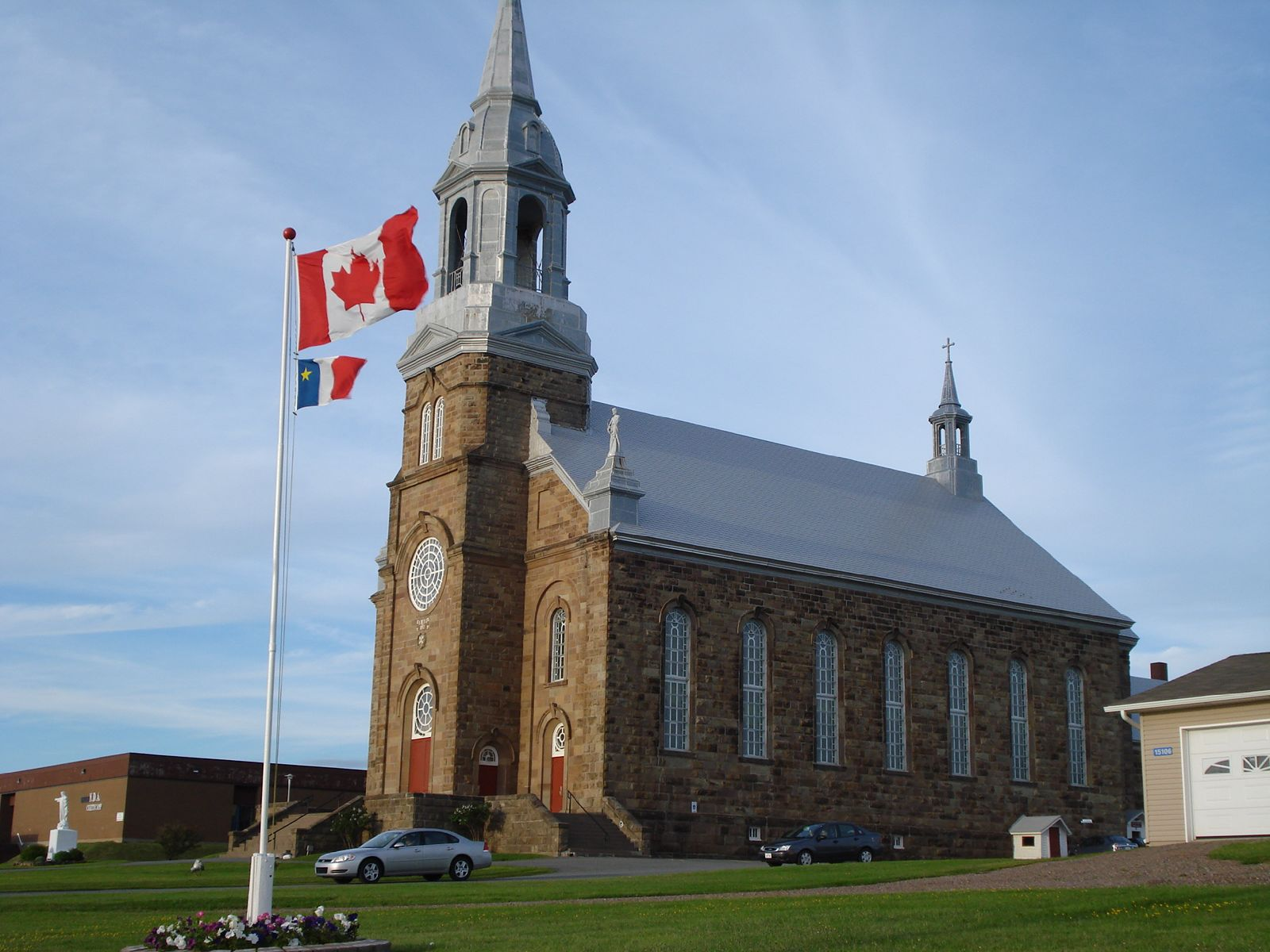
L'église Saint-Pierre de Chéticamp.

Durant tout le XIXe siècle, les bâtiments sont de conception simple, alors que certains édifices plus élaborés sont confiés à des architectes canadiens-anglais ou québécois. Parmi ceux-ci, notons David Ouellet, concepteur de l'église Saint-Pierre de Chéticamp, l'un des meilleurs exemples d'architecture québécoise en Acadie, Thomas Raymond, avec l'église Saint-Isidore et Edgard Courchesnes, avec l'église Saint-Jean-Baptiste de Bouctouche.
L'acadien Eucher Duguay fut un entrepreneur important dans la péninsule acadienne à la fin du XIXe siècle, ayant entre autres réalisé l'église Sainte-Rose-de-Lima.

### Architectes acadiens

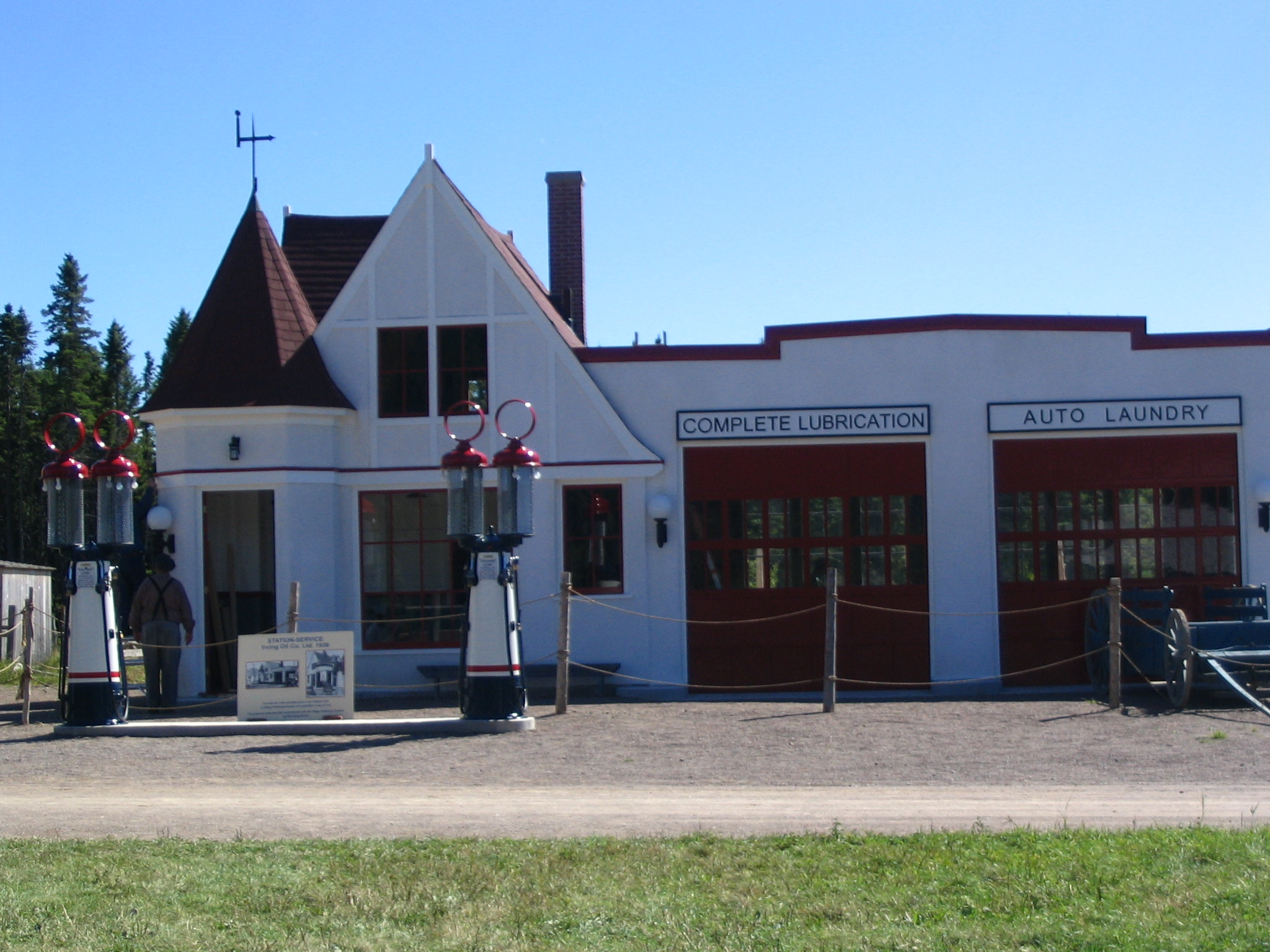
L'une des stations-service de Samuel Roy, ici reproduite au Village Historique Acadien.

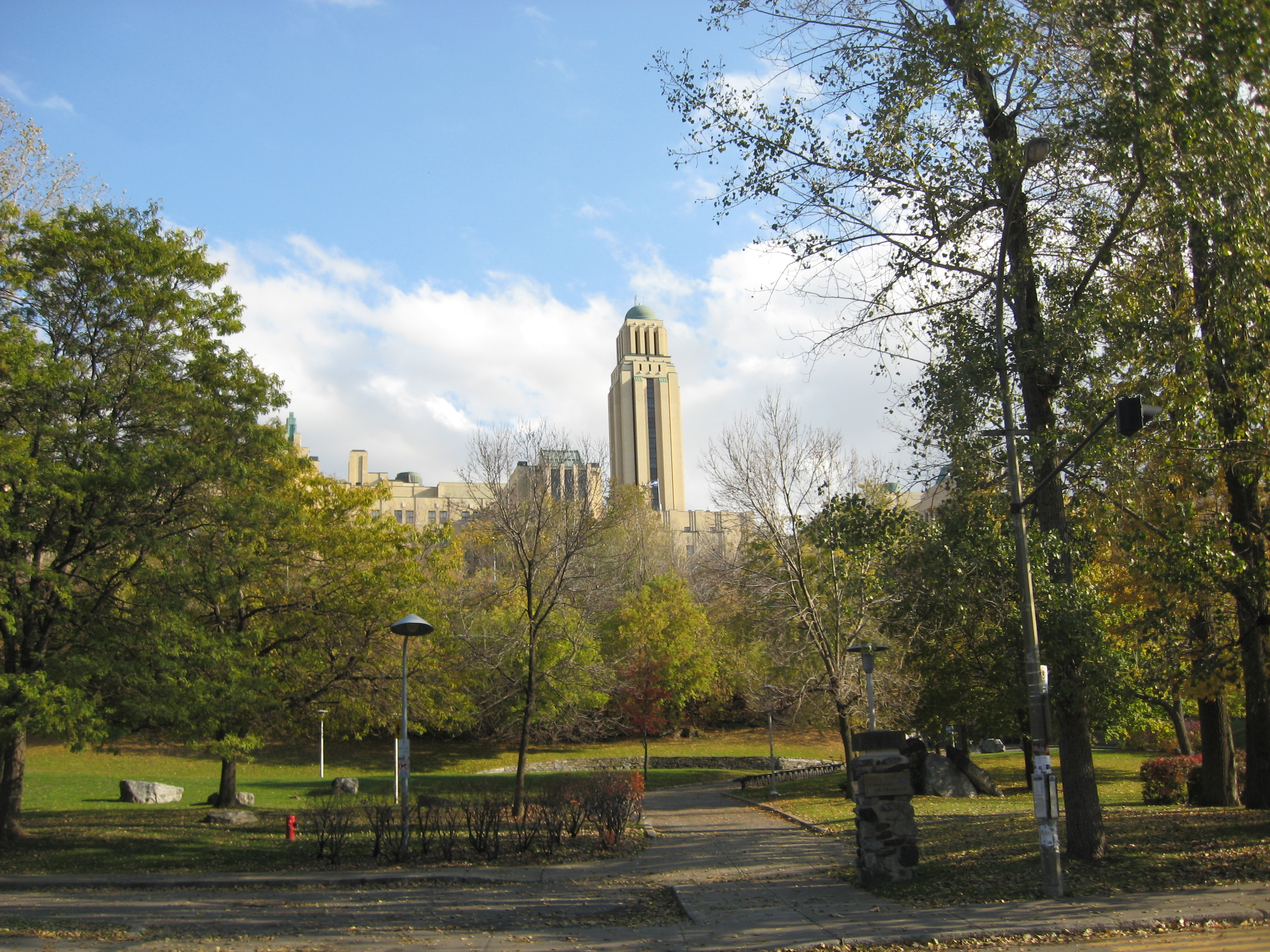
L'Université de Montréal, par Ernest Cormier.

Le premier architecte acadien fut Léon Léger (1848-1918), originaire de Barachois. Il étudia différentes formes d'art au Collège Saint-Joseph et à Boston, mais se concentra sur l'ornementation architecturale. Très peu de ses réalisations existent toujours, mais on lui doit l'une des plus grandes réalisations du XIXe siècle au Nouveau-Brunswick, la chapelle Sacré-Cœur du Couvent de l'Immaculée-Conception à Bouctouche.
Contrairement à Léon Léger, les frères Nazaire Dugas (1864-1942) et Henri Dugas, originaires de Caraquet, furent les premiers à faire des études supérieures en architecture, à Montréal. Henri se concentra plutôt sur la construction et la fabrication de matériaux, tandis que Nazaire fut l'auteur de nombreux édifices dans la péninsule acadienne, dont les plus connus sont l'église Saint-Paul de Bas-Caraquet, l'église Saint-Joachim de Bertrand et le Château Albert de Caraquet.
Un autre architecte notoire de cette époque fut Anselme Roy (1895-1978), connu sous le nom de Samuel Roy et originaire de Sainte-Marie-de-Kent. Ce dernier conçut entre autres l'ancienne église Saint-Jean-Baptiste de Bouctouche et le manoir de Kenneth Colin Irving. Son œuvre la plus connue reste les premières stations-service d'Irving Oil, durant les années 1920. On y retrouve des éléments des styles néogothiques, Tudor Revival et Queen Anne, l'architecte ayant voulu créer un nouveau style pour un tout nouveau type de commerce.
Au XXe siècle, notons René-Arthur Fréchette, de Moncton, qui dessina l'église-souvenir de Grand-Pré et de nombreuses églises du Nouveau-Brunswick, dont celles de Saint-Antoine, de Scoudouc et de Tracadie. Ernest Cormier (1885-1980), né à Montréal et diplômé de l'École polytechnique de Montréal puis de l'École nationale supérieure des beaux-arts de Paris est l'auteur de l'édifice de la Cour suprême du Canada et de l'Université de Montréal. Il est considéré comme l'un des plus grands architectes montréalais. Pierre Gallant, né en 1949 à Moncton et diplômé du Nova Scotia Technical College, est l'auteur de plusieurs édifices importants de la ville, tels que la Banque Nationale et le Marché des fermiers et a participé à la conception de la nouvelle aérogare. Élide Albert, né en 1939 à Caraquet et diplômé du Collège Saint-Joseph et de l'Université de Montréal, est entre autres l'auteur de l'écoparc de la dune de Bouctouche et a contribué à la conception du Pays de la Sagouine.
Les premiers cabinets d'architectes acadiens ouvrent leurs portes en 1954 à Moncton (Leblanc et Gaudet) et à Edmundston (Bélanger et Roy). Dans les années 1960, ils font preuve d'une certaine autonomie créatrice, parallèlement à l'œuvre du sculpteur Claude Roussel.

### Écoles
Il y a dix écoles d'architecture au Canada et malgré l'amélioration de l'enseignement depuis un siècle, la faculté d'architecture et d'urbanisme de l'Université Dalhousie, à Halifax, est la seule située en région acadienne. Celle-ci donne uniquement ses cours en anglais, mais des écoles françaises existent à l'Université Laval et à l'Université de Montréal.

## Folklore

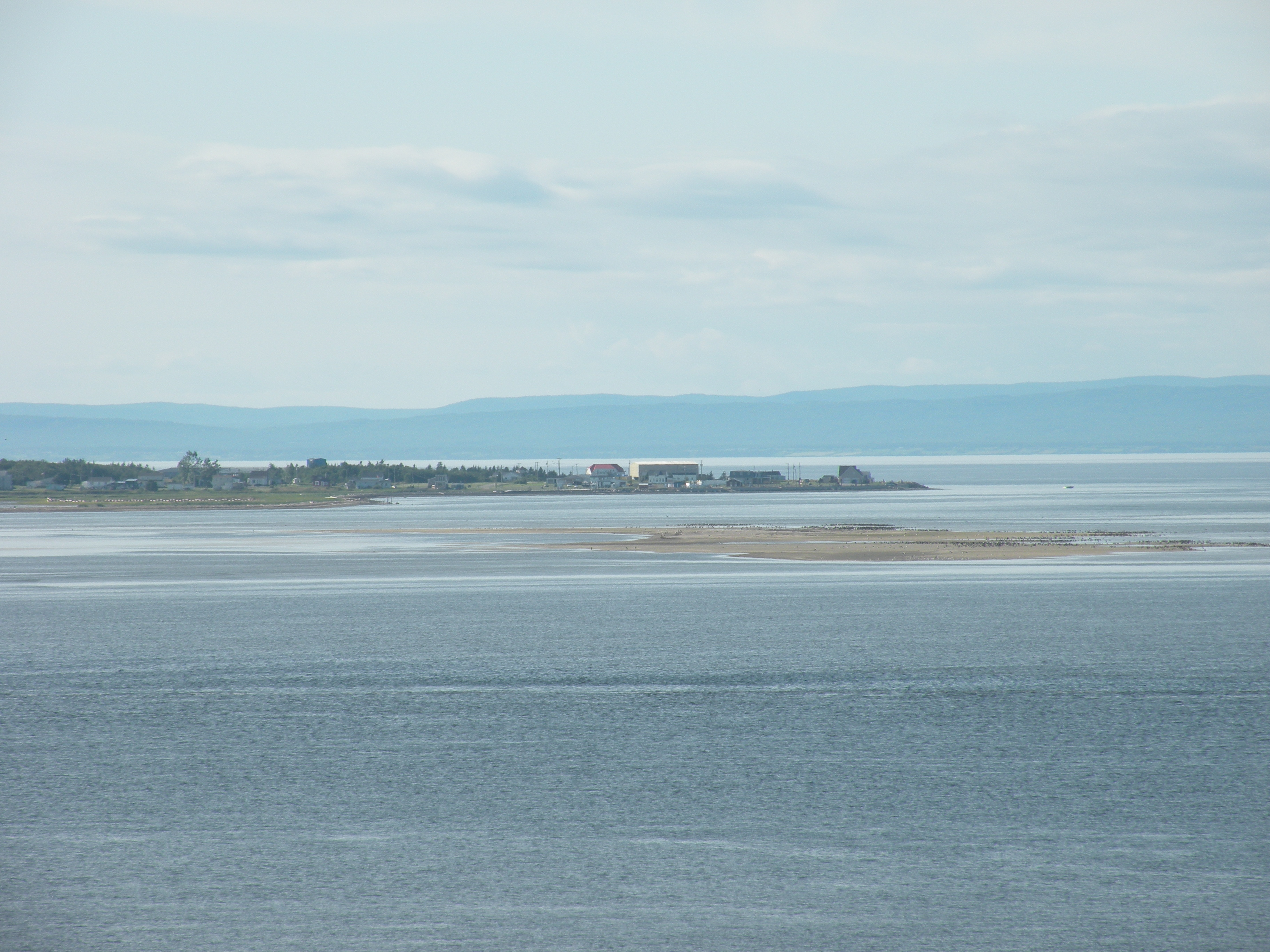
Maisonnette serait nommé ainsi soit parce que des pêcheurs y avaient des cabanes, soit parce que les maisons du village paraissent très petites vues de Caraquet.

L'architecture occupe une certaine place dans le folklore acadien. Lors de la construction des églises, des pièces de monnaie récentes et des journaux étaient enterrés, permettant la datation lors de sa démolition. On croyait alors qu'une église ayant des pièces de monnaie enterrées sous son seuil de porte ne connaîtrait jamais de problèmes financiers. Une coutume des Acadiens du Québec voulait que lorsqu'un terrain était arpenté, le père installât une borne faite d'objets divers et de pièces de monnaie enterrées en présence d'un enfant en bas âge et, pour qu'il s'en souvienne, lui administrait une fessée>. La pratique de récupérer le bois des bateaux naufragés a donné naissance à cette prière: « Mon Dieu, je serais une bonne fille/garçon, mais faites pour papa qu'il y ait un naufrage, pas plus tard que demain ». Les constructions, surtout d'églises, se faisaient en corvées. Au Madawaska, le mai était planté après que le dernier chevron de la charpente eut été cloué. On installait alors un sapin sur le faîtage, qui était jeté en bas après un coup de feu. Un banquet était ensuite organisé. Lorsque la construction était finie, un prêtre venait la bénir.